# Armadas da Índia

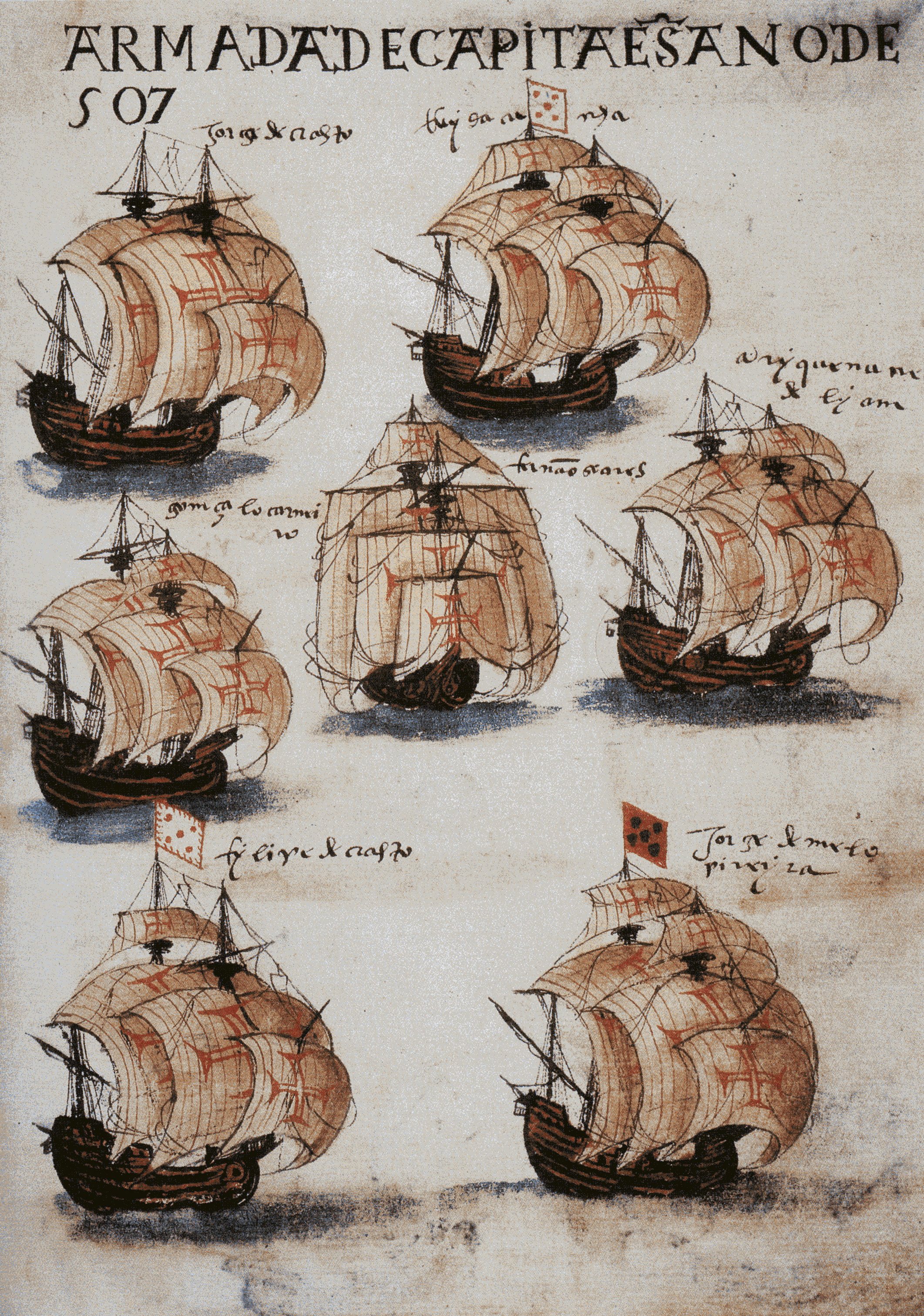
Armada portuguesa, Livro de Lisuarte de Abreu, 1565.

As Armadas da Índia foram as frotas de navios enviadas anualmente por Portugal para a Índia, principalmente para Goa. Estas armadas faziam a chamada Carreira da Índia, seguindo a rota do Cabo iniciada por Vasco da Gama em 1497-1499 com a descoberta do caminho marítimo para a Índia. Contudo este artigo, compreende aqui as armadas anteriores, enviadas pelo Infante D. Henrique a partir de 1412, e que contribuíram para a descoberta desta rota.
Desde a sua descoberta, a rota do Cabo foi dominada pelos portugueses, tendo sido percorrida, de 1498 a 1635, por 917 partidas de armadas do Tejo para uma viagem que demorava cerca de seis meses a chegar ao destino. Durante mais de oitenta anos, as armadas da Índia puderam circular pela Rota do Cabo. O seu tamanho aumentou progressivamente desde os 120 tonéis da “S. Gabriel”. As naus típicas do tempo de D. Manuel I deslocavam 400 toneladas e atingiram as 900 toneladas durante o reinado de D. João III. A nau média da Carreira era em geral de 400 toneladas, seguindo em frotas acompanhadas de algumas caravelas. A guarnição tradicional de uma nau contava entre as 120 e as 168 tripulantes, contando-se obrigatoriamente um capitão, um escrivão, dois pilotos, mestre de manobra das velas, contramestre, guardião, capelão, carpinteiro, calafate, tanoeiro, barbeiro que servia de cirurgião, meirinho, cozinheiro, despenseiro e vários soldados e bombardeiros, além de marinheiros e grumetes.

## 1497

### 8 de junho
| Navio       | Tonelagem    | Canhões | Homens | Capitão        | Piloto           | Mestre          | Contramestre | Escrivão        |
| ----------- | ------------ | ------- | ------ | -------------- | ---------------- | --------------- | ------------ | --------------- |
| São Gabriel | 120 tonéis   | 20      |        | Vasco da Gama  | Pêro de Alenquer | Gonçalo Álvares |              |                 |
| São Rafael  | 100 tonéis   |         | 70     | Paulo da Gama  | João de Coimbra  | —               |              | João de Sá      |
| Bérrio      | 50–90 t      |         |        | Nicolau Coelho | Pêro Escobar     | —               |              | Álvaro de Braga |
| São Miguel  | 110 ou 200 t |         |        | Gonçalo Nunes  | Afonso Gonçalves | —               |              |                 |
| L           | 850          | 46      | 253    | Ch             |                  |                 |              |                 |
| C: a        |              |         |        |                |                  |                 |              |                 |

- 1497 - Vasco da Gama 8 de Junho "Armada de quatro navios. Sucedendo El Rei D. Manuel I a El Rei D. João II. Prosseguiu estes descobrimentos este mesmo ano da sua sucessão, acabando a armada que El Rei D. João II tinha deixado começada; e 1497, enviou à descoberta da Índia quatro navios, ainda que em realidade não eram mais de três; porque o quarto era uma Caravela que logo saiu destinada a queimar-se aonde se pegassem dela os abastecimentos que levava sobressalentes. Era capitão mor Vasco da Gama e os dois, Paulo da Gama seu irmão e Nicolau Coelho; da caravela foi Gonçalo Nunes criado do Gama, até que tirados dela os abastecimentos queimaram-na antes de chegar à Aguada de S. Brás. Descobriu a Índia o Gama e voltou ao Reino."

"Partiu Vasco da Gama a descobrir a India a 8. de Junho, hum Sabbado"…
Vasco da Gama ia na nau S. Gabriel, com o piloto Pêro de Alenquer, o escrivão Diogo Dias e o mestre Gonçalo Álvares; Paulo da Gama na nau S. Rafael, com o piloto João de Coimbra, o escrivão João de Sá e Álvaro Velho (possível autor do diário de bordo); Nicolau Coelho na Bérrio, com o piloto Pêro Escobar e o escrivão Álvaro Braga; e na caravela (comprada pelo rei ao mercador de Lisboa Aires Correia) ia seu comandante Gonçalo Nunes.

### 14 setembro
| Nau                  | Capitão        | Piloto           | Mestre          | Escrivão        |
| -------------------- | -------------- | ---------------- | --------------- | --------------- |
| São Gabriel          | Vasco da Gama  | Pêro de Alenquer | Gonçalo Álvares | Diogo Dias      |
| São Rafael           | Paulo da Gama  | João de Coimbra  | —               | João de Sá      |
| Bérrio               | Nicolau Coelho | Pêro Escobar     | —               | Álvaro de Braga |
| Navio de mantimentos | Gonçalo Nunes  | Afonso Gonçalves |                 |                 |

Vinha também o primeiro sacerdote português que entrou na Índia: Frei Pedro da Covilhã, companheiro e confessor de Vasco da Gama nesta viagem, que será martirizado em 7 de Julho de 1498 pelos gentios da Índia.
A armada de cerca 160 homens, marinheiros e soldados, deixa a ilha de Cabo Verde a 3 de Agosto, chega à Baía de Santa Helena (África do sul) a 7 de Novembro. Aí fica 9 dias durante os quais tenta de entrar em relação com a população: Fernão Veloso que tinha partido para o interior à descoberta dessa gente, volta ao navio com muita pressa: "e foi tanta a pedrada , e fréchada sobre o batel, que quando Vasco da Gama chegou para os apaziguar, foi fréchado per huma perna, e Gonçalo Álvares Mestre do navio S.Gabriel, e dous marinheiros leváram cada hum sua  "... Depois destas peripécias, em 22 de Novembro, dobra o cabo da Boa Esperança. Chega à Angra de S. Brás a 25, passa à vista de Natal em 25 de Dezembro. A 10 de Janeiro de 1498 chega à Terra da Boa Gente, onde permanece cinco dias. Atinge o rio dos Bons Sinais (Zambeze) a 25, alcança Moçambique a 2 de Março, Mombaça a 7 de Abril, Melinde a 14 e,  aí, recebe um piloto guzarate, que o conduz a salvo até Calecut, onde chega a 20 de Maio, após 312 dias de viagem.
A armada regressa em 30 de Agosto. Em 15 de Setembro chega às ilhas de Santa Maria, e em 19 à ilha Angediva, onde Vasco da Gama repara as suas naus. Aí embarca um judeu que, embora tivesse sido baptizado com o nome de Gaspar da Gama, ficou conhecido por "Gaspar da Índias". Em 5 de Outubro inicia o regresso a Portugal.
A 2 de Janeiro de 1499, a armada avista a costa da África; a 7, chega a Melinde e a 12 a Mombaça. A nau S. Rafael, incapaz de navegar tem de ser queimada. A 20 de Março a armada dobra o Cabo da Boa Esperança. As naus S. Gabriel e Bérrio chegam às ilhas de Cabo verde, Paulo da Gama está doente e Vasco da Gama receando sua morte no mar, faz aparelhar uma caravela para atingir os Açores o mais rapidamente possível.
A caravela atinge a Ilha Terceira e Paulo da Gama morre na cidade de Angra, onde é sepultado. Nicolau Coelho é encarregado de levar ao rei a boa nova da descoberta. Chega a Lisboa a 9 de Julho.
Vasco da Gama chega a Lisboa em 29 de Agosto.
Nessa expedição morreram cerca de 100 homens, vítimas de acidentes e de doença.

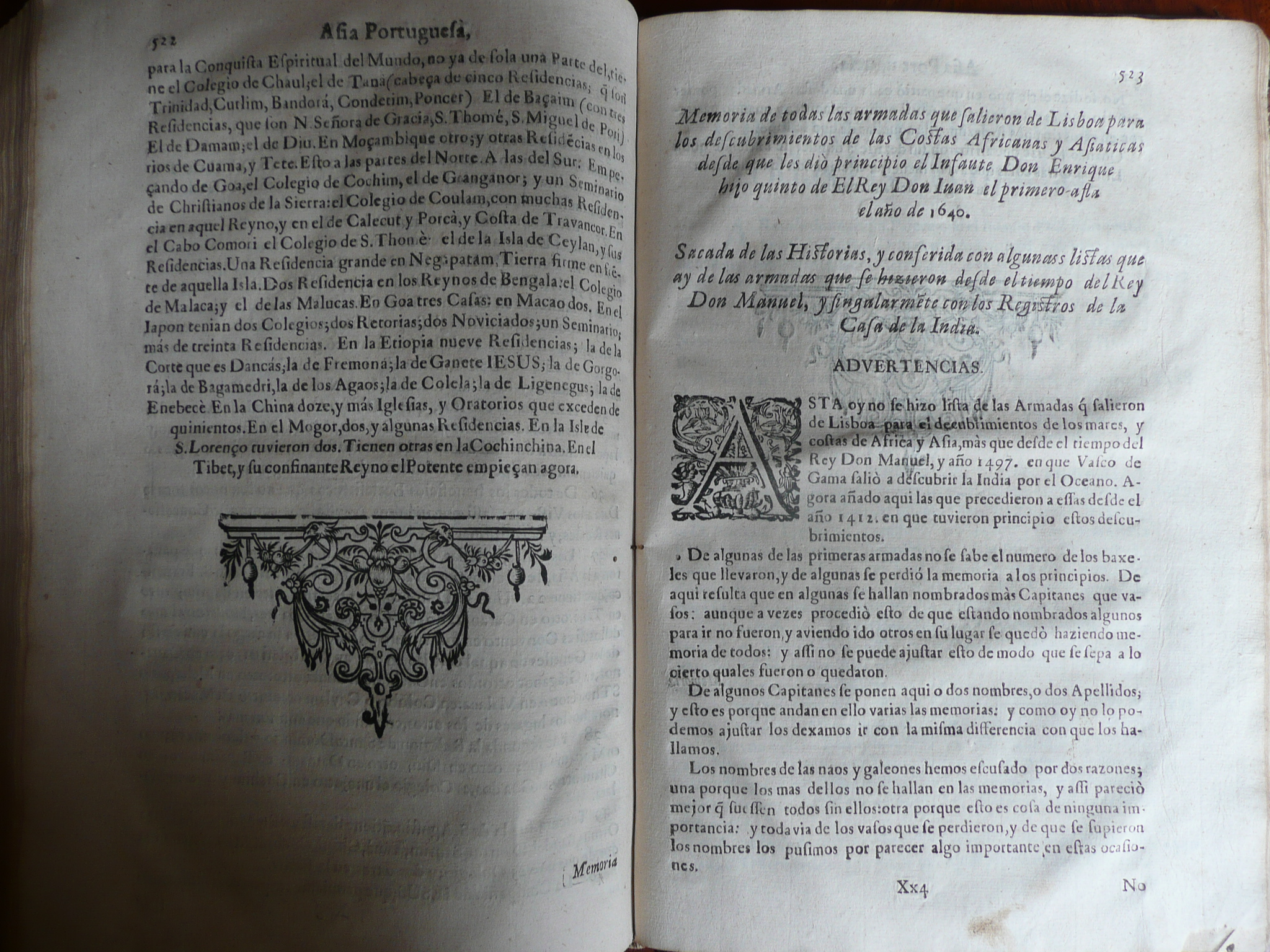
Faria y Sousa, Ásia Portuguesa, parte III, 1675 : "Memória de todas las Armadas…"

## 1500

### 9 de março
- 1500 - Brasil: Pedro Álvares Cabral. A 9 de Março "Armada de treze navios. Pedro Álvares Cabral capitão mór de treze naus, e os outros Sancho de Tovar que na volta perdeu a nave com a fazenda, salvando-se a gente, perto de Melinde; Simão de Miranda [ de Azevedo ], Aires Gomes da Silva, que se perdeu numa tormenta, Nicolau Coelho, Nuno Leitão (da Cunha), Bartolomeu Dias Piloto mór que tinha descoberto o Cabo da Boa Esperança, e também se perdeu na tormenta, Pedro Dias [ em realidade Diogo Dias ] seu irmão, Vasco de Ataíde que se perdeu, Pêro de Ataíde, Duarte Pacheco Pereira o famoso depois na Índia, Luís Pires que arribou; Gaspar de Lemos que voltou ao Reino desde o Brasil com a notícia do descobrimento daquela terra, aonde o Cabral por acaso foi dar levado da tormenta, Simão de Pina que se perdeu como os outros que foram quatro inteiramente  absorbidos  do mar naquela fortuna, que foi estupenda."

Livro de Lisuarte de Abreu: Pedro Álvares Cabral, Sancho de Tovar, Simão de Miranda, Nicolau Coelho, Nuno Leitão, Bartolomeu Dias, Diogo Dias, Vasco de Ataíde, André Gonçalves, Rui de Miranda, Luís Pires , João Fernandes, Diogo de Figueiró. Não faz menção de Duarte Pacheco Pereira, que ia apenas como passageiro, assim como Aires Correia, feitor de Calecute. Também ia o agora célebre escrivão dessa armada, Pero Vaz de Caminha.
"Partíram (…) a hum sabbado nove dias de Março."
Dois navios "eram de particulares, num investia o conde de Portalegre, no outro eram sócios D.Álvaro de Bragança, Bartolomeu Marchionni e Girolamo Sernigi."
Bartolomeu e Diogo Dias iam para Sofala.

## 1501
- 1501 - D. Manuel I determina que todos os anos, entre Fevereiro e Março, saia uma armada de naus de carreira para a Índia.
- 15 de Março "Armada de quatro naus eram caravelas.

Capitão mór João da Nova Alcaide de Lisboa, e os três Diogo Barbosa criado de D. Álvaro de Portugal [ D. Álvaro de Bragança, Francisco de Novais, Fernando Vinete ou Vicente, Florentino. Descobriu o Nova à ida a Ilha da Conceição [sic](Ascensão); e à volta a de Santa Helena."
Livro de Lisuarte de Abreu: João da Nova, Duarte Pacheco, Rui de Abreu, e Miçe Vicente.
Livro das Armadas: por Duarte Pacheco vem Fernão Pacheco nome que é depois substituido por Diogo Barbosa. Por Fernando Vinete vem Misser Vineto, ou Fernam Vinet.
Teresa Lacerda dá os nomes seguintes: João da Nova, Francisco Novais, Fernão Pacheco, e Misser Vinet, este ao "serviço de Bartolomeu Marchionni, um abastado comerciante florentino, instalado em Lisboa e que foi um dos grandes investidores da Carreira da Índia".

Livro de Lisuarte de Abreu, 1565.

"Deo á véla a 5. de Março."

## 1502
| Navio       | Tonelagem    | Canhões | Homens | Capitão        | Piloto           | Mestre          | Contramestre | Escrivão        |
| ----------- | ------------ | ------- | ------ | -------------- | ---------------- | --------------- | ------------ | --------------- |
| São Gabriel | 100 t        | 20      |        | Vasco da Gama  | Pêro de Alenquer | Gonçalo Álvares |              |                 |
| São Rafael  | 750 t        |         | 70     | Paulo da Gama  | João de Coimbra  | —               |              | João de Sá      |
| Bérrio      | 50–90 t      |         |        | Nicolau Coelho | Pêro Escobar     | —               |              | Álvaro de Braga |
| São Miguel  | 110 ou 200 t |         |        | Gonçalo Nunes  | Afonso Gonçalves | —               |              |                 |
| L           | 850          | 46      | 253    | Ch             |                  |                 |              |                 |
| C: a        |              |         |        |                |                  |                 |              |                 |

- 1502 - Vasco da Gama, segunda viagem 10 de Fevereiro ] "Armada de nove naus. Capitão Mór D. Vasco da Gama [ nau São Jerónimo ] o descobridor da Índia, e os outros D. Luís Coutinho [ filho de D. Gonçalo Coutinho, de alcunha o Ramiro, filho do segundo Conde de Marialva. Nau : Leonarda ],[1] Pedro Afonso de Aguiar [ nau São Pantaleão (do porto) ] , Francisco da Cunha da Ilha Terceira [ na nau Leitoa ] , João Lopes Perestrelo, Rui de Castanheda [ nau São Pantaleão de Batecabelo ] , Gil Matoso, António do Campo [ caravela: Santa Cruz ], Gil Pires [ Gil Fernandes de Sousa [1], Diogo Pires Correia [ Diogo Pires e Diogo Fernandes Correia ].[3] "

## l
- "Armada de cinco naus. Capitão Mór Vicente Sodré [ nau Esmeralda ] irmão da mãe de Vasco da Gama, e os quatro Brás Sodré, irmão de Vicente, Álvaro de Ataíde, Fernão Rodrigues de Almada [ ou Fernão Rodrigues, Badarças, segundo Couto ], António Pires António Fernandes . Os dois Sodré se perderam em Curia Muria." Três outras naus são a São Pedro, a Santa Marta, e a São Paulo

| Navio       | Tonelagem    | Canhões | Homens | Capitão        | Piloto           | Mestre          | Contramestre | Escrivão        |
| ----------- | ------------ | ------- | ------ | -------------- | ---------------- | --------------- | ------------ | --------------- |
| São Gabriel | 100 t        | 20      |        | Vasco da Gama  | Pêro de Alenquer | Gonçalo Álvares |              |                 |
| São Rafael  | 750 t        |         | 70     | Paulo da Gama  | João de Coimbra  | —               |              | João de Sá      |
| Bérrio      | 50–90 t      |         |        | Nicolau Coelho | Pêro Escobar     | —               |              | Álvaro de Braga |
| São Miguel  | 110 ou 200 t |         |        | Gonçalo Nunes  | Afonso Gonçalves | —               |              |                 |
| L           | 850          | 46      | 253    | Ch             |                  |                 |              |                 |
| C: a        |              |         |        |                |                  |                 |              |                 |

## 1503
- 1503 "Armada de cinco naus. Capitão Mór Estêvão da Gama, filho de Aires, primo de Dom Vasco; e os outros Lopo Mendes de Vasconcelos, Tomás de Carmona [ ou de Cremona ], Lopo Dias criado de D. Álvaro de Portugal [ D. Álvaro de Bragança ], João de Bonagracia [ Giovanni Buonagrazia ou Buanagracia] Italiano."

| Navio       | Tonelagem    | Canhões | Homens | Capitão        | Piloto           | Mestre          | Contramestre | Escrivão        |
| ----------- | ------------ | ------- | ------ | -------------- | ---------------- | --------------- | ------------ | --------------- |
| São Gabriel | 100 t        | 20      |        | Vasco da Gama  | Pêro de Alenquer | Gonçalo Álvares |              |                 |
| São Rafael  | 750 t        |         | 70     | Paulo da Gama  | João de Coimbra  | —               |              | João de Sá      |
| Bérrio      | 50–90 t      |         |        | Nicolau Coelho | Pêro Escobar     | —               |              | Álvaro de Braga |
| São Miguel  | 110 ou 200 t |         |        | Gonçalo Nunes  | Afonso Gonçalves | —               |              |                 |
| L           | 850          | 46      | 253    | Ch             |                  |                 |              |                 |
| C: a        |              |         |        |                |                  |                 |              |                 |

Aparece que há grande confusão com essas "três" armadas.
No livro de Lisuarte de Abreu, vem uma só para esse ano, de 19 naus.
Esse ano a armada foi dividida em duas partes: a primeira comandada por Vasco da Gama, de 14 naus e uma caravela, parte de Lisboa em 10 de Fevereiro; a segunda de cinco naus, comandado por Estêvão da Gama (nau Flor de la Mar), no primeiro de Abril. Mais tarde, chegados à Índia e ficando  17 naus e 2 caravelas, a armada é dividida em duas outras partes : uma esquadra de cinco naus e uma caravela, comandada por Vicente Sodré, exclusivamente para a guerra; o resto sob o comando de Vasco da Gama, para embarcar fazenda, mas também podendo guerrear.
- 1503 Afonso de Albuquerque e Duarte Pacheco Pereira - 6 de Abril "Armada de três naus. Capitão-mor Afonso de Albuquerque o depois famoso, e os outros, Duarte Pacheco Pereira [ na nau Espírito Santo ] o depois famoso, filho de João Pacheco; Fernão Martins de Almada (que creio é o que se chama Rodrigues no outro ano) filho de Vasco de Almada Alcaide-mor de Almada."
- 14 de Abril "Armada de três naus. Capitão-mor Francisco de Albuquerque, e os outros, Lourença Vaz da Veiga [ Pêro Vaz da Veiga ], e Nicolau Coelho o que havia no descobrimento com Vasco da Gama : os dois primeiros perderam-se na volta."
- Maio - "Armada de três naus.

Capitão-mor António de Saldanha, e os outros, Rui Lourenço Ravasco, Diogo Fernandes Piteira [ Diogo Fernandes Pereira ]que ia também por mestre da sua nave, e que derrotado sem saber por onde ia, descobriu a Ilha de Socotorá.
Destinada ao estreito do mar Vermelho.
No Livro de Lisuarte de Abreu vem só uma armada. Foram realmente três, a primeira (de Afonso de Albuquerque (nau Sant'Iago), com Duarte Pacheco Pereira (nau Espírito Santo) e Fernão Martins de Almada ou Almeida (nau S. Cristóvão)) partiu de Lisboa em 6 de Abril de 1503, a segunda com o primo Francisco de Albuquerque, partiu em 14 desse mês [ outros historiadores indicam Duarte Pacheco, nesta armada ]; e a terceira (de Antonio de Saldanha) partindo  um mês mais tarde. Couto indica as datas respetivas de Março para a primeira armada, "entrada de Abril" para a segunda, e 15 de Abril para a terceira.
Passageiro : Giovanni da Empoli, como agente comercial das firmes Gualterroti e Frescobaldi e de Bartolomeu Marchionni.

## 1504
- 1504
- 22 de Abril ] "Armada de treze naus. Capitão-mor Lopo Soares de Albergaria, e os outros, Pêro de Mendonça que se perdeu; Leonel Coutinho, Tristão da Silva, Lopo Mendes de Vasconcelos, Manuel Teles Barreto, Lopo de Abreu, Filipe de Castro ou Jorge de Castro, Pedro Afonso de Aguiar, Vasco da Silveira, Vasco de Carvalho, Pêro Dinis, ou Francisco Dinis de Setúbal, e Afonso Lopes da Costa."

João de Barros, Ásia, I, vii, 9, falando desta armada: "em as quais naus levava mil e duzentos homens, muita parte deles fidalgos e criados del-Rei, toda gente mui limpa e tal que com razão se pode dizer que esta foi a primeira armada que saiu deste reino de tanta e tam luzida gente e de tam grandes naus."
Foi Angediva a primeira terra que tocou esta Armada, na Índia. Depois foi ter a Cananor, Calecute que bombardeou, e Cochim.

## 1505
- 1505 - Dom Francisco de Almeida Vice-Rei com Fernão de magalhães
- 25 de Março "Armada de vinte e duas naus.Capitão-mor D. Francisco de Almeida, que ia por Vice-Rei da Índia, e foi o primeiro que teve esse título, ou cargo ; e os outros capitães, Sebastião de Sousa, Pêro Ferreira Fogaça, João da Nova, Antonio Gonçalves Leitão Alcaide de Cesimbra, Diogo Correia, Lopo Sanches, Dom Fernando de Eça ou D. Francisco d'Eça, Rui Freire [de Andrade], Vasco Gomes de Abreu, João Serrão, Lopo de Deus, Antão Gonçalves [ Capitão da nau São Cristóvão ], Bermudo Dias [  ou Alonso Bermudez ou Fernão Bermudez ] Castelhano, Fernão Soares, Gonçalo Vaz, ou Gil de Góis [ Gonçalo Vaz Góis ], Gonçalo de Paiva, ou Gonçalo de Pavia, Lucas da Fonseca, Lopo Chanoca, Antão Vaz. Perdeu-se o Fogaça na linha, salvando-se a fazenda, e alguma gente."

A capitania dessa armada fora inicialmente dada a Tristão da Cunha, que devia governar a Índia; mas por cegueira transitória que atacou este fidalgo foi transferida para D. Francisco de Almeida.
Comissões de serviço: "Vasco Gomes de Abreu devia andar entre o cabo de Guardafui e o cabo Comorim; João da Nova por capitão-mor de Cambaia; Pêro Ferreira Fogaça ia capitanear a fortaleza de Quíloa".
Outro tripulante: Fernão de Magalhães
Íam 1500 homens de guerra. Onze das naus eram para voltar com carga ( Rui Freire, Fernando Soares, Vasco Gomes de Abreu, Sebastião de Sousa, Pedro Ferreira Fogaça, João da Nova, Antão Gonçalves, Diogo Correia, Lopo de Deus, e João Serrão ; onze para ficar de armada na Índia (D. Fernando d'Eça, Bermudo Dias ou Alonso Bermudez, Lopo Sanches, Gonçalo de Paiva, Lucas da Fonseca, Lopo Chanoca, João Homem, Gonçalo Vaz de Góis, e Antão Vaz).
Ao regressar ao Reino, com Fernão Soares, Antão Gonçalves descobriu, a 1 de Fevereiro de 1506, a ilha de Madagáscar.

### 18 de maio
| Navio   | Tonelagem | Canhões | Homens | Capitão                   |
| ------- | --------- | ------- | ------ | ------------------------- |
| S. João |           |         |        | Pêro de Anhaia            |
| L       | _         | _       | _      | Francisco de Anhaia       |
| Ch      | _         | _       | _      | Pero Barreto de Magalhães |
| A       | _         | _       | _      | R                         |
| Total   | 2870      | 142     | 1109   |                           |
| C: a    |           |         |        |                           |

- 18 de Maio - "Armada de seis naus. Capitão-mor Pêro de Anaia [ filho dum cavaleiro castelhano, na nau : S. João, ], e os outros, Francisco de Anhaia (filho do capitão-mor)[1] cuja nave se perdeu em Moçambique, Pero Barreto de Magalhães que também se perdeu, João Leitão ou João Leite [ [de Santarém ] que caíu no mar e morreu por querer fisgar um peixe, João de Queirós que foi morto pelos cafres, Manuel Fernandes Menagem [ ou Manuel Fernandes Meireles ]." Armada enviada para Sofala para fundar uma fortaleza.[1]

Logo depois da partida, a Armada dando a volta do oceano Atlântico chega tanto a sul que encontra a neve, e que a água doce e até o vinho gelam. Nessa ocasião o "capitão"  Gonçalo Álvares, que desde 45° s de latitude mantém o cabo para nordeste, descobre a ilha à qual dá o seu nome, hoje chamada internacionalmente Gough Island. Arnold Van Wickeren é o único que encontrei fazendo referência a Gonçalo Álvares como capitão. Será que este substituiu João Leite neste ofício ? ou é lapso, e Gonçalo seria o piloto mor desta armada ? e será este  o mesmo que o mestre do barco S. Gabriel da primeira armada de Vasco da Gama ?
- 19 de Novembro "Armada de duas naus. "Capitão-mor Sebastião de Barbuda, ou Cid Barbosa [ ou Cid Barbudo ] e o outro Pêro Quaresma, que iam em busca de Francisco de Albuquerque e Pêro de Mendonça, que desapareceram entre Sofala e o Cabo da Boa Esperança, de que o primeiro tinha partido o ano de 1503 e o outro o ano de 1504. E é coisa admirável de vêr que este ano de 1505 saíssem de Lisboa para a Índia três armadas que constavam de trinta naus, em tempo que não faltavam outras para as conquistas de África, e as armadas das costas."

Segundo Couto a primeira dessas armadas "deu à vela em 15 de Março", a segunda "logo em Maio", e a terceira "no Setembro seguinte".

## 1506
- 1506 - Tristão da Cunha
- 6 de Abril "Armada de dezasseis naus. Capitão-mor Tristão da Cunha, o famoso, que depois foi embaixador d'El Rei D. Manuel I ao Papa Leão X com memorádo presente. Vi seu retrato em Madrid e bem parecia sêr feito em Roma: estava armado e bem guarnecido, sobre as armas tinha uma roupa azul, na cabeça uma celada, no peito o hábito de Cristo: tinha boa presença, o rosto grande e venerável; barba de côr castanha, larga e fornecida: os olhos pareciam algo turbios, apesar de grandes ; e corresponde isto ao dizer-se que estando nomeado para ir em lugar de D. Francisco de Almeida  esse outro ano deu-lhe um mal que esteve quase cego. Os outros capitães eram Álvaro Teles Barreto, Leonel Coutinho, João Gomes de Abreu, que se perdeu junto de Paté, salvando-se a gente, Job Queimado que voltando ao Reino (em 1508) capturaram-no Franceses (o corsário Pedro de Mondragon ou Pierre de Mondragon, que no ano seguinte saiu de França com uma esquadra de quatro navios, o que sabendo, o rei D. Manuel mandou Duarte Pacheco Pereira ao seu encontro. Foi preso e conduzido a Portugal), Rui Pereira de Lacerda, ou Coutinho, Tristão Álvares, João da Veiga, Álvaro Fernandes de Alvito, e Tristão Rodrigues moço da Camara d'El-Rei, Tristão da Cunha o capitão-mor descobriu as ilhas com seu nome."
- 6 de Abril ] "Armada de seis naus. Capitão-mor Afonso de Albuquerque, (o famoso) segunda vez, e os outros, Francisco de Távora, Manuel Teles Barreto, Afonso Lopes da Costa, Antonio do Campo, e João da Nova, ou Novoa, que de qualquer maneira que se escreva sempre é a mesma pessoa. E com estas naus e as antecedentes ficaram em passar à Índia 22 este ano de 1506, havendo ido 30 o ano antecedente."

Partiram essas duas armadas em 6 de Abril, Afonso de Albuquerque "hia para ficar na Costa da Arabia, no Cabo de Guardafú [ Cabo Guardafui, e até Moçambique havia de ir debaixo da bandeira de Tristão da Cunha".
Teresa Lacerda fala só de 9 velas para a primeira armada (não faz menção de João da Veiga, nem de Tristão Rodrigues, seriam passageiros ?), e de 5 para a segunda (ausência de João da Nova)

## 1507
- 1507 - 13 de Abril "Armada de quatro naus. Capitão-mor Jorge de Melo [ Jorge de Melo Pereira, o Tranca ], e os outros, Henrique Nunes de Leão, Filipe de Castro, e Jorge de Castro." ["Ambos irmãos"][1]
- 13 de Abril "Armada de quatro naus. Capitão-mor Fernão Soares, e os outros, Rui da Cunha, Gonçalo Carneiro, e João Colaço."

Teresa Lacerda fala de três armadas em vez de duas, com os seguintes tripulantes : De Jorge de Melo Pereira, com Henrique Nunes de Leão e Gonçalo Carneiro (partiu a 13 de Abril) ; de Fernão Soares, com Rui da Cunha (partiu no mesmo dia); e de Filipe de Castro, com seu irmão, saíndo de Lisboa o 15 do mesmo mês.
- 20 (ou 21) de Abril ] "Armada de sete naus. capitão-mor Vasco Gomes de Abreu, e os outros, Lopo Cabral, Rui Gonçalves de Valadares, Pedro Lourenço ou Francisco Lourenço, João Chanoca [ou Canoça], Martim Coelho, Diogo de Melo: com que foram 15 naus este ano."

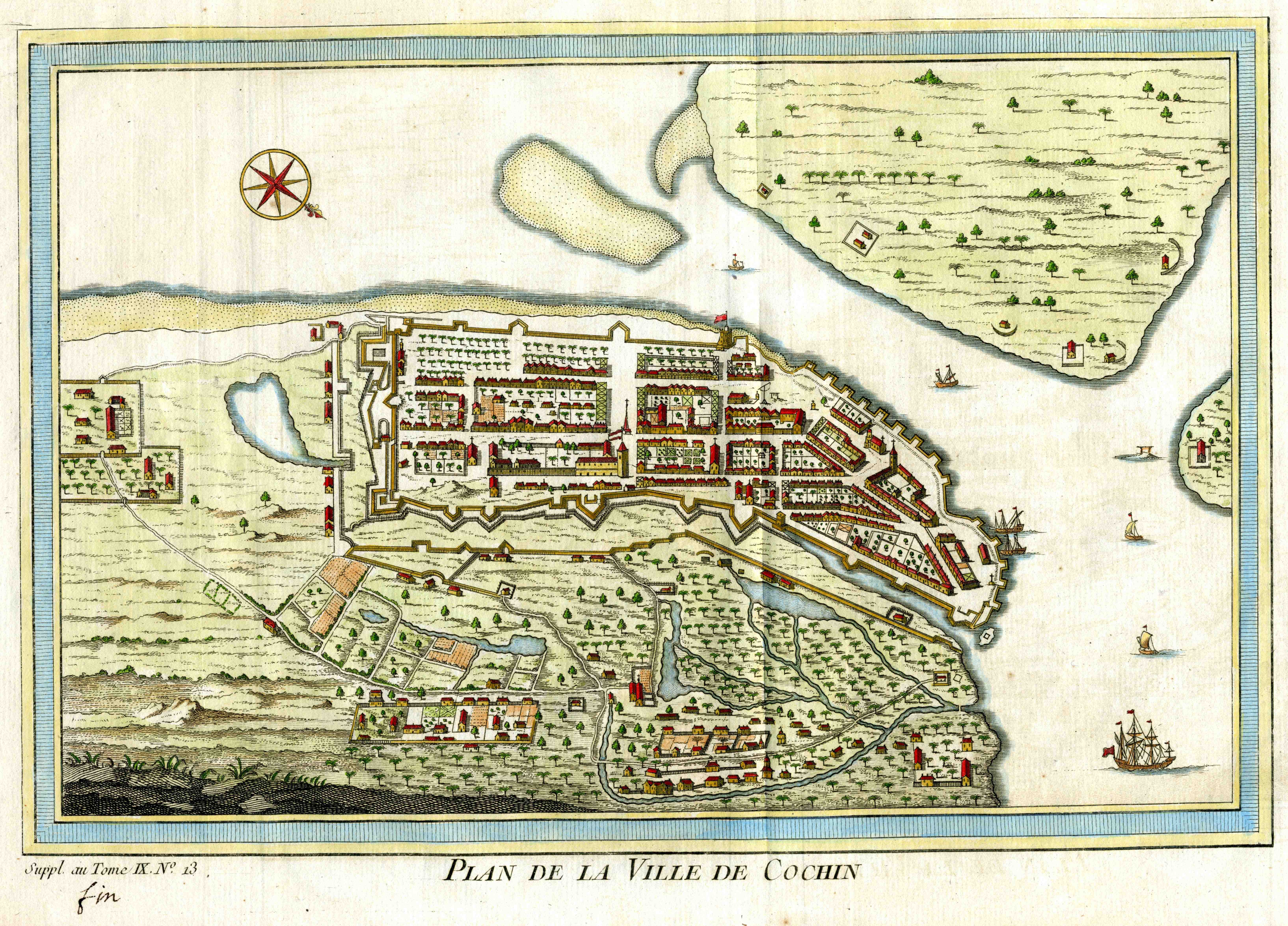
Mapa da cidade de Cochim,in Histoire générale des Voyages, 1761.

Couto diz que esta última era de só seis naus, Lopo Cabreira (ou Cabral) indo na mesma nau capitánia. Vasco Gomes de Abreu "hia provído na capitanía de Çofala [ Sofala ] ; (…) Diogo de Mello havia de ficar por Capitão Mór das náos, que fossem á India tomar a carga : todas estas náos invernáram em Moçambique [ onde deviam construir a fortaleza ], e só Fernão Soares foi tomar Cochim. Este ano tremeo a terra nesta Cidade a 15. de Julho por espaço de huma hora com alguns intervallos muito rijamente." "Partiram as quatorze náos em 15. de Abril".

## 1508
- 1508 - Diogo Lopes de Sequeira - 5-8 de Abril ] "Armada de quatro naus. Capitão-mor Diogo Lopes de Sequeira, e os três, Jerónimo Teixeira, Gonçalo de Sousa, João Nunes." Diogo Lopes de Sequeira tinha como missão o descobrimento de Malaca e da ilha de S. Lourenço.
- 9 de Abril "Armada de treze naus. capitão-mor Jorge de Aguiar, e os outros, Tristão da Silva, João Rodrigues Pereira, Vasco de Carvalho, João Mago, Álvaro Barreto, Francisco Pereira Pestana [ que partiu com a nomeação de capitão de Quíloa ], Gonçalo Mendes [ de Brito ], Pêro Correia, Pedro da Ataíde, Duarte de Lemos, 3.º Senhor da Trofa, Vasco da Silveira, e Diogo Correia irmão de Pedro Correia ; Jerónimo Teixeira perdeu-se saíndo de Malaca ; e Jorge de Aguiar nas Ilhas Tristão da Cunha; e a nave de Gonçalo de Sousa perdeu-se também."

Jorge de Aguiar devia servir como capitão-mor do mar da Arábia e Pérsia. Depois de seu desaparecimento foi seu sobrinho, Duarte de Lemos, que o substituiu. Teresa Lacerda  fala de 12 velas. Não cita Pedro de Ataíde, nem João Mago, mas sim João Colaço, "cavaleiro da guarda do rei".

## 1509
- 1509 D. Fernando Coutinho, Marechal
- 12 ou 22 de Maio "Armada de dezasseis naus. Capitão-mor D. Francisco Coutinho (sic) [ D. Fernando Coutinho o Marechal, e os outros, Pêro Afonso de Aguiar, Francisco de Sá vedor da fazenda no Porto que ia por tenente do capitão-mor, Sebastião de Sousa de Elvas, Leonel Coutinho filho de Vasco Fernandes Coutinho, Francisco de Sousa Mancias, Rui Freire [de Andrade ], Gomes Freire, Jorge da Cunha, Francisco Cominel [ Francisco Corbinelli Armador ], Rodrigo Rebelo, Francisco Marecos que arribou, Brás Teixeira, Álvaro Pires ou Álvaro Fernandes, Jorge Pires ou Lopes Bigorda [ Jorge Lopes, Bixorda Armador ], e Fernão Jusarte.

Teresa Lacerda cita Marco, Alemão; e Luís Coutinho, em vez de Álvaro Pires ou Álvaro Fernandes e de Fernão Jusarte. E acrescenta que "D. Fernando Coutinho (mais alto fidalgo que D. Manuel I enviara à Índia até então), marechal do Reino, tinha como principal missão conduzir Afonso de Albuquerque no cargo de governador que, renitentemente, o vice-rei D. Francisco de Almeida se recusava a entregar. Por outro lado, D. Fernando partiu para a Índia com o objectivo de conquistar Calecut."
O Códice acrescenta: "D. Francisco de Almeida se embarcou para o Reino por assim o mandar Sua Alteza. Depois de partido (…)forão o Governador e Marichal com toda a armada sobre Calicut onde desembarcarão e tendo destruida e saqueada a cidade foi morto o Marechal e muitos Capitães e soldados. No fim deste anno entregou o Vice-Rei a governança a Affonso de Albuquerque e se veio para o Reino com 3 náos, e foi morto pelos Cafres na Aguada do Saldanha. Este Vice-Rei tomou por força das armas duas cidades populosas na India, fez 3 reis tributarios à Coroa de Portugal, fez as primeiras 4 fortalezas de pedra e cal que os portuguezes tiverão na India; venceo os Turcos do Soldão sobre a cidade de Dio, e desbaratou a sua armada; foi mui valeroso, inteiro na Justiça, despresador da fazenda, e zeloso do serviço de seu Rei."

## 1510
- 1510 - 12 de Março "Armada de quatro naus. Capitão-mor Diogo Mendes de Vasconcelos, e os outros Baltasar da Silva, Pêro Quaresma, e Gerónimo, ou Dinis Cernige. Desta armada não se nomeia capitão-mor nas memórias, mas nomeia-se em primeiro Diogo mendes, e por isso parece que o era".

Partiram "a 8. de  Março", segundo Couto, que ao Gerónimo "Cernige" de Faria e Sousa chama Gerónimo Sarnigo. Teresa lacerda chama-o Dinis Sernigi (estrangeiro).
"Diogo Mendes de Vasconcelos não passou a Malaca como lhe El Rei mandara por lho impedir o Governador Affonso de Albuquerque."

### 16 de março
| Navio | Tonelagem | Canhões | Homens | Capitão |
| ----- | --------- | ------- | ------ | ------- |
| S     |           |         |        | F       |
| L     | 850       | 46      | 253    | Ch      |
| Ch    | 450       | 20      | 134    | Fr      |
| A     | 270       | 16      | 110    | R       |
| Total | 2870      | 142     | 1109   |         |
| C: a  |           |         |        |         |

- 16 de Março ] "Armada de sete naus. Capitão-mor Gonçalo de Sequeira, e os outros Manuel da Cunha que perdeu-se com toda a gente perto de Moçambique, Diogo Lobo [(de Alvalade), Jorge Nunes de Leão, Lourenço Lopes, João de Aveiro [ "piloto que assumiu a capitania de um navio, caso único no reinado de D. Manuel I e no de D. João III. Como escreveu João de Barros, o cargo devia ter-lhe sido atribuído "por ser neste mister do mar homem mui suficiente"[3] ], Lourenço Moreno."
- 8 de Agosto "Armada de três naus. Capitão-mor João Serrão, e os dois Paio de Sousa [ ou Pêro de Sousa ]: e um cavaleiro da Casa Real de que não se sabe o nome Simão Cavaleiro."

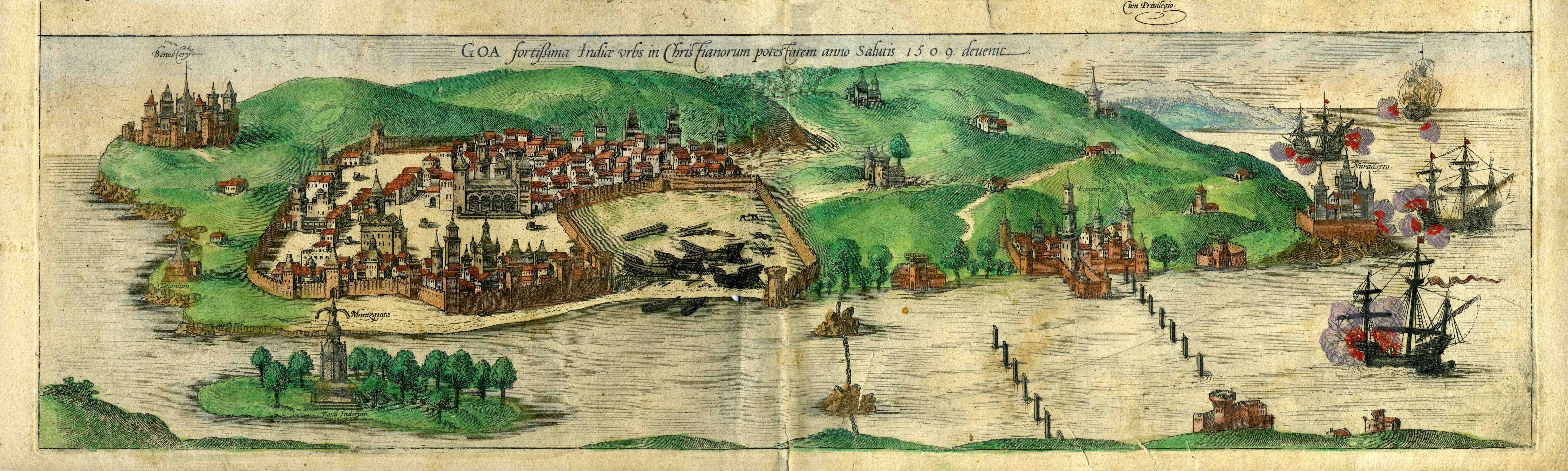
Vista de Goa, in Braun e Hogenberg, 1600

"E isto para descobrir a Ilha de São Lourenço, e assentar nella feitoria que não teve effeito"", e se possível, carregar gengibre na ilha de Matatana. ]
Em 25 de Novembro Afonso de Albuquerque Conquista Goa

## 1511
- 1511 - Dom Garcia de Noronha e Pedro Mascarenhas

### 25 de março
| S     |  |  |  | Garcia de Noronha           |
| L     |  |  |  | Pêro Mascarenhas            |
| Ch    |  |  |  | Aires da Gama               |
| A     |  |  |  | Jorge de Brito              |
| A     |  |  |  | Cristóvão de Brito          |
| A     |  |  |  | Manuel de Castro Alcoforado |
| Total |  |  |  |                             |
| C: a  |  |  |  |                             |

- 25 de Março"Armada de seis naus. Capitão-mor D. Garcia de Noronha [ que depois foi vice-rei da Índia, sobrinho de Afonso de Albuquerque ], e os outros Pêro Mascarenhas ["o das diferenças"[1]], D. Aires da Gama, Jorge de Brito, Cristóvão de Brito, Manuel de Castro Alcoforado."

"Destas 6 naos só 3 passarão á India, e a náo de Jorge de Brito descubrio o Penedo de São Pedro. Neste anno tomou Affonso de Albuquerque Malaca, e em Agosto fez a fortaleza de que foi o 1º Capitão Ruy de Brito Patalim, a que poz o nome da Famosa Nossa Senhora da Victoria." ] Couto diz que partiram a 19 de Abril.

## 1512
- 1512 - Lopo Vaz de Sampaio
- 25 de Março "Armada de nove naus. Capitão-mor Jorge de Melo [ Pereira ], e os outros Jorge da Siva (Jorge da Silveira), Pêro de Albuquerque, Gaspar Pereira, D. João de Eça, ou  D. João de Sousa; Gonçalo Pereira (de Miranda), Vicente de Albuquerque, Jorge de Albuquerque, Francisco Nogueira que perdeu-se nos baixos de Angoja, Moçambique, salvando-se ele só."

["Neste ano se fez a fortaleza de Calicut a que se pos nome Nossa Senhora da Conceição de que foi 1º Capitão Francisco Nogueira." ]
Teresa Lacerda, que não cita Vicente de Albuquerque, diz que "Jorge de Melo Pereira partia nomeado para capitão da fortaleza de Cananor"
- 25 de Março "Armada de quatro naus. Capitão-mor Garcia de Sousa, e os outros Lopo Vaz de Sampaio, Simão de Miranda de Azevedo0, e António Raposo de Beja."
- "Armada de uma nau. Capitão só de uma nau João Chanoca, que foi buscar a carga da nau Gallega que havia descarregado em Moçambique, porque não estava em estado de poder navegar."

## 1513
- 1513 - Entre 12 e 20 de Março ] "Armada de quatro naus. Capitão-mor João de Sousa de Lima, e os outros Jorge Lopes, Francisco Correia que se perdeu nos baixos da ilha de S. Lázaro (hoje ilha Magundula, que significa lepra, uma das ilhas Quirimba, Cabo Delgado, em Moçambique), salvando-se com toda a gente, e saíndo todos por terra em Melinde. Aí se afogou indo num batel D. Henrique Nunes de Leão que se perdeu."

Teresa Lacerda, e o códice da BN, não citam Jorge Lopes.

## 1514
- 1514 - Francisco Pereira Coutinho
- 9 de Abril ] "Armada de cinco naus. Capitão-mor Jorge de Brito, ou Cristóvão de Brito, e os outros Francisco Pereira Coutinho, Manuel de Melo de Oliveira, João Serrão, Luís das Antas ou  Luís Dantas que se perdeu em Cambaia, salvando-se a gente."

[ "E neste ano se fez a fortaleza de Coulão, a que se poz o nome São Thomé, e foi 1º Capitão e Feitor Heitor Rodrigues." ] ]
[  "Luís Dantas foi o primeiro a chegar à costa oriental africana, onde carregou, em Moçambique, cobre e marfim, (…) Por seu turno, João Serrão, cavaleiro da Casa Real, fora à Índia para proceder ao reconhecimento do mar Vermelho até ao Suez".]
- Junho "Armada de duas naus. Capitães Luís Figueira, e Pedro Eanes Francês, partiram em Junho, e iam estabelecer comércio na Ilha de S. Lourenço."

"O desejo de implantação comercial nessa zona justificava-se por ser rica em gengibre. Porém, no seu principal porto, Matatana, existia uma comunidade de muçulmanos oriundos da costa de Melinde que dificultaram a execução da tarefa ordenada a Luís Figueira que permaneceu na ilha durante seis meses, sem qualquer sucesso, acabando a população por se levantar contra ele, obrigando-o a fugir para Moçambique, onde encontrou o seu companheiro de viagem Pedro Eanes. No tempo que esteve em S. Lourenço fez algumas viagens de reconhecimento geográfico identificando um bom porto a que deu o nome de Sto. António".

## 1515
- 1515 - Lopo Soares de Albergaria Governador com Duarte Galvão, Mateus da Etiópia e o Padre Francisco Álvares=

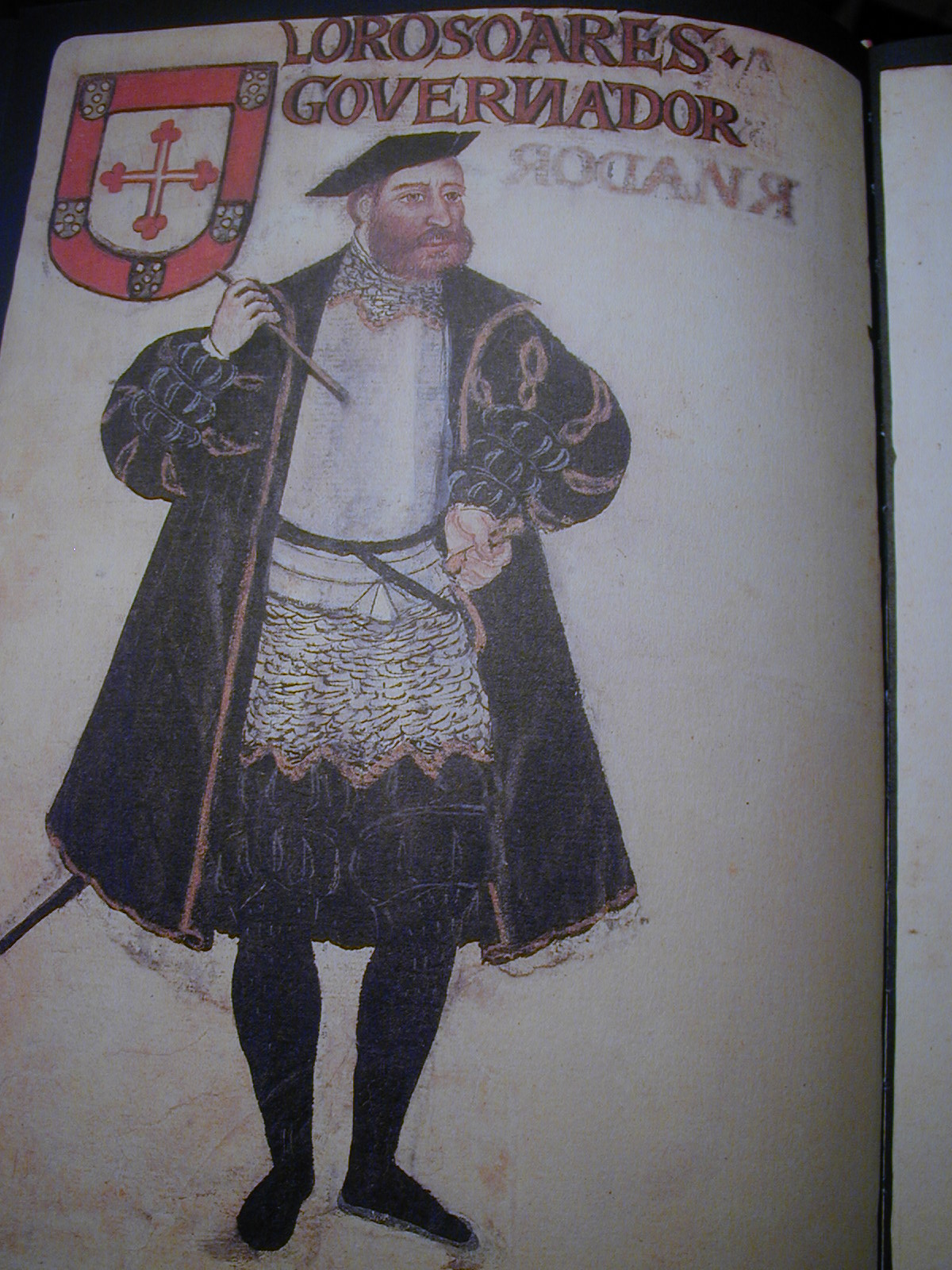
Lopo Soares de Albergaria, Governador, in Livro de Lisuarte de Abreu

- 7 da Abril "Armada de dezassete naus. Capitão-mor Lopo Soares de Albergaria (que ia designado Governador da Índia para substituir Afonso de Albuquerque), e os outros D. Guterres de Monroy, D. Garcia Coutinho, D. João da Silveira, Jorge de Brito, Álvaro Teles Barreto ou Álvaro Guterres Barreto, D. Aleixo de Menezes ("o que depois foi Ayo de ElRey D.Sebastião, que hia provído de Capitão Mór do mar da India" (Couto)), Simão de Alcaçova, Diogo Mendes de Vasconcelos, Lopo Cabreira [ Lopo Cabral. Segundo Couto, Simão da Silveira, ou Simão de Oliveira, Cristóvão de Távora, Francisco de Távora, António Lobo Falcão, Álvaro de Brito, e Jorge Mascarenhas."

Teresa Lacerda fala de treze velas apenas, mas que "constituíam a maior armada enviada ao Oriente desde 1509". Não cita D. Aleixo de Menezes, Lopo Cabreira nem Lopo Cabral, António Lobo Falcão, nem Álvaro de Brito; mas acrescenta o  nome de Álvaro Barreto (que não é o mesmo que Álvaro Teles Barreto).
"Sabemos que com a chegada da nova armada foram substituídos os capitães das principais fortalezas, a saber: Cristóvão de Távora substituiu Sancho de Tovar, em Sofala; D. Guterre de Monroy, D. João de Eça em Goa; Simão da Silveira, Jorge de Melo Pereira em Cananor; Álvaro Teles, Francisco Nogueira em Calecut; Diogo Mendes de Vasconcelos, Pêro Mascarenhas em Cochim; Jorge de Brito, Jorge de Albuquerque em Malaca".
Nessa armada parte Duarte Galvão, enviado como embaixador à Etiópia ou Abissínia, acompanhando o regresso de Mateus, o emissário da rainha Helena ao monarca português. Tinha como companheiro o padre Francisco Álvares. Duarte galvão falecendo antes de chegar ao destino, foi nomeado para o substituir D. Rodrigo de Lima, chegando á corte da Abbissínia em Abril de 1520 acompanhado do padre Francisco, que depois escreveu a famosa Verdadeira imformação das terras dos preste João das Índias, publicada em Lisboa em 22 de Outubro de 1540.
- "Armada de três naus ["pera a China" ].[1] Capitão-mor Fernão Pires de Andrade, e os dois Jorge Mascarenhas, e João Rabelo: o Mascarenhas se é o mesmo que está último nessa outra antecedente, pode têr arribado, e voltar com esta segunda."

"Chegáram á India juntamente com o Governador Lopo Soares."

## 1516
- 1516 - João da Silveira com Tomé Pires
- 4 de Abril "Armada de cinco naus. Capitão-mor João da Silva ou João da Silveira; e os outros Francisco de Sousa Mancias que se perdeu (naufragou nos baixos de S. Lázaro)[6] (Baixos que se encontram por 12°05' S - 41°25' E no canal de Moçambique, entre as Comoras e o continente Africano) salvando-se a gente, Afonso e Garcia Lopes da Costa irmãos, Antonio de Lima e Sousa que se perdeu (na Ilha de S. Lourenço)[1] ou  nos baixos de S. Lázaro[7] ]." Em 15 de Maio de 1517, sai essa armada de Malaca "rumo à China, levando também como embaixador Tomé Pires."[8]
- 24 de Abril "Armada de uma nau. Em Abril partiu Diogo de Unhoz, ou Diogo de Unhos, com uma só nau, levando para a Índia um aviso que se têve de que o Sultão do Cairo Ashraf Qansuh Ghori fazia uma grossa armada no mar Roxo para dar sobre os portugueses na Índia, procurando lançalos fóra dela; e depois escreveu o mesmo ao Papa, e a ElRei pretendendo com razões e ameáças que se desistisse Portugal daquela conquista."

## 1517
- 1517 - 9 de Abril ] "Armada de seis naus. Capitão-mor Antonio de Saldanha ; e os outros Pêro Quaresma, Manuel de Lacerda, D. Cristóvão ou D. Tristão de Meneses, Rafael Catanho, Fernão de Alcaçova, e Afonso Henriques. Aqui há sete capitães, que se encontram numas memórias, e noutras acha-se que as naus não foram mais de seis : e assim, ou em umas faltou uma nau, ou em outras sobrou um capitão; ou estando nomeado um não foi, e foi outro em seu lugar."

["António de Saldanha, veterano da Índia, partiu para o Oriente com o importante cargo de capitão-mor do mar da Índia, tendo como principal missão «andar em armada» na costa da Arábia e nas portas do mar Vermelho; (…) Manuel de Lacerda, também veterano da Índia, ia nomeado capitão de Calecut, cargo que só veio a assumir, em 1519, permanecendo no comando da capitania até 1522, data em que regressou ao Reino. Pêro Quaresma, outro capitão muito experimentado nas lides do Oriente, ia para feitor de Cochim". ]
O Livro de Lisuarte de Abreu fala de duas armadas, a segunda de Tristão de Meneses "pera Maluco o mesmo ano". Teresa Lacerda também fala de duas armadas, mas a segunda, partindo também em Abril, era composta de Fernão de Alcaçova, que ia como capitão-mor (enviado por D. Manuel I "como vedor da fazenda do Estado da Índia, com isenção em relação ao governador, com alçada sobre Sofala até à China") ; e de Afonso Henriques [ Afonso Henriques de Sepúlveda e João de Torres que se destinavam às Molucas. As duas embarcações eram de armadores, um navio pertencente a D. Nuno Manuel e o outro a Duarte Tristão, frequentes investidores na armada da Índia.
- 1518 - Diogo Lopes de Sequeira Governador 27 de Março "Armada de doze naus. Capitão-mor Diogo Lopes de Sequeira, que ia por Governador (e era o terceiro que têve a Índia) a suceder ao grande Afonso de Albuquerque [ em realidade sucedia a Lopo Soares de Albergaria, que tinha ele sucedido a Afonso de Albuquerque, morto em Dezembro de 1515. Os outros eram Rui de Melo o Punho, D. Aires da Gama, Garcia de Sá, Gonçalo Rodrigues o Grego, que deve têr sido chamado assim por saber a língua grega, coisa muito usada então, João Gomes, Cheira-Dinheiro, Pedro Paulo Pêro Paulo Marchionni, Armador, Lopo Cabreira, João Lopes Alvim, D. Gastão Coutinho, Sancho de Tovar [ ou de Toar ], e D. João de Lima, cuja nau do encontro que le deu um peixe-agulha no Cabo da Boa Esperança esteve ao ponto de se perder : e em Cochim encontrou-se cravado num costado da nau pelo focinho daquele peixe, e era preto e tinha dois palmos e meio de largura."

Teresa Lacerda não cita Gonçalo Rodrigues, o grego, nem D. Gastão Coutinho. Acrescenta : "Do seu regimento (de Diogo Lopes de Sequeira) constava a construção de uma fortaleza em Diu, o descobrimento da ilha de Maçua e o envio de um novo embaixador ao Preste João. (…) Rui de Melo estava nomeado para capitão da fortaleza de Goa, D. Aires da Gama para a de Cananor, Garcia de Sá haveria de ocupar a de Malaca, D. João de Lima a de Calecut e Sancho de Tovar a de Sofala. Por seu turno, Lopo Cabreira, que no tempo do vice-rei fora feitor de Cananor, estava nomeado alcaide-mor de Malaca. João Gomes, com a sui generes alcunha de Cheira-Dinheiro foi despachado por Diogo Lopes para as ilhas Maldivas, onde construiu a primeira casa forte portuguesa, acabando por morrer às mãos dos mouros. (…) Pêro Paulo Marchionni era filho do conhecido Bartolomeu Marchionni, um dos vários investidores da armada desse ano". ]
- 1519 - 23 de Abril "Armada de quatorze naus. Capitão-mor Jorge de Albuquerque ; e os outros D. Diogo de Lima que arribou ao Reino, Lopo de Brito, Francisco da Cunha, Pêro da Silva, Diogo Fernandes de Beja, Cristóvão de Mendonça, Gonçalo Rodrigues Correia, João Rodrigues de Almada; Garcia Chainho, o Doutor Francisco ou Pêro Nunes (Couto fala de" Pedro Mendes, que ia por Veador de Fazenda, izento do Governador", mas será realmente Dr. Pêro ou Pedro Nunes, "apenas um homónimo do matemático e cosmógrafo, que andaria então pelos dezassete anos"[6] ], Manuel de Sousa, que se perdeu perto de Moçambique [ Quíloa ], e com a gente que se salvou caminhando por terra passou insignes trabalhos [ Couto não diz a mesma coisa : " Manoel de Sousa, que foi tomar hum lugar da Costa de Melinde, chamado o Mataro, onde o matáram com quarenta portuguezes, que sahíram a terra, e a náo foi varar a Zanzibar, onde todos os mais foram mortos."[1] ], e D. Luís de Guzman [ ou Gusmão ] Castelhano, que matando os oficiais da nau levantou-se com ela, foi ao estreito de Gibraltar, e sendo preso em Sevilha fugiu da prisão e fugindo em Itália acabou miseravelmente [Teresa Lacerda diz simplesmente que "D. Luís, que capitaneava um galeão, foi empurrado para o Brasil" ]. Aqui não há mais de treze capitánias, e as naus segundo se diz eram 14. Veja-se o que dicemos sobre esta dúvida nas do ano 1517."
- "Armada de três naus. Capitão-mor Rafael Castanho; e os dois Diogo Calvo, e Rafael Perestrelo. Aqui não se nomeia Capitão-mor, mas por nomear-se em primeiro o Castanho, parece serlo."

Teresa Lacerda fala de só uma armada para esse ano, que compreende Rafael Catanho (e não Castanho), e Rafael Perestrelo. Não cita Diogo Calvo, nem Garcia Chainho. Acrescenta : "O capitão-mor ia provido na capitania de Malaca, substituindo Afonso Lopes da Costa, cargo que tinha desempenhado no tempo do governo de seu tio, Afonso de Albuquerque. (…) O Dr. Pêro Nunes para vedor da fazenda, isento no cível e crime do governador e com tutela sobre a fazenda. (…) Os capitães [[Diogo Fernandes de Beja, Lopo de Brito, Rafael Catanho e Rafael Perestrelo iam nomeados para diversos cargos, respectivamente, para a capitania que se havia de construir em Diu, para capitão do Ceilão e os dois últimos para irem à China. Segundo João de Barros, Pêro da Silva haveria de andar por «capitão do trato» entre Cochim e Ormuz.
- 20 de Setembro : sai de San Lúcar de Barrameda a esquadra de Fernão de Magalhães ao serviço da Espanha.
- 1520 -  Monstro marino, armada de 1520, in Livro de Lisuarte de Abreu 6 de Abril "Armada de dez naus.

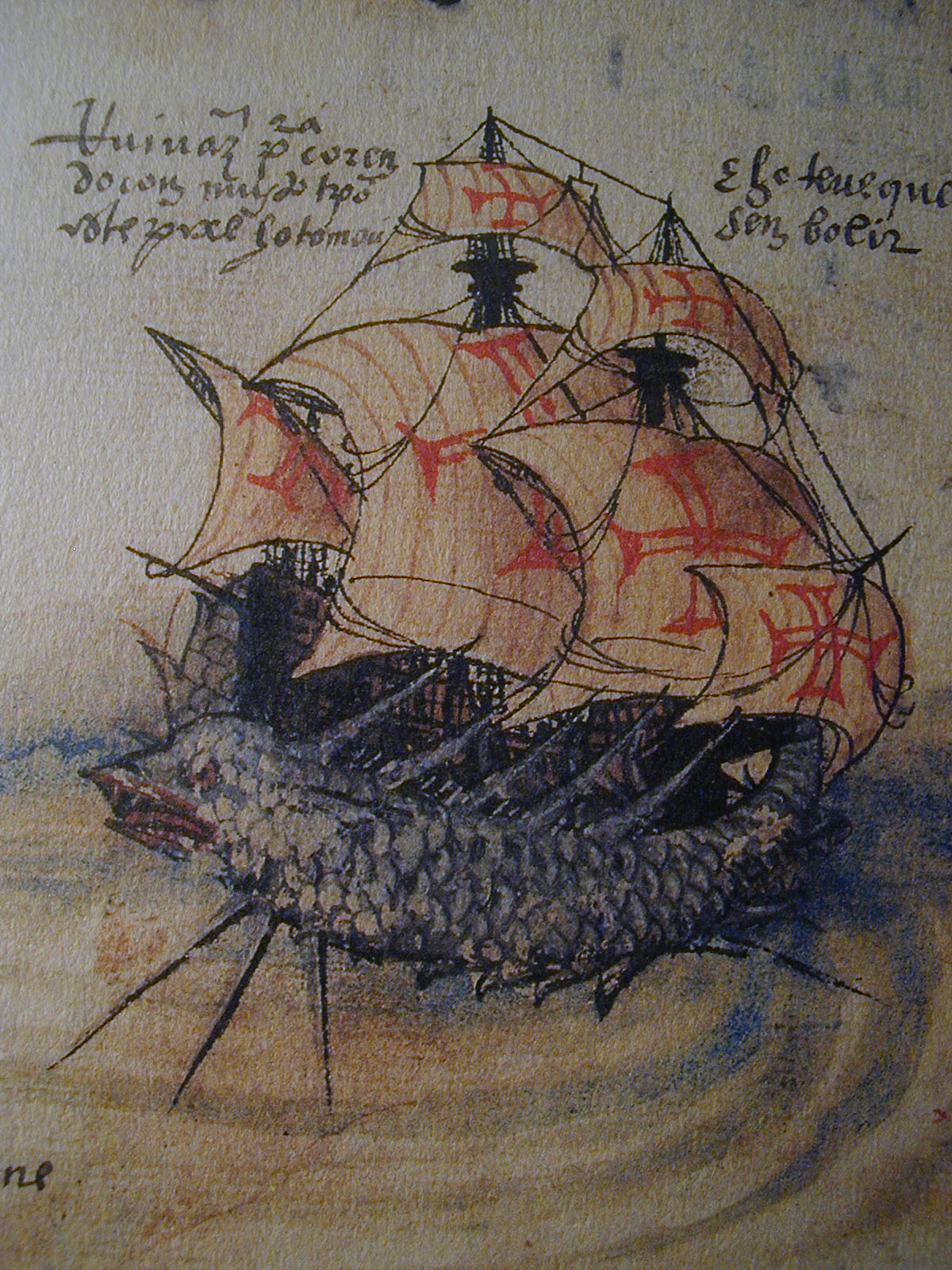
Monstro marino, armada de 1520, in Livro de Lisuarte de Abreu

Capitão-mor Jorge de Brito; e os outros Pêro Lopes de Sampaio, Pêro Lourenço de Melo, Gaspar da Silva, Lopo de Azevedo, Pedro da Silva, Lopo de Brito, Pedros Eanes Francês, André Dias Alcaide de Lisboa, (que eu creio deve sêr "alcalde", e não "Alcaide"", porque estes dois oficios se nomeam e escrevem em Portugal de um só modo que é Alcaide; e o que não o é de alguma fortaleza, corresponde a Alguazil em Castela onde Alcalde é Ministros dos maiores de justicia, e alcaide é o que tem a seu cargo uma fortaleza ); D. Diogo de Lima, António de Azevedo [ Ou Lopo de Azevedo ], Francisco paulo; Bartolomeu Marchione [ou Pêro Paulo Marchionni, armador, filho de Bartolomeu a quem apertencia o navio ], e Rui Vaz Pereira, cuja nave indo navegando a toda fúria, subitamente ficou suspensa: pensaram têr dado nalguma areia; e era que um monstro marino a pegou sobre si e a suspendeu, sustentando-a pela proa com a cabeça, pela pupa com a cauda, pelos lados por as barbatanas; coisa estupenda; assim se esteve um quarto de hora até que a deixou. Aqui se encontraram quatorze capitães, e não mais de dez naus: senão é que houve este ano duas armadas, e foram das outras os quatro que sobram: o houve o engano que dissemos na do ano 1517. Veja-se."
Teresa Lacerda fala bem de dez naus, mas não cita Pedro da Silva, Lopo de Brito, Pedro Eanes, nem Francisco Paulo. Acrescenta: "A armada de 1520 surgiu num contexto de política internacional, tratando-se de uma resposta à notícia da viagem de Fernão de Magalhães que, ao serviço de Carlos V, tentava alcançar as Molucas pela via ocidental. Em resposta, D. Manuel enviou Jorge de Brito como capitão-mor de uma frota que tinha como principal missão a construção de uma fortaleza nestas ilhas. O monarca dotou a empresa de homens de armas, artilharia e munições, assim como, nomeou os oficiais que deveriam servir no dito forte. Castanheda relata-nos o grande secretismo que envolvia esta delegação ao Oriente, espalhando-se o boato que Jorge de Brito ia construir uma fortaleza em Samatra.(…) Gaspar da Silva estava nomeado capitão de Chaul; Pêro Lopes de Sampaio, capitão da fortaleza que se deveria construir nas ilhas Maldivas; André Dias estava incumbido de fazer o carregamento das especiarias; enquanto Pêro Lourenço de Melo tinha recebido a mercê de uma viagem para a China; Manuel de Sousa Tavares e Rui Vaz Pereira estavam destinados a ingressar na Armada da Índia. O infortunado D. Diogo de Lima arribou uma vez mais ao Reino não conseguindo, pela segunda vez consecutiva, abordar o Índico, tarefa que viria a realizar no ano seguinte. (…) Quanto a Lopo de Azevedo, integrou o serviço do governador Diogo Lopes de Sequeira acompanhando-o, em Dezembro de
1521, na armada a Ormuz".
- 1521 - Dom Duarte de Meneses Governador 5 de Abril "Armada de doze naus. Capitão-mor D. Duarte de Meneses, Senhor da Casa de Tarouca[1] ]que ia como Governador da Índia; e os outros D. Luís de Meneses seu irmão, D. João de Lima, João de Melo e Silva, Francisco Pereira Pestana, D. João da Silveira, Diogo de Sepúlveda, António Rico, Gonçalo Rodrigues Correia de Almada, o Grego (que já foi no ano 1518), Vicente Gil, e Martim Afonso de Melo [ Coutinho ]."

Teresa Lacerda substitui António Rico por D. Diogo de Lima. Segundo João Paulo Oliveira e Costa, a armada e a nomeação de D. Duarte para governador procurou consolidar a "segunda vaga da expansão portuguesa na Ásia" que tinha como principais linhas o estrangulamento do comércio muçulmano em Samatra, nas Maldivas, no Guzerate, no mar Vermelho e no Ceilão, a extensão das fortalezas portuguesas à China, o estabelecimento em Madagáscar e a aliança com o Preste João. D. Luís de Meneses levava a capitania-mor do mar da Índia. A maioria dos capitães da armada partia com nomeação para o comando de capitanias: João de Melo e Silva ia para Coulão; D. João de Lima para Calecut; Francisco Pereira Pestana tinha a mercê da capitania de Goa; D. João da Silveira o comando de Cananor; Diogo de Sepúlveda ia para Sofala e Sebastião de Sousa deveria ficar por capitão da ilha de S. Lourenço, explorando o comércio do gengibre. Martim Afonso de Melo Coutinho ia indigitado capitão-mor de uma armada à China. Por último, Gonçalo Rodrigues Correia e Vicente Gil na qualidade de armadores das próprias naus, deveriam regressar da Índia com os produtos do Oriente.. ]
- "Armada de três naus. Capitão-mor Sebastião de Sousa de Elvas, e os dois João de Faria, e Henrique Pereira Cavaleiro; outras memórias dizem não mais de duas naus: estas iam para fazer a fortaleza na Ilha de São Lourenço da banda de fóra pera recolhimento das náos[1] ]. E estas foram as últimas armadas que se despacharam reinando ElRei D. Manuel I, porque faleceu este ano em que lhe sucedeu seu filho o Príncipe D. João III."

Para esta armada, Couto diz que "no caminho desapareceu huma das náos, e com as duas foi tomar Moçambique." O mesmo autor, a estas duas armadas para 1521, acrescenta, falando da que partiu a seguir, da Índia :
"No mesmo tempo partíram quatro náos pera a China, de que era capitão Mór Martim Affonso de Mello, e os mais Vasco Fernandes Coutinho, Diogo de Mello, seu irmão [, e ] Pedro Homem" (os três primeiros eram irmãos).
- 1522 15 de abril - 23 de maio ] "Armada de quatro naus. Capitão-mor D. Pedro de Castro cuja nau se perdeu na barra de Goa; e os outros Diogo de Melo, D. Pedro de Castelo Branco; e falta aqui o nome de um capitão, ou as naus não foram quatro. Este foi o princípio do Reinado d'ElRei D. João III nos aprestos para a Índia."

As outras fontes falam duma armada de três naus. Couto diz que o capitão-mor é D. Pedro de Castelo Branco, e o Livro de Lisuarte de Abreu diz simplesmente "Capitães o ano 522", mas a bandeira das quinas está desenhada sobre o navio deste capitão.
Fernando de Castro Brandão divide a armada pelo menos por dois, ao indicar a data de 15 de Abril para a partida da nau Victoria de Diogo de Melo, e do 23 de Maio, para a nau S. Miguel de D. Pedro de Castelo Branco !
- 1523 9 de abril "Armada de nove naus. Capitão-mor Diogo da Silveira, e os outros Heitor da Silveira, António de Abreu, D. António de Almeida, Manuel de Macedo, Pedro da Fonseca, Diogo da Silva, Simão Sodré, e Aires da Cunha que se perdeu perto de Moçambique, salvando-se a gente."

Couto, dá-nos uma armada de sete naus, sem António de Abreu, nem Simão Sodré, e em vez de D. António de Almeida, diz D. António de Almada;  no livro de Lisuarte de Abreu, vem também uma armada de sete naus, mas esta vez sem Diogo da Silva nem Simão Sodré. Porém Aires da Cunha é denominado Simão Sodré da Cunha no Livro das Armadas… o que indica que é a mesma pessoa já que todos os escritos assinalam que se perdeu em Moçambique.

## 1524
| Navio   | Tonelagem | Canhões | Homens | Capitão       |
| ------- | --------- | ------- | ------ | ------------- |
| S. João |           |         |        | Vasco da Gama |
| L       | _         | _       | _      | Fa            |
| Ch      | _         | _       | _      | Per           |
| A       | _         | _       | _      | R             |
| Total   | 2870      | 142     | 1109   |               |
| C: a    |           |         |        |               |

- 1524 Dom Vasco da Gama Vice-Rei, terceira viagem 9 de abril ]"Armada de dezassete naus. Capitão-mor D. Vasco da Gama que ia por Vice-rei da Índia, e os outros D. Estêvão da Gama seu filho que ia por Capitão Mór do Mar Índico ; António da Silveira de Meneses [ "que sustentou em Dio o cerco contra os Rumes"[1] ], Pedro Velho, Cristóvão Rosado que se perdeu, Rui Gonçalves, Lopo Vaz de Sampaio [ que ia para Cochim ], Afonso Mexia, o que estes dias remexeu as coisas da Índia [ "Que hia por Veador da Fazenda"[1] ], Lopo Lobo, Pêro de Mascarenhas [ que ia para Malaca ], D. Henrique de Meneses o Roxo [ para Ormuz ], António Carvalho, Mosser Gaspar [ ou Mense, ou Mice ou Mocem ] Maiorquino, D. Simão da Silveira, D. Francisco de Noronha [ que dasapareceu ], Francisco de Sá vedor da fazenda no Porto, D. Simão de Meneses, D. Jorge de Meneses, D. Fernando de Mora [ ou Fernando de Monroy ] Castelhano que se perdeu nos baixos de Melinde, e Francisco de Brito que também se perdeu, salvando-se a gente. Aqui há mais três capitães que as naus, pois eles são 20 e elas 17. Ou elas foram 20; ou os capitães 17."

Couto  fala de 14 naus apenas: não cita Pedro Velho, Rui Gonçalves, Francisco de Sá, D. Simão de Meneses, D. Jorge de Meneses, nem D. Fernando de Mora… na edição fac-simile do Livro de Lisuarte de Abreu, diz-se que a armada "compunha-se de nove naus e cinco caravelas", e cita "D. Francisco (mas devia sêr D. Fernando) de Monroy"… Enquanto Fernando de Castro Brandão fala de uma armada composta de 10 naus e 3 caravelas…
Em 25 de dezembro morre Vasco da Gama, em Cochim. O seu corpo é trasladado para Portugal em 1538.

## 1525
- 1525 - 25 de abril ] "Armada de seis naus. Capitão-mor D. Lopo de Almeida, e os outros Filipe de Castro, Diogo de Melo, Francisco de Anhaia [ ou Anaia ], António de Abreu, e Vicente Gil. Outra memória diz que o Captão-mor era Filipe de Castro, e que se perdeu no cabo de Roçalgate; e o Anhaia ao sair de Lisboa ; e que arribou António de Abreu."

Couto diz que armada (de cinco naus) não tinha capitão-mor; e não cita Vicente Gil que parece que era o armador. Fernando de Castro Brandão atribui a Filipe de Castro a capitanía-mor.
- 1526 - 8 de abril ] ,"Armada de cinco naus. Capitão-mor Cristóvão da Veiga ou Tristão Vaz da Veiga ], e os outros António Galvão, Francisco de Anhaia o que havia perdido sua nau essoutro ano, António de Abreu o que tinha arribado; Vicente Gil, que também parece arribou, pois ia na armada antecedente; outra memória tem por capitão o Anhaia."

Desta vez também Couto diz que não havia capitão-mor. Fernando de Castro Brandão atribui a  Francisco de Anhaia a capitanía-mor.
- 1527 - 26 de março ], "Armada de cinco naus. Capitão-mor Manuel de Lacerda, e os outros Cristóvão de Mendonça [ "irmão da duqueza de Bragança, despachado com Ormuz"[1] ] e Aleixo de Abreu, Baltasar da Silveira [ ou Baltasar da Silva ], Gaspar da Paiva; o Lacerda perdeu-se na ilha de São Lourenço: e também na mesma paragem perdeu-se o Abreu." [ "varáram na Ilha de S. Lourenço no rio de sant-Iago, e salvou-se em terra toda a gente, que os Cafres da terra matáram."[1] ]

Fernando de Castro Brandão fala só de quatro naus.

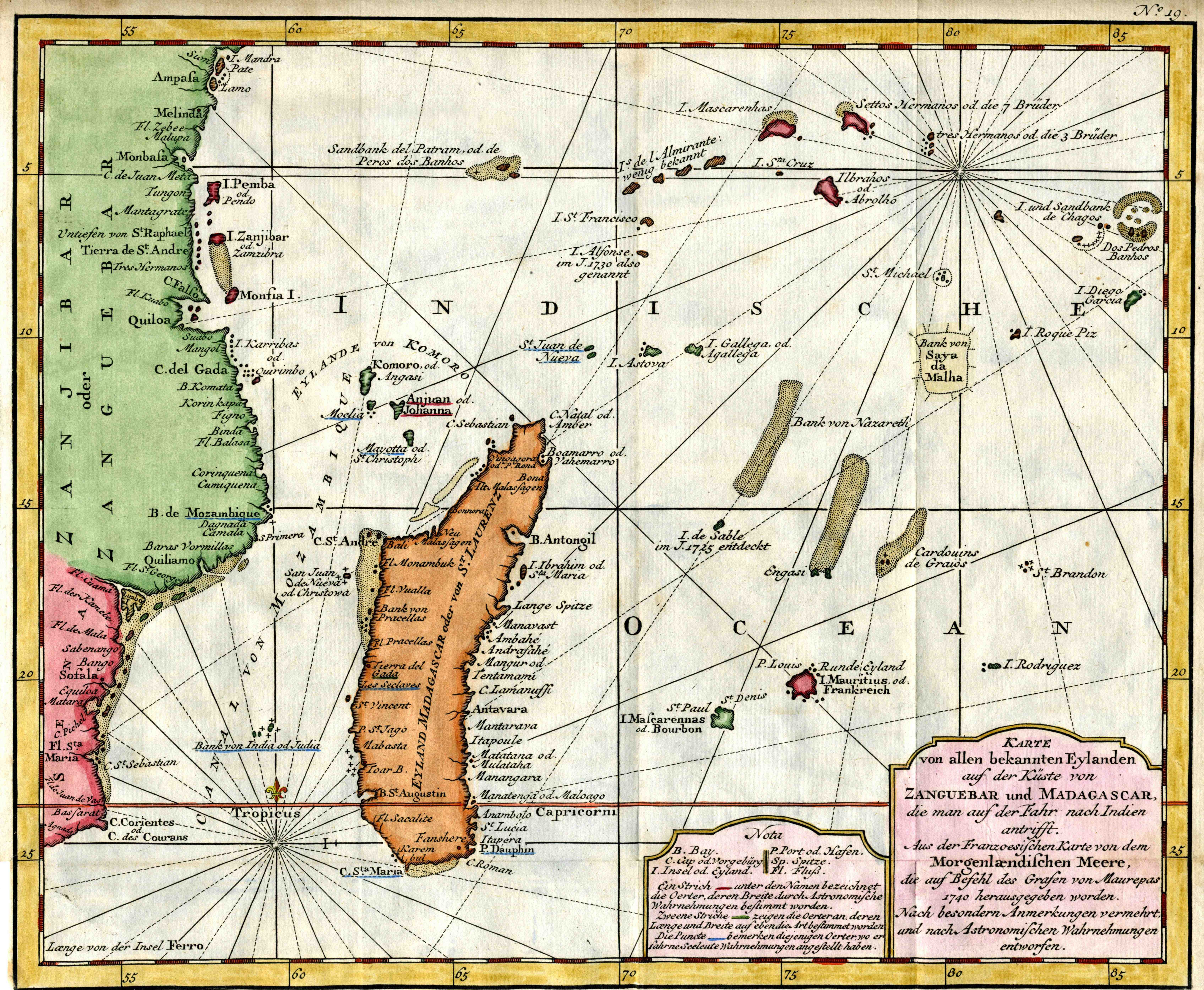
canal de Moçambique e S. Lourenço (Madagascar), Bellin, 1748.

- 1528 Nuno da Cunha Governador 18 de Abril ], "Armada de onze naus. Capitão-mor Nuno da Cunha, "Veador da Fazenda do Reyno"[1] ] que ia por Governador 7° da Índia ; e os outros Simão da Cunha que ia por Capitão-mor daqueles mares, D. Francisco ou Fernando de Lima, D. Francisco de Eça, ou de de Sá, Francisco de Mendonça, Afonso de Azambuja ou Afonso Vaz de Azambuja , que se perdeu na ilha de João da Nova salvando-se a gente, Pêro Vaz da Cunha (irmão do Simão) , António de Saldanha, Garcia de Sá, Bernardim da Silva que se perdeu no Parcel de Sofala, onde toda a gente foi morta pelos Cafres, Diogo Botelho, Duarte da Fonseca, Manuel de Macedo e João de Freitas cuja nau  no val da Éguas [ área marítima entre a Madeira, as Canárias e a costa de África ] dando na de Simão da Cunha, se perdeu, e salvou-se a gente. Aqui há quatorze capitães e as naus não são mais de onze."

A nau de Nuno da Cunha, perdeu-se na ilha de São Lourenço. "o governador teve de invernar em Mombaça, que tomou pelas armas, e no ano imediato ainda foi a Ormuz antes de chegar a Goa."
António Tenreiro, agente de D. João III e membro da delegação da embaixada de Baltasar Pessoa em nome do antigo governador  D. Duarte de Meneses ao Châh Esmâ’il de Pérsia em 1523-1524, parte da Índia para Portugal por terra : Viagem que conta no seu famoso "Itinerário de António Tenreiro que da Índia veio por terra a este reyno de Portugal (...) o anno de 1529 ".
- 1529 2 de Abril "Armada de cinco naus. Capitão-mor Diogo da Silveira, e os outros Henrique Moniz Barreto, Aires Moniz,  António Moniz, Rui Gomes de Grã, Rui Mendes de Mesquita, Manuel de Macedo "que foi separado pera ir a Ormuz prender o Goazil Raiz Xarife"[1] ], Baltasar da Silveira; e aqui vêm oito capitães para cinco naos; e outras memórias dizem que elas não foram mais de quatro : senão é que foram este ano duas armadas de quatro naus cada uma."

Couto não cita Baltasar da Silveira e diz  do capitão Henrique Moniz "que trouxe dois filhos, Ayres Moniz e António Moniz, que depois foi Governador da India. " Fernando de Castro Brandão fala só de três naus para este ano, e o livro de Lisuarte de Abreu, quatro (Diogo da Silveira, Henrique Monis, Rui Mendes de Mesquita, e…Baltasar da Silveira.
- 1530 15 de Março "Armada de seis naus. Capitão-mor Francisco de Sousa Tavares, e os outros Fernão Camelo ou de Melo; Vicente Pegado, Manuel de Brito, Pêro Lopes de Sampaio, Luis Álvares de Paiva, Duarte da Fonseca, Baltasar Gonçalves, e Diogo da Fonseca. Aqui há nove capitães e não mais de seis naus. Outra memória diz que o capitão-mor foi Fernão Camelo, ou Melo."

O livro de Lisuarte de Abreu  mostra 9 naus e os mesmos nomes de capitães, e diz que não havia capitão-mor,  assim como Couto que fala de seis naus, não citando Duarte da Fonseca, Diogo da Fonseca, nem Baltasar Gonçalves. Fernando de Castro Brandão fala de 6 naus e 3 caravelas, e na introdução da edição fac-simile do Livro de Lisuarte de Abreu aprende-se  que foram duas caravelas capitaneadas por Duarte da Fonseca e Diogo da Fonseca, que partiram mais tarde do grosso da armada, em 13 de Maio; e que uma terceira caravela "terá saído em 3 de Junho com uma das naus."
- 1531 20 de Abril ] "Armada de cinco naus. Capitão-mor Achiles Godinho, e os outros Diogo Botelho, João Guedes, Manuel de Macedo [ "que varou em Calecurem do cabo Comorim pera dentro, e salvou toda a gente em terra, aonde os foram buscar de Cochim"[1] ], e o Doutor Pêro Vaz [ ou Pêro Vaz do Amaral ] , que ia por Ouvidor da Índia; outra memória mistura estes com os do ano 1532 dizendo que foi por capitão-mor o Doutor Pedro Vaz, e esta diz que foi nesta do ano 1531 como fica aqui."

Couto diz que este ano não havia capitão-mor e que o Doutor Pedro Vaz foi na armada de 1532, como capitão-mor. Fernando de Castro Brandão fala de seis naus e o Livro de Lisuarte de Abreu há quatro naus, com  Manuel de Macedo naufragado com os seus na ilha de Calicare a combater contra 8 galés inimigas. Na introdução desse livro diz-se que a Relação das armadas não situa a perda de Manuel de Macedo na ilha de Calicare mas "detraz do cabo do Comorim em hua ilha rasa defronte de Calicaré".
- 1532 10 de Abril "Armada de cinco naus. Capitão-mor o Doutor Pedro Vaz [ ou Pêro Vaz do Amaral ] , e os outros Vicente Gil, D. Estevão da Gama, D. Paulo da Gama, António de Carvalho, Juanin Gines. O Doutor Pedro vaz arribou. Outra memória diz que este ano foi por capitão-mor D. Estevão da Gama, e que com ele foi este Doutor que tinha arribado o ano passado. E este parece o certo, porque não é credível que um Letrado não conhecido havia de ir por capitão-mor em armada aonde ia D. estevão que era filho de D. Vasco da Gama, e que tinha sido capitão-mor dos mares  Índicos, e grande homem notório. Aqui sobra um capitão, se as naus não foram mais de cinco."

Couto, como já dissemos , diz que era Pedro Vaz o capitão-mor, "que hia por Veador da Fazenda da India, e por capitão de Cochim". Fernando de Castro Brandão fala de 4 naus capitaneadas por Estevão da Gama, assim como o Livro de Lisuarte de Abreu, com cinco naus,  mas não cita "Juanin Gines" mas bem "Pedro Vaz Veador da Fazenda" (Po Vaãz Vdor dafzda).
- 1533 4 de Março "Armada de sete naus. Capitão-mor D. João Pereira, e os outros Francisco, ou Lourenço de Paiva, Diogo Brandão, D. Gonçalo Coutinho, Nuno Furtado, Simão da Veiga, D. Fernando de Noronha [ D. Lourenço de Noronha ], que se perdeu na volta no Cabo da Boa Esperança. Outra memória diz que o capitão-mor foi D. Gonçalo Coutinho, e seus capitães Nuno Furtado, Simão da Veiga, e D. Francisco de Noronha. Outra memória diz que este ano foram duas armadas ; e que assim seria o capitão-mor de uma o Coutinho, e da outra o Pereira."

Couto diz que a armada era constituída de duas capitanias: "a primeira de D. João Pereira que hia despachado com a capitanía de Goa, Francisco de Paiva e Diogo Mendes; o outro capitão Mór era D. Gonçalo Coutinho, que também levava a capitanía de Goa".
- 3 de Outubro "Armada de dez naus. Capitão-mor D. Pedro de Castelo Branco que partiu em Outubro; e os outros, Nicolau Juzarte, Baltasar Gonçalves, António Lobo, Leonel de Lima, Heitor de Sousa de Ataíde, Francisco Ferreira, Gonçalo Fernandes, João de Sousa, Francisco Gonçalves, ou Fernandes "Leone" [ Francisco Gonçalves Leme ] segundo Couto ]; outra memória dá-lhe mais dois ou três navios, e por capitães Antonio de Sousa, André Casco, Simão Delgado."

Fernando de Castro Brandão fala de doze velas, assim como o livro de Lisuarte de Abreu que não cita Simão Delgado e diz Francisco  em vez de Gonçalo Fernandes.
- 1534 - Martim Afonso de Sousa com Garcia da Orta - 12 de Março "Armada de cinco naus. Capitão-mor Martim Afonso de Sousa "que hia pera ficar na India por Capitão Mór do mar"[1] ] , e os outros Diogo Lopes de Sousa, António de Brito, Simão Guedes de Sousa, João, ou Tristão Gomes da Mina."

Garcia da Orta para Goa como físico do capitão-mor.
- 1535 8 de Março "Armada de sete naus. Capitão-mor Fernão Peres de Andrade, e os outros Martim de Freitas, Tomé de Sousa, Jorge Mascarenhas, Luís Álvares de Paiva, Fernão Camelo, e Fernão de Morais."

No livro de Lisuarte de Abreu falta uma página desta armada, comprovando isso o fato de faltar a primeira parte do nome do capitão da armada (Fernão Peres de And)"rade  no ano de 533". Na introdução da edição fac-simile deste livro diz-se que o capitão-mor era Simão Pêro de Andrade, e cita Martim de Freitas Camelo, parecendo associar dois capitães citados por Manuel de Faria em um só…
- 1536 ou  1537 "Armada de cinco naus. Capitão-mor Jorge de Lima, e os outros D. Fernando de Lima, Martim de Freitas que deve têr arribado o ano passado, Lopo Vaz Vogado, D. Pedro da Silva [ "filho do primeiro conde Almirante"[1] (Vasco da Gama) ]. Desta armada não há memória em outras listas, que poem neste ano a de Jorge Cabral que vai na seguinte: mas outra que tenho se nomeia por capitão-mor D. Pedro da Silva."

É neste ano de 1536, que o Livro de Lisuarte de Abreu situa a armada de Jorge Cabral, com os mesmos capitães que Faria e Sousa dá para o ano de 1537. Assim o faz Fernando de Castro Brandão, que indica a partida de "Jorge Cabral, com 4 naus" em 10 de Março.
- 1537 ou  1536 10 de Março ] "Armada de cinco naus. Capitão-mor Jorge Cabral [ "que depois governou a India"[1] ], e os outros Vicente Gil, Gaspar de Azevedo, Ambrósio do Rego, Duarte Barreto."

Faria e Sousa como Diogo do Couto, parecem têr invertido as datas destas duas armadas : efetivamente, segundo o Livro de Lisuarte de Abreu, e como também Faria e Sousa escreve mais abaixo, é neste ano de 1537 que a armada descrita por este para 1536, vai para a Índia. O Livro  de Lisuarte de Abreu não dá capitão-mor, e a Relação das Armadas indica D. Pedro da Silva da Gama, que segundo Fernando de Castro Brandão partiu em 12 de Março. (vêr a seguir)
- 1537 - Pedro da Silva da Gama com Fernão Mendes Pinto - 12 de Março "Armada de seis naus. Capitão-mor D. Lourenço da Silva, D. Pedro da Silva da Gama, e os outros Martim de Freitas, Jorge de Lima, D. Fernando de Lima, Lopo Vaz Vogado, e António de Lima. Esta armada não se encontra em mais de uma memória. E assim parece que se equivocaram com esta e com a de 1536, em que nomeia por capitão-mor Jorge de Lima; ou que havendo arribado aquelas naus aquele ano, partiram este."

Segundo Fernando de Castro Brandão, "embarcado irá Fernão Mendes Pinto."
- 3 de Dezembro ou 4 de Novembro ]"Armada de oito naus. Capitão-mor Diogo Lopes de Sousa, e os outros Aleixo de Sousa [ "despachado com a Fortaleza de Çofala, e Moçambique"[1] ], Henrique de Sousa Chichorro [ seu irmão ], Fernão de Crasto, João de Lima, Brás Delges, Baltasar Banha, e Fernão de Morais. Em outras memórias dizem-nos que não foram mais de seis naves. Partiu esta armada em Novembro, e Dezembro. E atrás fica outro capitão com o apelido de Crasto : porque em Portugal faz-se diferença entre Castro, e Crasto, tendo-se este último por menos nobre ; mas é engano da pronúncia, ou escritura, porque Castro e Crasto é uma mesma coisa."

Para esta armada Couto diz que não tinha capitão-mor, e que era de cinco naus, mas só cita quatro capitães, excluindo João de Lima, Brás Delges, Baltasar Banha, e Fernão de Morais. O livro de Lisuarte de Abreu apresenta seis naus e por João de Lima diz António de Lima. Não faz menção de Brás Delge nem de Baltasar Banha.
- 1538 Dom Garcia de Noronha, Vice-Rei, e Dom João de Castro Diu, in Braun et Hogenberg, 1582

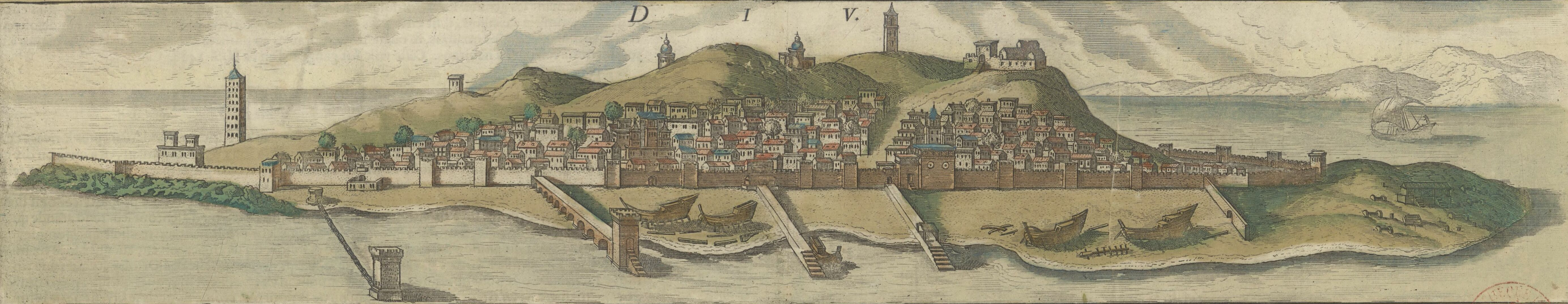
Diu, in Braun et Hogenberg, 1582

- 6 de Abril "Armada de onze naus. Capitão-mor D. Garcia de Noronha, que ia por Vice-rei da Índia a suceder a Nuno da Cunha que havia dez anos que a governava :  os capitães foram D. João de Crasto [ ia na nau Gripo ]; (Crasto está escrito em algumas memórias, e este foi D. João de Castro depois governador da Índia bem conhecido; de que se vê sêr certo o que em essoutro ano haviamos dito acerca da diferença que em Portugal (erradamente) faz-se de Crasto, a Castro); D. João de Eça [ que trazia a capitanía de Cananor, e que levava consigo seu filho Álvaro de Castro de 13 anos ], D. Cristóvão da Gama [ filho de Vasco da Gama, despachado com Malaca ], Luís Falcão [ com a capitanía de Ormuz ], Francisco Pereira de Berredo [ ou Barredo, com a de Chaul ], D. Francisco de Meneses [ com a de Baçaim ], D. Garcia de Castro (com a de Goa), João de Sepúlveda (com a de Sofala), Rui Lourenço de Távora, neto (Couto também diz com a de Baçaim), Bernardim da Silveira o Drago (com a de Diu) que se perdeu (à vinda), e não dizem as memórias (como de outros) aonde."

["D. Garcia de Noronha foi por Vice-Rei e na náo em que elle foi se embarcou o Governador Nuno da Cunha, que falleceo de doença na viagem" (de regresso)]
Primeiro Cerco de Diu
- 1539 24 de Março "Armada de seis naus. Capitão-mor Diogo, ou Pêro Lopes de Sousa; e os outros, D. Roque Tello, ou Telles; Álvaro Barradas, Simão Sodré, Henrique de Sousa Chichorro, António de Abreu. O capitão-mor perdeu-se no regresso, navegando fora da Ilha de São Lourenço."

O livro de Lisuarte de Abreu concorda com a lista. Couto, como Fernando de Castro Brandão, fala de cinco naus, e não menciona António de Abreu.
- 1540 25 de Março "Armada de quatro naus. Capitão-mor Francisco de Sousa Tavares; e os outros, Vicente Gil, Simão da Veiga, Vicente Lourenço Batávias."
- 1541 - Martim Afonso de Sousa Governador, com Francisco Xavier - 7 de Abril ] "Armada de cinco naus. Capitão-mor Martim Afonso de Sousa ; e os outros, D. Álvaro de Ataíde, ou Noronha, Álvaro Barradas, Francisco de Sousa, Luís Caiado. O capitão-mor ia por governador da Índia."

Couto acrescenta: "nenhuma náo destas passou á India, e todas invernáram em Moçambique, e o Governador Martim Affonso partio em Abril pera a India em hum Galeão, e levou em sua companhia a sua náo, que se foi perder em Baçaim [ rio de Cabras ], e elle chegou a Goa em Maio de 1542."O códice das Armadas diz, "Neste anno vierão os primeiros Padres da Companhia e Francisco Xavier por Superior delles, e a 1ª casa que fundarão foi no Seminario da Santa Fé, Collegio de São Paulo em Goa.(…) Nestas náos veio o Governador D. Estevão da Gama, que succedeo no governo por morte do Vice-Rei D.Garcia de Noronha.".
- 1542 - 23 de Abril ] "Armada de quatro naus. Capitão-mor Henrique de Macedo; e os outros, Baltasar Jorge, que na volta se perdeu na Terceira, Lopo Ferreira, Vicente Gil [ Armador ], que é o homem que várias vezes encontramos em esta Carreira da Índia. Outra memória tem por capitão-mor  Lopo Ferreira."

Couto diz que não havia capitão-mor; acrescenta que Vicente Gil "se perdeo na Costa de Melinde". Fernando de Castro Brandão fala de cinco naus sob capitania de Fernão de Álvares da Cunha. O livro de Lisuarte de Abreu dá os mesmos nomes que Couto, mas  na sua introdução moderna assinala que uma nota do manuscrito da British Library, "Relação das Náos e Armadas da India etc.", diz ter ido por Capitão-mor este mesmo Fernão D'Álvares da Cunha. Nesta mesma  Relação aprende-se que este capitão se integrou na armada seguinte, como veremos, por ter arribado ao Reino, neste ano de 1542. O facto explica a razão pela qual o seu nome não está incluido nesta armada.
- 1543 - 25 de Março ] "Armada de cinco naus. Capitão-mor Diogo da Silveira; e os outros, Simão Sodré, D. Roque Telo, Fernão Álvares da Cunha, e Jácome Tristão que arribou, e tardou um ano. Outra memória faz de capitnao-mor a D. Roque Telo."
- 1544 - 19 de Abril ] "Armada de seis[sic] naus. Capitão-mor Fernão Peres de Andrade; e os outros, Luís de Calataud [ ou Catalaiaud ], Jácome Tristão [ Armador ], Simão de Melo, [ despachado com a capitánia de Malaca ] que se perdeu na Bahía Formosa a cinco léguas de Melinde, Simão Peres, filho do capitão-mor, que arribou e tardou um ano. Isto no Registo da Casa da Índia está muito embaraçado e diferente."
- 1545 - D. João de Castro Vice-Rei 28 de Março ] "Armada de seis naus. Capitão-mor D. João de Castro, [ Nau São Tomé ] que ia por Governador da Índia ; e os outros Jorge Cabral [ que trazia a capitanía de Baçaim ], D. Manuel da Silveira [capitanía de Ormuz ],  D. Jerónimo de Meneses ou Noronha, o Bacalhau [ ou D. João de Meneses, também capitanía de Baçaim ]  ; Simão Sodré ou Peres de Andrade, [ que tinha arribado o ano atràs ], e Diogo Rebelo."

D. João de Castro ia acompanhado dos seus dois filhos, "O Capitão-mor do mar D. Álvaro de Castro (que foi por El Rei"), e D. Fernando."Todos forão e vierão a salvamento e nestas naos veio Martim Afonso de Sousa que havia sido Governador."
- 1546 - Lourenço Pires de Távora 8 de Abril "Armada de seis naus. Capitão-mor Lourenço Pires de Távora e os outrosJoão Rodrigues Pessanha, D.João Lobo [ que trazia a Capitanía de Goa ], Fernão Álvares da Cunha, Álvaro Barradas, D. Manuel de Lima, [ "que tomou Goa, por que todos os mais foram a Cochim : vinha este Capitão provído com a Fortaleza de Ormuz" (Couto) ]."

["O Capitão-mor chegando a Cochim soube que o Governador estava prestes para ir descercar Dio, foi-se lá direito, e achou-se na batalha, e voltou com todas as naos a salvamento a este Reino." ]
- 3 de Dezembro "Armada de uma nau. Partiu em Dezembro com uma só nau Leonel de Sousa, Não dizemos o tempo em que partiram as armadas por ser sempre entre Fevereiro e Abril ; e dizemo-lo quando partiram algumas em tempo extravagante."

Segundo cerco de Diu

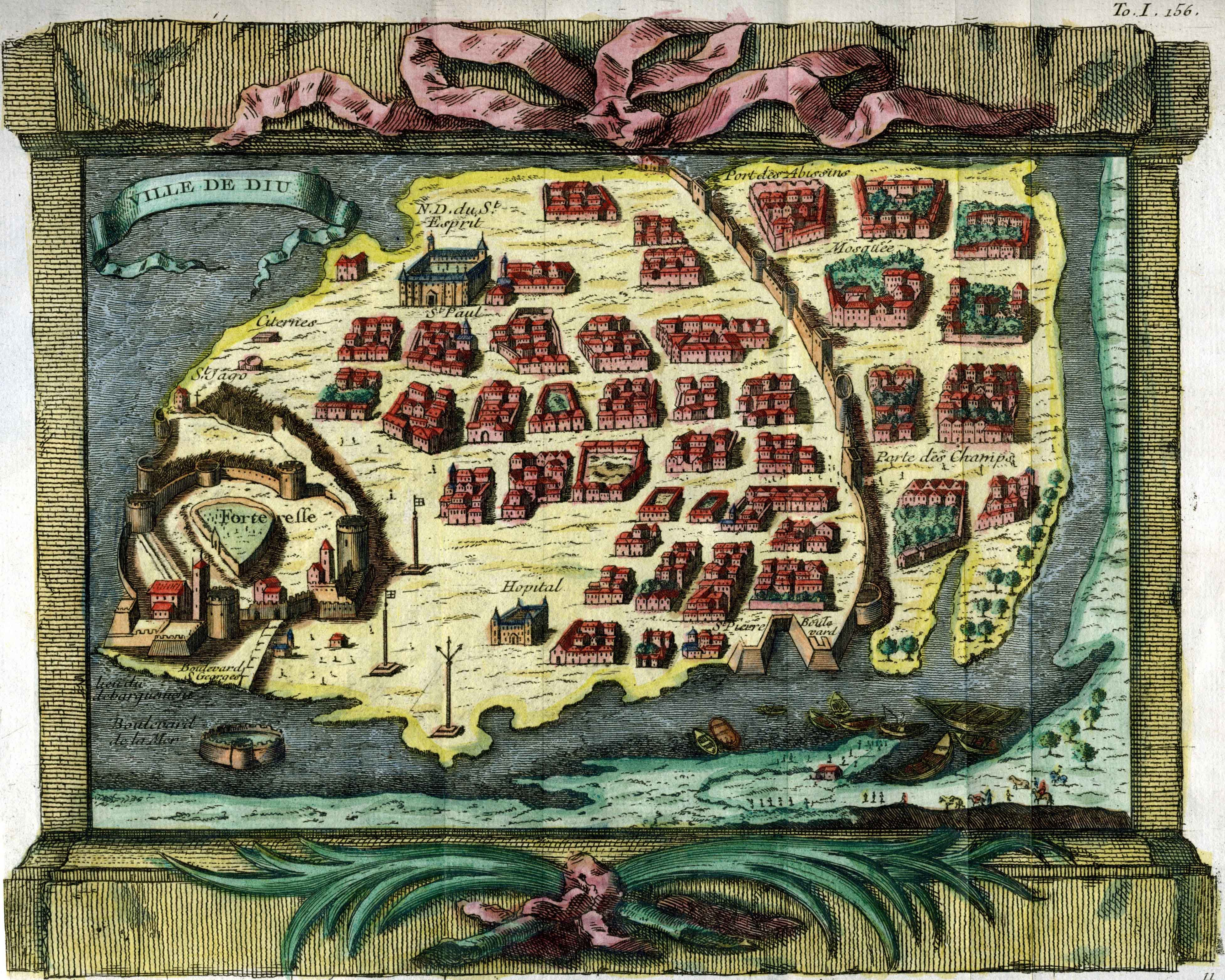
Diu, in Histoire générale des voyages, 1750

- 1547 - Francisco Barreto 23 de Março ] "Armada de seis naus. Capitão-mor D. Francisco de Lima,e os outros Francisco da Cunha, Baltasar Lobo de Sousa, Francisco de Gouveia, Misser Bernardo, ou Bernardo Nacer [ Armador, que foi ter a Socotorá), D. Francisco ou Pedro da Silva ("D. Pedro da Silva da Gama que se perdeo nas Ilhas de Angoja, e as mais forão e vierão a salvamento".[5] ]."

Fernando de Castro Brandão,  diz que o capitão-mor era  D. Pedro da Silva da Gama . Assim como  Couto, o códice da BN diz que não havia, e acrescenta que a partida se fez em duas data : 23 e 28 de Março.
- 31 de Outubro "Armada de três naus. Capitão-mor Martim Correia da Silva [ despachado com a capitanía de Dio, que tomou Angediva, onde invernou ] e os outros, António Pereira [ que foi tomar Ormuz ], Cristóvão de Sá (que Tomou Goa); e partiram em Outubro."

O Códice da BN diz o seguinte a propósito desta armada : "Em 22 de Maio de 48 chegou a Goa hum Navio que deste Reino partio de que era Capitão Pero de Sá pelo qual ElRei D. João mandou ao Governador [ D. João de Castro ] o titulo de Vice-Rei e que servisse outros 3 annos, e disse que partirão junto com elle outros 2 navios do Reino de que erão Capitães Martim Correa da Silva, e Antonio Pereira."
- 15 de Novembro ] "Armada de três naus. Capitão-mor Francisco Barreto, e os outros Heitor Aranha, Pêro de Mesquita; e partiram em Novembro : tanto se acudiu às coisas da Índia que partiram as armadas em tempos tão contrarios à navegação, sem se perder alguma."

Couto diz que partiram em Dezembro e que "invernáram em Moçambique por chegarem tarde", e que foi esta armada que levou a notícia da nomeação do Vice-Rei.
- 1548 - 6 de Fevereiro ] "Armada de cinco naus. Capitão-mor Manuel de Mendonça ("que hia despachado com a capitanía de Sofala, [e Moçambique], e morreu em chegando a Goa" Couto), e os outros Álvaro de Mendonça, Jorge de Mendonça Furtado [que levava a capitanía de Goa], Manuel Rodrigues Coutinho, Sebastião de Ataíde."
- 28 de Março "Armada de tres naus. Capitão-mor João de Mendonça, e os dois Diogo Rebelo, e Fernão Álvares da Cunha."
- 6 de Fevereiro (códice) ou 28 de Março ? ] "Armada de três naus. Capitão-mor D. João Henriques [ Capitanía de Malaca ], e os dois Ayres Moniz [ Barreto ], e António de Azambuja. Outra memória não faz destas duas últimas armadas mais de uma só, e nomeia por capitão-mor João de Mendonça."
- 1549 20 (códice] ou 23 de Março ] "Armada de cinco naus. Capitão-mor D. Álvaro de Noronha [ filho do Vice-Rei Dom Garcia, que vinha despachado com a capitanía de Ormuz ], e os outros Diogo Botelho Pereira [ "o que foi na fusta ao Reino, que trazia a capitanía de Cananor" (Couto] ], Diogo, ou Álvaro de Mendonça, Jácome Tristão, João Figueira [  João Ferreira de Barros? ] que se perdeu."

O Códice da BN diz João Ferreira de Barros por  João Figueira, e acrescenta que " Todos forão e vierão a salvamento"… E no manuscrita da British Library diz-se que era capitão-mor Diogo Botelho Pereira.
[ Em 1 de Fevereiro ] "Larga de Lisboa Tomé de Sousa, 1.° governador-geral do Brasil, com incumbência de fundar na Baía uma cidade (S. Salvador). Acompanha-o o padre Manuel da Nóbrega e outros jesuitas". (Fer. C. Brandão) ]
- 1550 D. Afonso de Noronha Vice-Rei 18 de Maio  (Algumas destas náos partirão o 1º de Maio, outras a 2, e D. Álvaro de Ataide [ como o capitão-mor ] a 18 do mesmo.;[5] também aparece a data de 28 de Março! ] "Armada de cinco naus.
- Capitão-mor D. Afonso de Noronha [na nau S. Pedro] que ia por Vice-Rei da Índia [ e "em Novembro foi tomar Ceilão" ], e com ele esteve alistado Luís de Camões que  [ afinal ] ficou, e foi de aí a três anos : e os outros Capitães Lopo de Sousa [ no galião Biscainho ] que arribou, D. Álvaro de Ataíde [ no galeão S. João, «de Diogo de Castro Rio, e hia por seu contrato» (Couto) ] (filho do Conde Almirante D. Vasco da Gama, que ia provido da Capitania de Malaca) que no regresso se perdeu no Cabo de Boa Esperança, D. Jorge de Meneses Barroche [ na nau Santa Anna ] que arribou, D. Diogo de Noronha o Arcos[9] [na nau Flore de la Mar], que se perdeu, salvando-se a gente e a fazenda."

O Códice da BN acrescenta que "D. Diogo de Noronha, (…) invernou em Moçambique, e depois se foi perder em Mazagão junto a Baçaim [ "e foi toda a gente por terra a Goa" (Couto) ],(…) D. Alvaro de Ataide da Gama, que foi haver vista de Pegu [ ! ] em altura de 16 graus pelo que cuidarão os Officiaes que erão os Ilheos Queimados que estão junto a Goa, e foi a Cochim a 26 de Setembro e na volta se perdeo na Terra do Natal em que vinha por Capitam Manoel de Sousa Sepulveda. As mais vierão ao Reino a salvamento. Na náo em que foi o Vice-Rei se embarcou o Governador Jorge Cabral que succedeo no governo por morte do Governador Garcia de Sá.

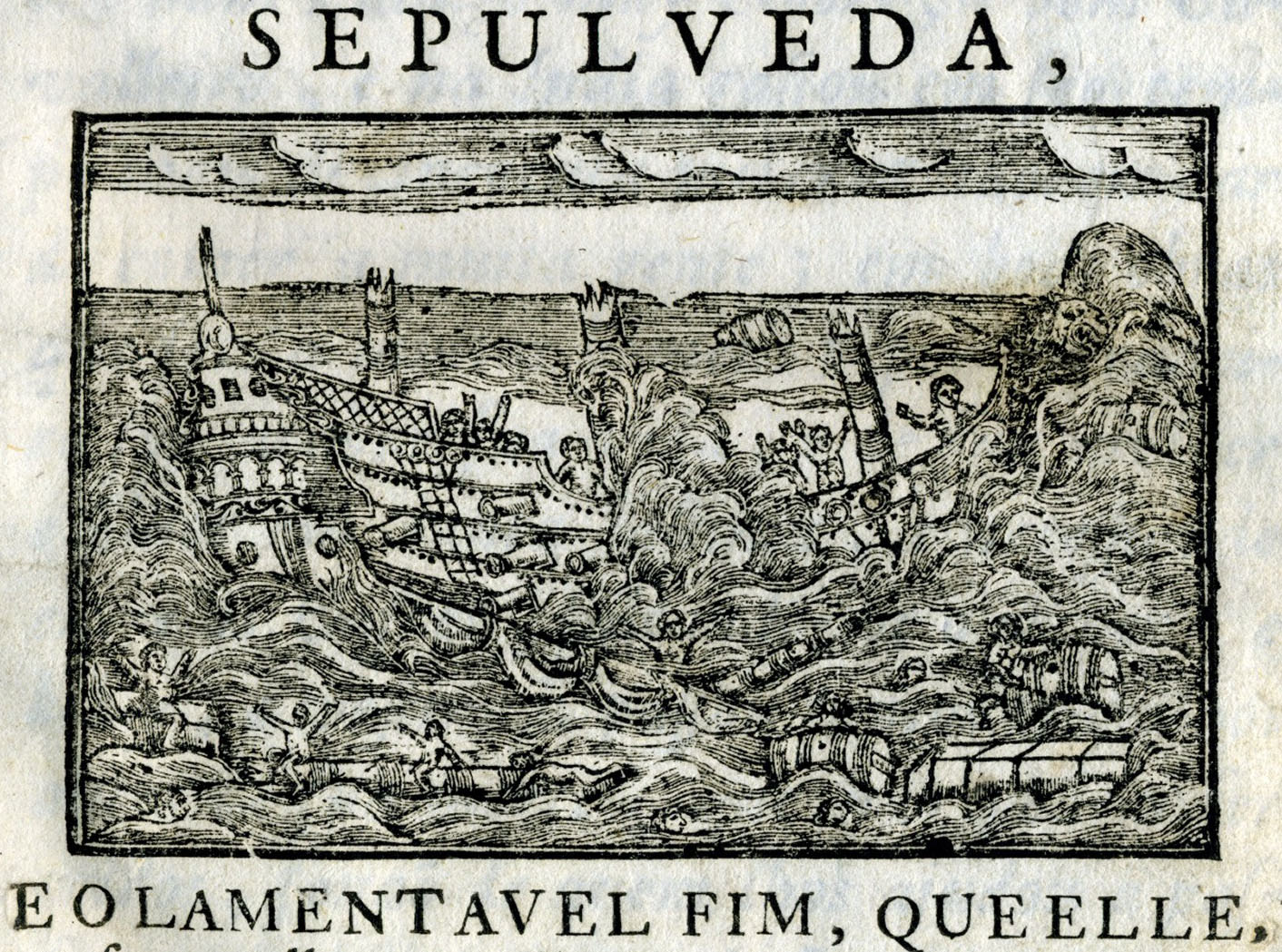
Naufrágio do "Galeão Grande S. João" de Manuel de Sousa Sepulveda, in Bernardo Gomes de Brito, Historia Trágico-Marítima, Lisboa, 1735.

Na História trágico-marítima de Bernardo Gomes de Brito, vem a Relaçaõ da muy notavel perda do galeaõ Grande S. Joaõ Em que se contaõ os grandes trabalhos, e lastimosas cousas que acontecèraõ ao Capitaõ Manuel de Sousa Sepulveda, e o lamentavel fim, que elle, e sua mulher, e filhos, e toda a mais gente houveraõ na Terra do Natal, onde se perdèraõ a 24 de Junho de 1552.
Diz Manuel de Faria e Sousa (que foi também principal biografa e comentador de Luís de Camões),  no  prefácio à sua edição comentada dos Lusíadas, que esse ano Camões destinava-se a passar à Índia. E cita do registo dessa Armada , que Faria encontrou, o seguinte : " Luís de Camões, filho de Simão Vaz e Ana de Sá, moradores em Lisboa, na Mouraria ; escudeiro, de 25 anos, barbirruivo, trouxe por fiador a seu pai; vai na nau de S. Pedro dos Burgaleses." Ia assentado entre os homens de armas. Afinal não embarcou.
- 1551 10 de Março (a "armada partio a 10 e a 17 e a 20 de Março)[5]  "Armada de oito naus.

Capitão-mor Diogo Lopes de Sousa e os outros D. Diogo de Almeida [ "filho do Contador Mór, que engeitou seis annos a Capitanía de Dio, e foi tomar Cochim em Novembro" (Couto] ], Ayres Monis Barreto, Misser Bernardo [ Armador ], Lopo de Sousa, Jacome de Mello, Francisco Lopes de Sousa, [ despachado com a capitanía de Maluco ] D. Jorge de Meneses, que arribou, Lucas Giraldez. Aqui há nove capitães, e das naus não se encontram mais de oito e noutra memória mais de seis".
Códice da BN : "todos voltarão ao reino a salvamento".
- 1552 24 de Março ] "Armada de seis naus. capitão-mor Fernão Soares de Albergaria, e os outros Brás da Silva, António Dias de Figueiredo [ ou Figueiró ] , Francisco da Cunha, D. Jorge de Meneses [ que invernou em Moçambique ], António Moniz Barreto que se perdeu na Costa da Índia, salvando-se apenas 60 homens. Conforme a este havia arribado também o António Moniz o ano passado ; e por isso, e por têr arribado D. Jorge, não os contaram naquela armada. Outra memória diz que esta armada era de sete naus ; e se o era falta aqui o nome de um capitão : e noutra está Manuel Teles que se encontra na do ano seguinte; e pode têr arribado antes."

A propósito de Antonio Moniz Barreto, Couto diz que foi "despachado com a capitanía de Baçaim, e se foi perder no rio de Betre trinta léguas de Goa, e salvou-se toda a gente" !
Segundo Fernando de Castro Brandão, esta armada partiu "com o 1.° bispo da Baía, D. Pedro Fernandes Sardinha, para o Brasil. Acrescenta que anterioremente, a 3 de fevereiro Manuel de Sousa de Sepúlveda regressa à Índia.
- 1553 - Fernão Álvares Cabral com Luíz de Camões 24 de Março ] "Armada de cinco naus. capitão-mor Fernão Álvares Cabral [ na Nao S. Bento de Sua Alteza, que era  a mayor, e melhor que então havia na carreira[10] " ], e os outros, D. Paio de Noronha [ que invernou em Moçambique que ia na nau Santa Maria do Loreto ], Rui Pereira da Câmara [ nau Santa Maria da Barca ], Belchior de Sousa [ ou Belchior de Sousa Lo ] [ na náo Santa Cruz, que se perdeo á torna viagem" (Couto) ou na nau Conceição segundo a História trágico-Marítima... ], Manuel Teles ou Telo [ de Meneses ], cuja nave [ Santo António ] se queimou no porto de Lisboa quando estava de partida. O capitão-mor se perdeu à volta na Terra do Natal [ onde morreo a gente quasi toda (códice) ]. Desta partida falava Luís de Camões em umas Estâncias do Canto seisto condenadas por ele mesmo ao tempo que imprimiu aquel poema: e não consegui eu explicarlas por não têr sabido isto. Nesta armada passou à Índia Luís de Camões embarcado com o próprio Cabral."

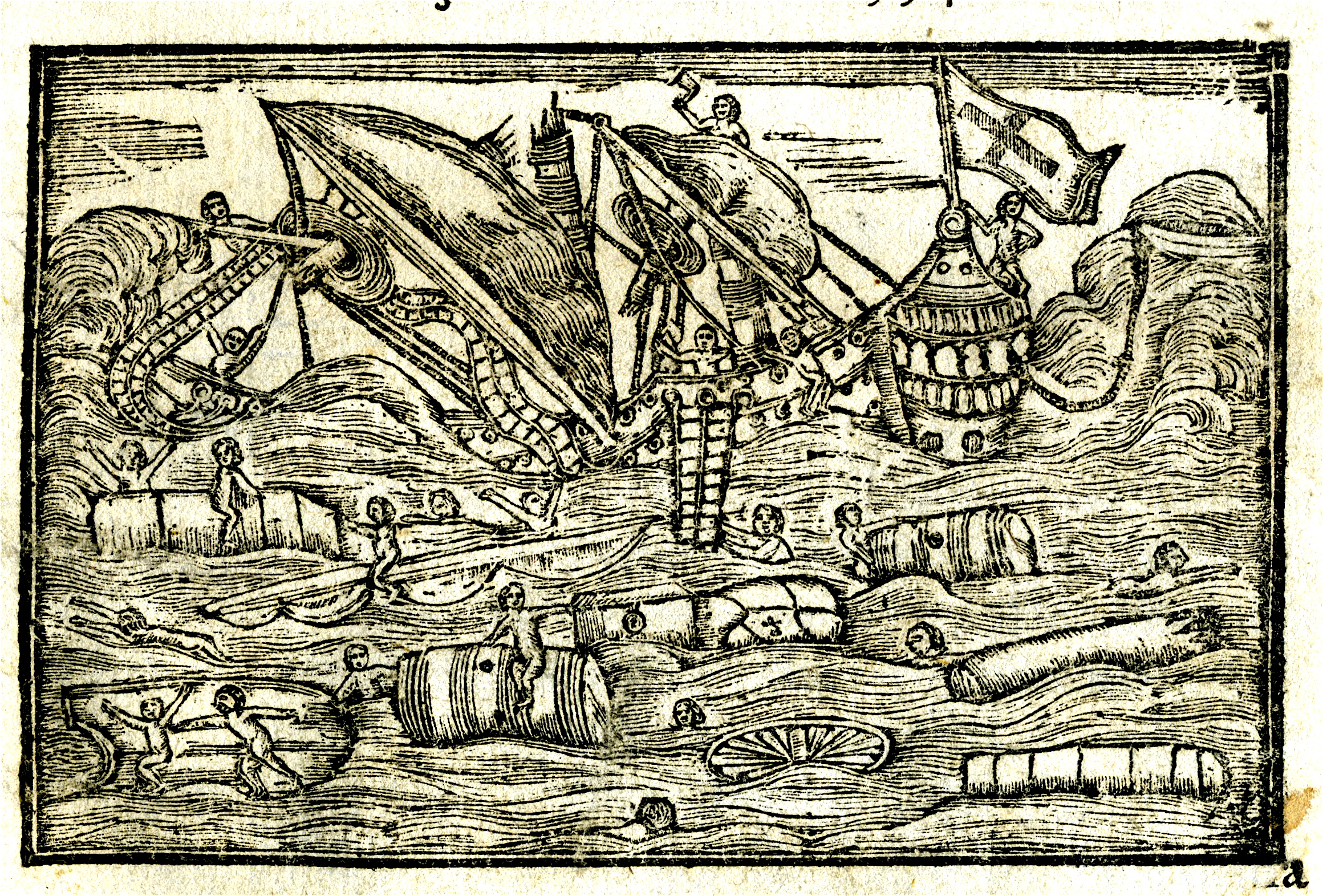
Relação summaria da viagem que fez Fernão D'Alvares Cabral, etc. in História Trágico-marítima.

No dia de Corpus Christi de 1552 Camões tinha ferido um certo Gonçalo Borges. Preso, foi libertado por carta régia de perdão de 3 de Março de 1553 : " é um mancebo e pobre e me vai este ano servir à Índia". Embarca então nesta armada. O mesmo Manuel de Faria e Sousa encontrou o registo dessa Armada onde vem, sob o título "Gente de guerra", o seguinte assento: " Fernando Casado, filho de Manuel Casado e de Branca Queimada, moradores em Lisboa, escudeiro; foi em seu lugar Luís de Camões, filho de Simão Vaz e Ana de Sá, escudeiro; e recebeu 2400 como os demais".
Faz parte da História trágico-marítima de Bernardo Gomes de Brito, a "Relaçaõ summaria Da viagem que fez Fernaõ D'Alvares Cabral, desde que partio deste Reyno por Capitaõ mór da Armada que foy no anno de 1553. às partes da India athé que se perdeo no Cabo de Boa Esperança no anno de 1554. " Escrita por Manoel de Mesquita Perestrello, que ia nessa mesma nau capitánea.  diz ele : "a Nao S. Bento (...) levava por Piloto Diogo Garcia o Castelhano, por Mestre António Ledo, e por Contra-Mestre Francisco Pires. (...) Só entre todos os de sua Armada [ Fernaõ D'Alvares Cabral ] passou aquele ano à India, e foy surgir na entrada do mez de Fevereiro à Barra da Cidade de Goa (...). [ Vai depois a Cochim onde recebe a carga, e ] "Desmarràmos da Barra de Cóchim para este Reyno huma quinta feira, primeiro dia de Fevereiro do anno de 1554".
O códice da BN dá o nome de D. Manoel de Mello por Manuel Telles ou Telo, e João Lopes de Sousa em vez de Belchior de Sousa. Cita apenas quatro naus, Couto  três naus, e o Livro de Lisuarte de Abreu duas.
[ Em 8 de Maio "O padre José de Anchieta embarca em Lisboa para a Baía, na esquadra do novo governador-geral D. Duarte da Costa" (F.C.Brandão]

## 1554
Armada de seis naus. Capitão-mor D. Pedro Mascarenhas que ia por vice-rei da Índia, cuja nau [ S. Boaventura ] se perdeu no porto de Goa [ em 23 de Setembro ] depois de estar descarregada, e os capitães eram Manuel Telo [ de Meneses , que arribou á Ilha de São Tomé ], Belchior de Sousa, Miguel de Castanhoso, Fernão Gonçalves de Sousa [ "filho do Chanceller que foi tomar Ormuz" (Couto) ] , Francisco de Gouveia [ que invernou am Moçambique ] . O Telo, parece ser aquel cuja nau se queimou o ano passado.".

Dom Pedro Mascarenhas Vice-Rei 2 de Abril (segundo F.C.Brandão)</ref>
| Navio         | Homens | Capitão                   |
| ------------- | ------ | ------------------------- |
| S. Boaventura |        | Pedro Mascarenhas         |
|               | _      | Manuel Telo               |
|               | _      | Belchior de Sousa         |
| A             | _      | Miguel de Castanhoso      |
|               |        | Fernão Gonçalves de Sousa |
|               |        | Francisco de Gouveia      |
| Total         |        |                           |
| C: a          |        |                           |

- 1554 - Dom Pedro Mascarenhas Vice-Rei 2 de Abril (segundo F.C.Brandão) ] "Armada de seis naus. Capitão-mor D. Pedro Mascarenhas que ia por vice-rei da Índia, cuja nau [ S. Boaventura ] se perdeu no porto de Goa [ em 23 de Setembro ] depois de estar descarregada, e os capitães eram Manuel Telo [ de Meneses , que arribou á Ilha de São Tomé ], Belchior de Sousa, Miguel de Castanhoso, Fernão Gonçalves de Sousa [ "filho do Chanceller que foi tomar Ormuz" (Couto) ] , Francisco de Gouveia [ que invernou am Moçambique ] . O Telo, parece ser aquel cuja nau se queimou o ano passado."

O Códice da BN diz que partiu esta armada em 20 de Abril. Acrescenta que "A náo de Miguel de Castanhoso, é huma nova que se fez na India em que se embarcou o Vice-Rei D. Afonso porque a de Melchior de Sousa[sic] desapareceo á vinda para este Reino. Fernão Gonçalves de Sousa invernou em Mombaça. (…) Por morte do Vice-Rei succedeo no governo Francisco Barreto."
- 1555  A armada que fazemos seguir ( n°123 em vez de 122 ), Manuel de Faria e Sousa, assim como Diogo do Couto, sitúa-la não este ano mas em 1556, e faz o contrário com a que situamos o ano seguinte. O códice da BN, e o da British Library, assim como o Livro de Lisuarte de Abreu trocam esses lugares ( já Manuel de Faria e Sousa tinha emitido dúvidas acerca disso, como se lirá mais avante ), e é o que parece sêr seguido hoje pelos historiadores, como se verifica em Fernando de Castro Brandão. Por esta razão rectificamos os lugares dessas armadas, deixando porém os números que vinham empressos na Ásia Portuguesa ]
- 1 de Abril  "Armada de cinco naus. Capitão-mor D. Leonardo de Sousa, e os outros Francisco Figueira de Azevedo [ ou Figueiroa ], Vasco Lourenço de Barbuda, António Fernandes, Francisco Nobre, que se perdeu na Ilha dos Banhos [ baixos de  Pêro dos Banhos ] salvando-se alguma gente, que quasi toda morreu em terra de pura miséria."

O Códide da BN troca António Fernandes por Jácome de Melo, como as outras relações, à excepção de Couto. Acrescente que "Francisco Nobre,  se perdeo nos baixos de Pero dos Banhos e a gente se salvou e foi a Cochim no batel, e em huma caravella que fizerão. [ Couto diz "e fizeram uma naveta, em que foram a Cochim" ] Jacome de Mello estando surto na Ilha 3ª deo á costa, e as mais voltarão ao Reino."
Faz parte da História trágico-marítima de Bernardo Gomes de Brito, a "Relaçaõ  do Naufragio da naoConceyçaõ, de que era capitaõ Francisco Nobre, a qual se perdeo nos baixos de  Pero dos Banhos aos 22. dias do mez de Agosto de 1555." Escrita por Manoel Rangel, o qual se achou no dito Naugragio : e foy despois ter a Cóchim em Janeiro de 1557.
Fernando de Castro Brandão, diz que a armada partiu com doze religiosos Jesuitas, com destino à Etiópia [ vêr ano seguinte ].
- 1556 - Dom João de Meneses de Sequeira com Diogo do Couto [ Vêr a nota precedente (1555) ]
- 30 de Março"Armada de cinco naus. Capitão-mor D. João de Meneses de Sequeira [ nau Graça ], e os outros Jorge de Brito, Martim Afonso de Sousa [ filho do Veador do Cardeal D. Henrique ], Jácome de Melo cuja nau à volta se perdeu na Terceira, Pêro de Góis, e António Fernandes. Aqui sobra um capitão, se as naus foram cinco, ou se não eram seis. Em outra memória põe-se esta armada o ano seguinte, e a dele nessoutro; e estão trocados os nomes de alguns capitães, dando a uma armada os que outros dão à outra."

Couto não fala de António Fernandes para esta armada, e acrescenta que "destas náos só D. João passou ao Reyno [!], e as outras invernáram em Moçambique". As outras relações citadas dão os mesmos nomes que Faria e Sousa à excepção de Jácome de Melo, perdido o ano passado. De António Fernandes, na nau S. Paulo, dizem que invernou no Brasil e chegou a Goa "o derradeiro de Janeiro."
Foi este ano, segundo António Coimbra Martins, que nosso historiador Diogo do Couto partiu para a Índia. Iam a mais da nau Graça, a São Gião, São Vicente, São Paulo, e a Flor de la Mar "em a qual  eu também passei a estas partes, moço de quinze anos"…(Couto, Década 7, livro 8, cap. 2 do manuscrito original da Torre do Tombo.
Carlos Alexandre de Morais, diz-nos que foi este ano, e nesta armada que segue para à Índia o padre Gonçalo da Silveira, que chegado a Goa, "é nomeado provincial da Índia, cargo que ocupa até 1559. Nesta armada segue a primeira expedição missionária com destino à Etiópia." [ vêr ano 1555 ]
- 1557 Dom Luís Fernandes de Vasconcelos com Mem de Sá. 5 e 30 de Abril ] "Armada de cinco naus. Capitão-mor D. Luís Fernandes de Vasconcelos [ filho do Arcediago D. Fernando ], que se perdeu na ilha de São Lourenço, e salvou-se ele com pouca gente ; e os outros Capitães Brás da Silva, António Mendes de Castro, que na volta se perdeu em S. Tomé salvando-se a gente que foi saír em Melinde, João Rodrigues Salema de Carvalho, e Cid de Sousa.

Deixo a integralidade da relação do códice da BN , mais preciso sobre a infelicidade desta armada: [ A armada de ] de "D. Luiz Fernandes de Vasconcelos, Capitão-mor partio a 5 e a 30 de Abril, Capitães Cide de Sousa, Braz da Silva, Antonio Mendes de Crasto, que invernou em Melinde, e voltando se perdeo na Ilha de São Thome, e João Rodrigues Salema de Carvalho que invernou em Moçambique, e tornando para o Reino invernou ahi outras duas vezes e se perdeo a Náo, e o Capitão-mor invernou no Brasil, e voltando para o Reino se perdeo na Ilha de S. Lourenço e se salvou elle no batel com 70 pessoas" !
Faz parte da História trágico-marítima de Bernardo Gomes de Brito, a "Relaçaõ do Naufragio da nao Santa Maria da Barca De que era Capitaõ D. Luis Fernandes de Vasconcellos. A qual se perdeo vindo da India para Portugal no anno de 1559."
Foi nessa armada que em 30 de Abril de 1557, na capitánia, embarcou  o novo governador geral do Brasil Mem de Sá (irmão do poeta Sá de Miranda).
- Regência de D. Catarina 1558 - Dom Constantino de Bragança Vice-Rei.7 de Abril ] "Armada de quatro naus. Capitão-mor D. Constantino de Bragança [ nau Graça ou Garça, de 1000 toneladas, que era a maior nau que havia então na Índia ], que ia por Vice-Rei da Índia; e os três Fernão ou Aleixo de Sousa [ Chichorro ] [ o capitão ( da nau Rainha ) era  Fernão de Sousa Chichorro e fazia-lhe companhia seu tio, "o controverso Aleixo de Sousa Chichorro, que ao chegar a Goa devia passar a exercer o lugar de vedor da Fazenda da Índia[6] ], Pêro Peixoto da Silva, Jacome de Melo. E havia sucedido ElRei D. Sebastião a seu pai ElRei D. João III que faleceu essoutro ano de 1557. Ele tinha só três anos de idade, e governava o Reino sua avó a Raínha D. Catarina, e o Cardeal Infante D. Henrique depois Rei."

O códice da BN acrescenta: "A náo do Vice-Rei, voltando nella para este Reino João Rodrigues Carvalho arribou a Moçambique, e tornando a fazer viagem se perdeo na Terra do Natal, e a gente se salvou na náo [ Águia, que também se chamava a Patifa ] de Francisco Barreto que havia sido Governador da India que invernou em Moçambique, e tornou a Goa, e depois veio a salvamento a este Reino.
Vem na História trágico-marítima de Bernardo Gomes de Brito, a "Relaçaõ  da Viagem, e Successo que tiveraõ as naos Agui, e Garça Vindo da India para este Reyno no Anno de 1559 etc." Escrita pelo Padre Manoel dBarradas da Companhia de Jesus.
"Neste anno tomou o Vice-Rei, Damão em 2 de Fevereiro de 1559, a que poz nome Nossa Senhora da Purificação, o 1º Capitão D. Diogo de Noronha; e no mesmo anno tomou a fortaleza de Balsar, o 1º Capitão Álvaro Gonçalves Pinto.
"Nestas naos veio nova que falecera El Rei D. João 3º deste nome em 11 de Junho do anno passado de 1557 succedeo-lhe no Reino seu neto El Rei D. Sebastião 1º deste nome."
Outros tripulantes : Lisuarte de Abreu na nau Rainha.
- 1559 - 28 de Março ] "Armada de seis naus. Capitão-mor Pêro ou Lopo Vás de Sequeira, e os outros, Pêro de Goes, Luis Álvares de Sousa, Lisuarte [ Peres ] de Andrade, Rui de Melo da Camara, Francisco de Sousa. Outra memória diz que foram só cinco as naus desta armada."

Couto só dá cinco naus para este ano, chama a Lisuarte de Andrade "Luiz Duarte de Andrade", e diz que invernou em Moçambique ; acrescenta que Rui de Melo da Camara, na nau S. Paulo, arribou ao Reino. Não fala de Francisco de Sousa.
As outras relações também dão seis naus.
22 de Dezembro, "desmarram de Lisboa as caravelas de Paulo Dias de Novais, levando mais Jesuitas para a conversão dos gentios de Ngola (Angola)."]
- 1560 - 15 de Abril "Parte para a Índia D. Gaspar Jorge de Leão Pereira, arcebisco de Goa , juntamente com os dois primeiros inquisidores."[8] ]
- 20 de Abril ] "Armada de seis naus. Capitão-mor D. Jorge de Sousa, e os outros Vasco Lourenço Carrascão [ ou Vasco Lourenço de Barbuda ], Lourenço de Carvalho, Rui de Melo da Camara que  se  perdeu na  Samatra, Francisco Figueira de Azevedo que arribou, e Jorge de Macedo. Ruy de Melo fica na armada antecedente; e não deve têr partido, ou então arribaria, e por isso se contariam só cinco naus aquel ano. ".

Acresenta a crónica da BN, que efetivamente "Ruy de Mello da Camara, (…) o anno atrás havia arribado ao Reino.  O qual invernou no Brasil, e tornando a fazer viagem se foi perder na Ilha de Samatra". continua dizendo que o "Capitão-mor invernou na India e veio o anno seguinte. [ e ] Neste mesmo tempo fez o Vice-Rei a fortaleza de Manar a que poz o nome São Francisco, e passou para ella todos os moradores da fortaleza da pescaria, e Punhicale, e foi o próprio Capitão Manoel Rodrigues Coutinho. Também tomou Japhanapatam."

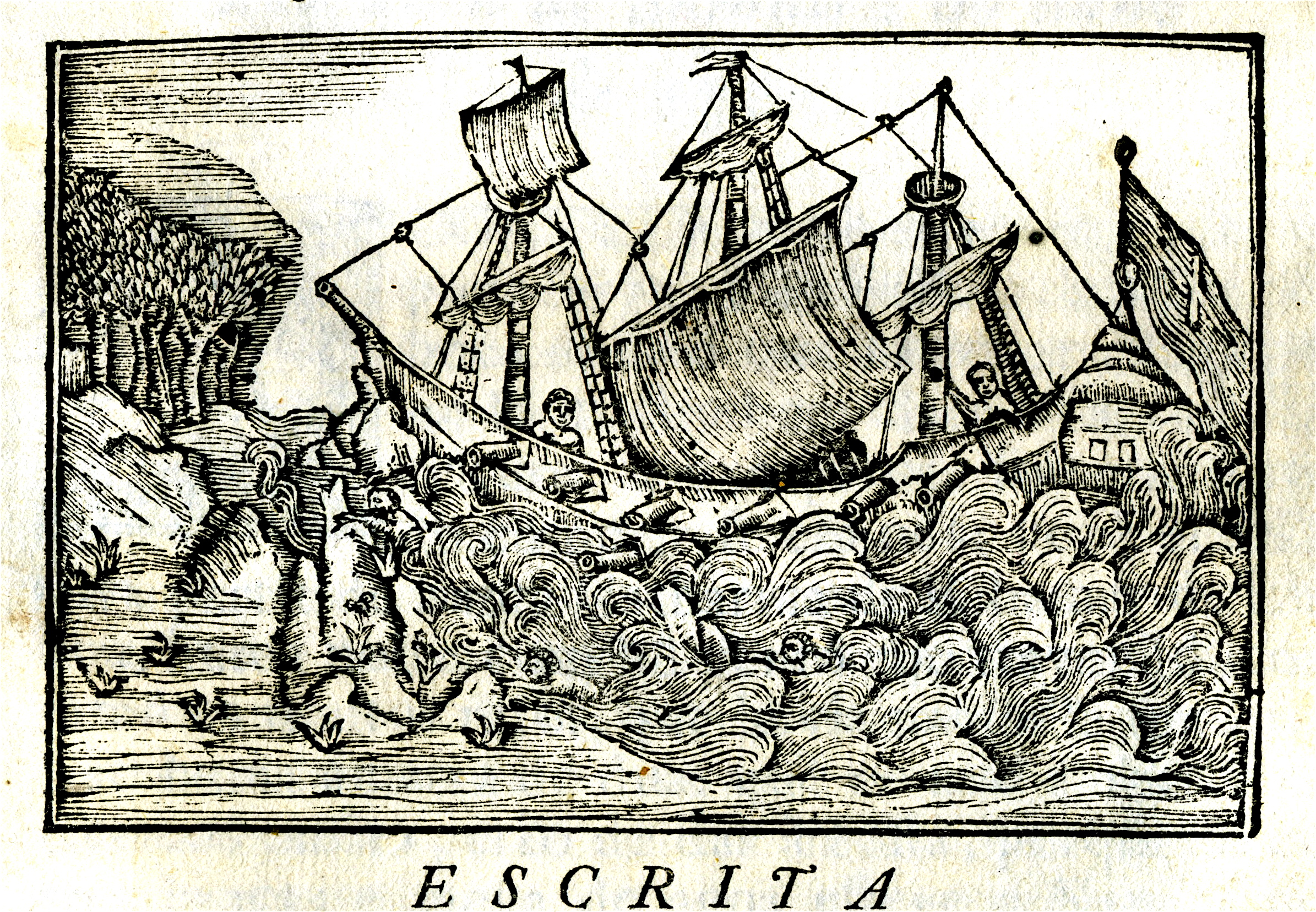
Relação da viagem, e Naufragio da nao S. Paulo, etc. in História trágico-marítima

Pode lêr-se na "História trágico-marítima" de Bernardo Gomes de Brito, a "Relaçaõ da Viagem, e Naufragio da nao S. Paulo que foy para a India no anno de 1560. De que era Capitaõ Ruy de Mello da Camera, mestre Joaõ Luis, e piloto António Dias. Escrita por Henrique Dias, criado do S.D. Antonio Prior do Crato."
- 1561 - Dom Francisco Coutinho Vice-Rei - 9 de Março ] "Armada de cinco naus. Capitão-mor o Conde do Redondo, D. Francisco Coutinho, que era o dos ditos galantes [ uma ode de Camões ] , e ia por Vice-Rei da Índia, e por capitães Gonçalo Correia, Manoel Jaques, Francisco Figueira de Azevedo, Pedro, ou Rodrigo Alvares Vogado."

O códice da BN acrescenta que Francisco Figueira de Azevedo "havia arribado o anno atrás, e foi Capitão-mor do mar D. Francisco Mascarenhas sobrinho do Vice-Rei todos voltarão ao Reino a salvamento e veio nesta armada D. Constantino [ de Bragança ] que havia sido Vice-Rei na nao Chagas que elle fez á sua custa.
Por morte do Conde Vice-Rei succedeo no governo João de Mendoça."
- 1562 16 de Março "Armada de seis naus. Capitão-mor D. Jorge Manuel, e os outros, Fernão Rodrigues Freire [ ou Fernão Martins Freire na nau Esperança, trazia a capitanía de Sofala ], Antonio Mendes de Crasto [ nau S. Vicente ], Fernão Coutinho de Azevedo [ nau Tigre ] , Luis Mendes de Vasconcelos [ nau Rainha ], D. Rodrigo de…  [ nau Cedro ] não está o apelido deste capitão nas memórias."

Couto acrescenta que D. Jorge Manuel ia na "náo S. Martinho que se perdeo na volta pera o Reyno";  o códice da BN não fala de D. Rodrigo mas de D. Pedro da Crasto; e o Livro de Lisuarte de Abreu diz deste D. Rodrigo "capitão do Cedro que foi ter a Cochim."
- 1563 - 16 de Março ] "Armada de quatro naus. Capitão-mor D. Jorge de Sousa [ nau Castello ] , e os outros Diogo Lopes de Lima [ nau Graça ], o Mesquita, Vasco Lourenço de Barbuda  [ nau S.Filippe ] que deu na costa em Goa com toda a carga, Vicente ou Vasco Fernandes Pimentel  nau Algaravia, que arribou ao Brasil."

O códice da BN diz de Diogo Lopes de Lima que a  "nao se soçobrou na barra de Goa estando meia carregada", que Vasco Fernandes arribou, não ao Brasil, mas ao reino [ assim como Couto, que le dá o nome de Vicente ] e acrescenta que "Vasco Lourenço depois de estar surto em Goa deo á costa com tormenta".
- 1564 - 19 de Março "Armada de quatro naus. Capitão-mor D. Antão de Noronha [ nau Santo Antonio ] que ia por Vice-Rei da Índia; e os outros Francisco Portocarreiro [ nau S. Vicente ], Antonio Mendes de Castro  [ ou Antonio Martins de Castro, na nau Raínha ], e Damião de Sousa  na nau Flor de La Mar."

O códice da BN diz que "Damião de Sousa arribou á volta a Moçambique, e Francisco Portocarreiro [ Couto chama-o "Porto Carneiro" ] arribou também a Moçambique, mas não se perdeo, e voltarão salvamento, e nestas naos veio João de Mendoça que havia succedido no Governo da India por morte do Conde de Redondo [ D. Francisco Coutinho ]."
- 1565 25 de Março "Armada de quatro naus. Capitão-mor Francisco de Sá, o dos óculos [ nau Chagas ], e os três Bartolomeu de Vasconcelos [ nau Tigre ] que na volta se perdeu em Moçambique, Martim Queimado de Vilalobos [ ou Vila-Lobos, na nau S. Rafael ], e Pêro Peixoto da Silva [ nau Esperança ]."

O códice da BN acrescenta que a nau de Pêro Peixoto da Silva, "e a do Capitão-mor voltando para este Reino invernarão em Moçambique, e o mesmo succedeo a Bartolomeu de Vasconcelos que ao entrar da barra se perdeo. As mais vierão a salvamento."
- 1566 - 16 de Março "Armada de quatro naus. Capitão-mor Luis, ou Rui Gomes da Cunha [ Copeiro-mor de ElRei, na nau Santa Clara ], e os três D. Diogo Lobo [ nau Raínha ] , André Bugalho [ nau Reis Magos ], e Francisco Ferreira [ na nau S. Francisco ]."
- 1567 18 de Março ] "Armada de quatro naus. Capitão-mor João Gomes da Silva [ que foi Veador da Fazenda do Reino, na nau Reis Magos ], e os três Pêro Leitão [ nau Belem ] , Lourenço da Veiga [ nau Annunciada ], e Vicente Trigueiros [ no Galeão  S. Rafael ] ."

O Códice da BN acrescenta que "Nestas náos veio por Bispo de Cochim Frei Henrique de Távora da ordem de S. Domingos e foi ordem para D. Jorge Temudo Bispo de Cochim ser segundo Arcebispo ... [sic] [ de Goa ] por renunciação do Arcebispo D. Gaspar. Todas as naos forão e vierão a salvamento."
- 1568 - 7 de Abril ] "Armada de cinco naus. Capitão-mor D. Luís de Ataíde, Senhor da Casa de Atouguia, e depois Conde, que ia por Vice-Rei [ na nau Chagas ] , e por seus Capitães Pero César [ "na Fé, morreo affogado na praia de Cochim" (Couto) ] , Antonio Sanches de Gamboa [ na nau "Santa Catharina, e passou este anno só ao Reyno, porque todas as mais invernáram em Moçambique ] , Damião de Sousa Falcão [ nau Remédios ], Manuel Jaques na nau Santa Clara."

O códice da BN acrescenta que "Na náo do Vice-Rei voltou o Vice-Rei D. Antão que invernou em Moçambique, e o mesmo succedeo á nao de Pero Cesar, e a de Damião de Sousa ficou na India por não poder fazer viagem. D. Antão morreo na viagem, as naos vierão a salvamento."
- 1569 25 de Março "Armada de quatro naus. Capitão-mor Filipe Carneiro de Alcaçova, e os outros Belchior Rebelo  Couto diz "Belchior de Sousa", Francisco Ferreira, e João de Barros [ Couto diz "João de Bairros" e não se trata, claro, do cronista, e continua dizendo que "todas estas tres náos chegaram a Goa a 3. de Setembro" ."

O códice diz que "Francisco Ferreira ficou na India, e veio o anno seguinte, e todos voltarão a salvamento."
Acrescenta que "A 18 de Abril partio Francisco Barreto que havia sido Governador da India com tres naos para a conquista de Monomotapa. Estas <tres> náos como desembarcou a gente em Moçambique passárão á India e lá ficarão." Trata-se da armada que Manuel de Faria e Sousa situa em terceiro lugar em 1570, n° 139, e que colocamos em seguida :
- 18 de Abril ] "Armada de tres naus. Capitão-mor Francisco Barreto que havia sido Governador da Índia, e agora ia por Governador e conquistador das minas do Monomotapa com tres naus, e das duas últimas eram capitães Vasco Fernandes Homem, e Lourenço de Carvalho [ chegam ao Monomotapa o ano seguinte, em 16 de Maio[8] ]. Em outra memória põe-se esta armada no ano de 1569." !
- 1570 9 de Março ] "Armada de quatro naus. Capitão-mor Jorge de Mendonça na nau Santa Catharina, e os outros D. João de Castelo-Branco na nau Annunciada, Lourenço de Carvalho no Galeão S. Luiz, e Nuno de Mendonça no Galeão S. Gabriel."

O códice da BN acrescenta que as "náos [ de Nuno de Mendonça, ou Mendoça ] ficarão na India."
- 13 de Outubro "Armada de um galeão. Partiu este ano ( não se diz em que tempo ) com só um galeão Manuel de Mesquita."

Códice da BN : "Manoel de Mesquita em hum Galeão que invernou em Moçambique, e chegou á India em Setembro do anno seguinte, e voltarão todas [ estas duas armadas ] ao Reino a salvamento."
- 1571 17 de Março ] "Armada de sete naus. Capitão-mor D. Antonio de Noronha, o Catarraz,  [ na nau Chagas ] que ia por Vice-Rei, e por Capitães seus Antonio Monis Barreto  [ na nau Bethlem ] , que ia por Governador de Malaca [ que não teve effeito por succeder no Governo da India (códice da BN) ], porque se dividiu agora o governo da Índia em tres, de que o terceiro era Francisco Barreto que partiu o ano passado para o Monomotapa ; Rui Dias Pereira  [ nau Santa Clara ] , Antonio de Valadares  [ nau Fé ] , Francisco de Figueiredo  [ na nau Santo Espirito ]  ; foram mais dois navios de que não se nomeiam os capitães."

Diogo do Couto acrescenta: "nesta Armada veio alçada á India, e de Moçambique pera cá trouxe o Viso-Rey mais duas náos; Manoel de Mesquita, capitão, no Galeão S. João, que tinha partido primeiro que o Viso-Rey em 13 de outubro, que vinha descubrir o Cabo da Boa Esperança, e huma Naveta, em que tinha vindo Vasco Fernandes Homem á conquista do Monomotapa com o Governador Francisco Barreto, o qual o Viso-Rey armou em Moçambique, e deo a Capitanía a D. Jorge de Menezes que depois foi Alferes Mór do Reyno."
- 1572 18 de Março ] "Armada de quatro naus. Capitão-mor Duarte de Melo [ na nau Reys Magos ] , que se perdeu [ "á torna viagem", segundo Couto ] , e os outros Gaspar Henriques [ nau Santa Clara ] , Álvaro Barreto [ nau Annunciada ] , Pêro Leitão de Gamboa [ nau S. Francisco ] , que se perdeu sem se saber aonde."
- Dezembro "Armada de uma nau. Partiu em Dezembro com um galeão só para Moçambique, Capitão-mor Bartolomeu de Vasconcelos da Cunha, outra memória põe-no o ano seguinte." [ cf 1573 ]
- 1573 9 de Abril ] "Armada de quatro naus. Capitão-mor D. Francisco de Sousa na nau Santo Espirito, e os tres Antonio Rebelo nau S. Gregorio, Constantino, ou Quintino de Vasconcelos nau Bethlem , Luis de Alter nau Santa Clara que arribando se foi perder no Brasil."

Couto diz que "destas náos a S. Gregorio se passou ao Reyno, todas as mais invernáram em Moçambique, e foi-se o Viso-Rey D. Antonio nesta armada na náo Capitânia"; e o códice da BN acrescenta o seguinte : "á volta invernarão em Moçambique, e Luis de Alter se perdeo no Brasil arribando para este Reino as mais vierão: nestas naos voltou para o Reino D. António de Noronha que havia sido Vice-Rei em dous annos, e ficou governando António Moniz Barreto.
E no derradeiro deste anno partio Bartolomeu de Vasconcelos por Capitam de hum navio que invernou em Moçambique."
- 1574 21 de Março "Armada de seis naus. Capitão-mor Ambrosio de Aguiar Coutinho na nau Chagas, e os outros D. Diogo Rolim, o de Lima na nau Fé, Manuel Pinto Leitão na nau Santa Barbara, Diogo Vaz Rodovalho na nau Annunciada, Pedro Alvares Correia na nau Santa Catharina, Bartolomeu de Valadares (Couto diz Bartolomeu de Vasconcelos, na nau S. Lourenço).

O códice da BN não cita este último Bartolomeu e acrescenta que "todas forão e vierão a salvamento."
Como podêmos constatar esta três relações de que nos servimos para estes três últimos anos, citam um Bartolomeu de Vasconcelos que parte só, em Dezembro de 1572, para Faria e Sousa, 1573 para o códice da BN, e 1574 (desta vez fazendo parte duma armada de seis naus) para Diogo do Couto. Couto parece confundi-lo com outro capitão, a quem Faria e Sousa chama Bartolomeu de Valadares, mas este não está compreendido na armada citada pelo códice, que só tem cinco naus… Será o mesmo homem ?
Fernando de Castro Brandão, quanto a ele, tal como o códice, também o dá partido em Dezembro de 1573, e diz que a armada de 74 era só de quatro naus… e acrescenta :
- 19 de Julho "Zarpa de Lisboa a esquadra aparelhada para reforçar as forças portuguesas no Norte de África, levando 1200 infantes e gentes a cavalo." 17 de Agosto "Embarque de D. Sebastião em Cascais para a primeira expedição a Marrocos. 23 de Outubro "Para o Congo sai de Lisboa nova armada, de Paulo Dias de Novais com um total de 700 homens. Irá já nomeado como conquistador e governador do Reino de Angola."
- 1575 14 de Março ] "Armada de quatro naus. Capitão-mor D. João de Castelo Branco [ na nau S. Pedro ], e os outros Antonio Rebello [ nau S. Gregorio ], Fernão Machado Boto [ na nau S. Sebastião ], Álvaro Pais de Castelo Branco [ nau S. João ]: este apelido não anda em mais de uma das memórias que eu vi; e nas outras só Álvaro Pais."

Códice da BN : "Forão e vierão a salvamento."
- 1576 7 de Março ] "Armada de cinco naus. Capitão-mor Rui Lourenço de Távora, que ia por Vice-Rei da Índia, e os outros Dom Jorge Baroche, Simão Vás Telo, Martim Pereira de Sá [ ou Martim Pereira d'Eça (códice) ], Francisco de Melo de Sampaio. [ Rui Lourenço de Távora ] morreu em Moçambique, e sucedeu-lhe na capitanía mor das naus Cristóvão de Bovadilha, e no governo da Índia D. Diogo de Meneses que lá estava, e o tomou da mão de António Moniz Barreto que o tinha."

Couto diz que "Ruy Lourenço de Távora na náo Chagas, faleceo antes de chegar a Moçambique"; que Simão Vás Telo ia na nau "Santo Espirito, Dom Jorge  Baroche na Fé, foi-se nella por Capitão Francisco de Melo Roncador [sic], Mem Pereira de Sá [sic] em S. Luiz, e tornou nella por Capitão D. Duarte de Sá o velho." Carlos Alexandre de Morais  dá-nos a informação que  "André Furtado de Mendonça parte para a Índia a cargo de Rui Lourenço de Távora" e o códice da BN acrescenta "e outra náo em que hia o Embaixador do Idalcão."
Este último códice (tal como Fernando de Castro Brandão) situa outra armada neste ano : "Em 2 de Março do mesmo anno partio Mathias de Albuquerque para Malaca, e Balthasar Peçanha que se perdeo entrando pela barra de Moçambique, e a nao de Mathias de Albuquerque ficou na India, as mais naos voltarão a este Reino a salvamento." (vêr ano seguinte)
- 1577 7 de Março - "Armada de quatro naus. Capitão-mor Pantaleão de Sá [ na nau Boa Viagem ] , e os tres Manuel de Medeiros [ nau S. Pedro ] que se perdeu nos baixos de Chagos [ Pedros Banhos, "e fizeram uma Naveta, em que todos foram a Cochim (Couto) ], Lourenço Soares de melo [ na nau Annunciada ], Miguel de Arruda ou de Arnide [ a nau S. João ] ."

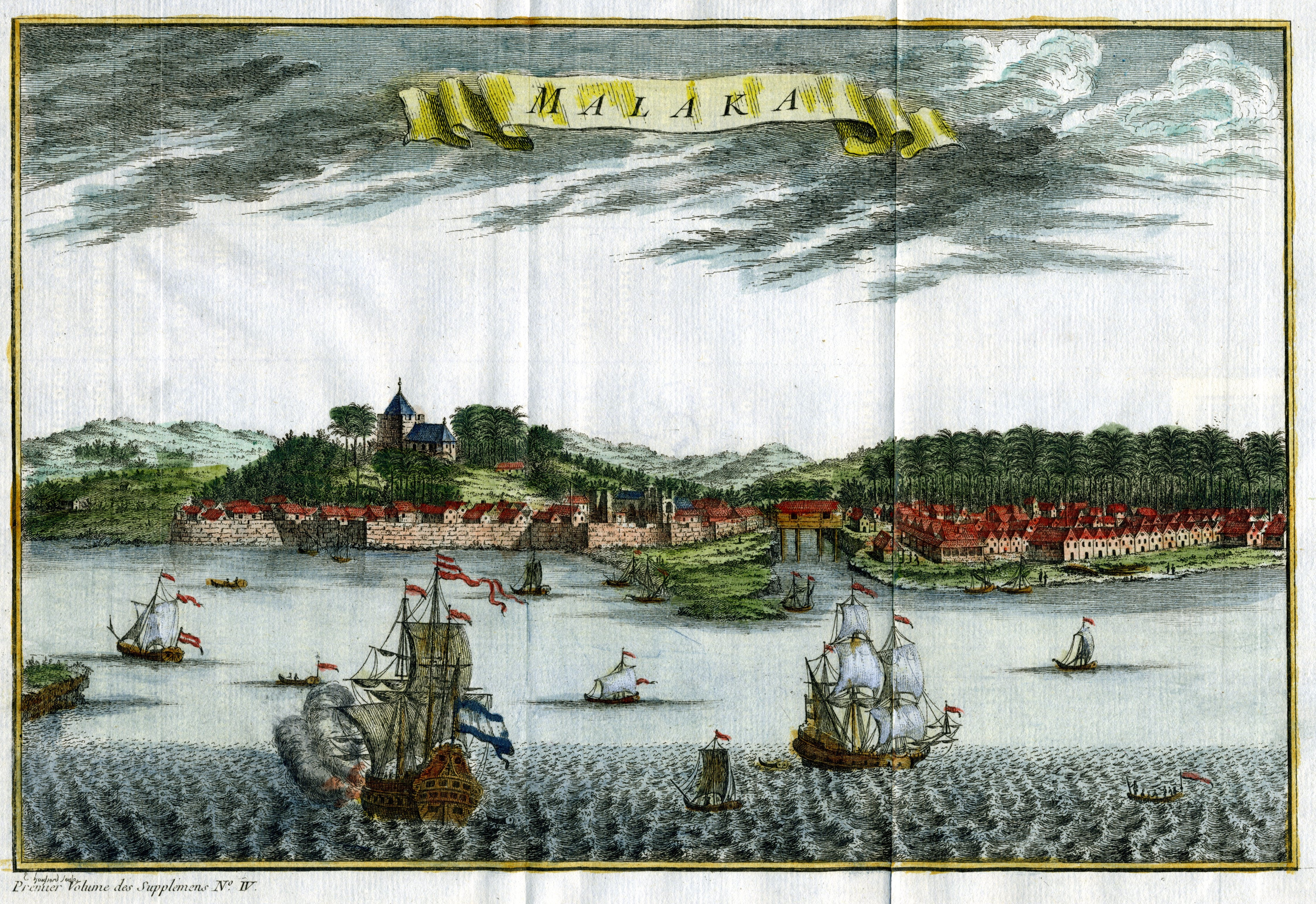
Malaca, in Histoire générale des voyages, 1750

O Códice da BN diz que foi à vinda que a nau de  Manuel de Medeiros se perdeu, e acrescenta: "e se salvou toda a gente, as mais vierão a este Reino a salvamento e nesta armada veio António Moniz Barreto, que havia sido Governador da India, e ficou governando D. Diogo de Menezes." Couto situa esta armada em 1578.
- 2 de Março (segundo o códice - vêr ano de 1576) ; 7 de Março (segundo Couto) - "Armada de duas naus. Capitão-mor Matias de Albuquerque [ na nau Santa Catharina ] que ia por capitão-mor de Malaca; e o outro Baltasar Pessanha [ nau S. Jorge ] que se perdeu ao entrar a Moçambique. Esta armada em outra memória está no ano antecedente (vêr ano 1576, segundo o códice)."

Carlos Alexandre de Morais, diz-nos que Matias de Albuquerque ao chegar a Malaca (em 1577) derrota o sultão de Achém em batalha naval, e ""lhe causa 1600 baixas".
- 16 de Outubro (códice da BN) ou Novembro "Armada de tres naus. Capitão-mor o Conde de Atouguia D.Luís de Ataíde [ na nau Santo Antonio ], que ia segunda vez por Vice-Rei da Índia, e os dois Nuno Velho Pereira [ nau Trindade ] , e  João Álvares Soares, que foi numa caravela,e que havia sido escrivão na Feitoria de Diu, e depois o foi da fazenda em Portugal. Partiu esta armada em Novembro, porque El-Rei D. Sebastião  que estáva em vésperas de se ir perder em África não podendo sofrer os concelhos prudentes de Dom Luís de Ataíde para liberar-se dele lhe deu este cargo, e o enviou em tal tempo. Ele pediu a El-Rei que lhe desse Nuno Velho e João Álvares para leva-los consigo pela satisfação que tinha deles."

O códice acrescenta que "invernou em Moçambique e chegou á India em 20 de Agosto [ Carlos Alexandre de Morais dá a data de 31 de Agosto) do anno seguinte, e lá ficarão todas. Achou no governo D. Diogo de Menezes."
Couto situa esta armada em 1579 e acrescenta que Nuno Velho vinha "despachado com a Capitanía de Sofala."
- 157824 de Março - "Armada de tres naus. Capitão-mor Jorge da Silva [ na nau S. Luiz ], e os dois Mendo da Mota [ nau S. Gregorio ], e Estevão Cavaleiro [ nau Caranja ]. Esta foi a última armada que despachou El-Rei D. Sebastião que por Agosto deste ano se perdeu em África. E é de ponderar que em todos os 21 anos do seu Reinado não saíu de Lisboa uma armada grande para a Índia, e as mais delas foram de só quatro naves. Alfin fue gobierno de Rey quando sucede niño [sic], e de Rei que quando teve já idade para entender-se, só entendeu no modo de se perder, governado de homens vaníssimos."

Couto situa esta armada em 1579, como a anterior, e também como a seguinte
- 2 de Outubro - "Armada de duas naus.partiram em Outubro com duas Caravelas, D. Estevão de Meneses Baroche, que ia para Goa, e João de Melo [ ou João de Melo de Sampaio ] que ia para Malaca, ambos para dar na Ásia a nova da perda d'El Rei D. Sebastião."

O códice  acrescenta  que "as náos voltarão todas a este Reino a salvamento, e nesta Armada veio D. Diogo de Menezes, que havia sido Governador da India."
- 1579 - 24 de Março "Armada de cinco naus. Capitão-mor João de Saldanha [ na nau Chagas ], e os quatro Rodrigo, ou Diogo Rodrigues de Carvalho [ nau Boa Viagem ], Diogo ou Rodrigo de Meireles de Mesquita [ nau "Annunciada, foi tomar Ceilão" (Couto) ], Pêro de Paiva [ na nau S. Lourenço ], Estevão Alvo ou de Alpoim [ na nau "S. João, foi a Cochim" (Couto) ]. Esta armada enviou o Cardeal D. Henrique já Rei sucessor del-Rei Dom Sebastião; e é coisa notável que no meio das misérias em que se encontava o Reino puderam enviar cinco naves."

Couto situa esta armada em 1580. O códice da BN diz que a nau de Rodrigo de Meirelles de Mesquita "ficou na India. As mais naos vierão a este Reino a salvamento."
- 1580 - 3 de Abril "Armada de quatro naus. Capitão-mor Manuel de Melo da Cunhana nau S. Francisco, e os tres Manuel, ou Gonçalo Coelhona nau S. Luiz , João de Betancor de Vasconcelos, D. Simão de Menesesna nau Salvador , Lourenço, ou Manuel Soares de Melo, que arribou ; aqui sobra um capitão, se as naus não foram mais de quatro. Esta armada despacharam os chamados Governadores de Portugal por falecimento do Cardeal Rei D. Henrique. Veio da Índia D. Diogo de Meneses que a governava, e a tinha entregado ao Conde D. Luís de Ataíde que a governou dois anos e sete meses, e morrendo em Goa lhe sucedeu Fernão Teles que a governou seis meses. E estas foram as últimas naves, e os últimos Governadores que viu a Índia enviados de Portugal. E com o retrato de Fernão Teles último Governador acabou-se de ocupar toda a sala do Palácio de Goa em que se iam pondo os retratos dos Governadores. Para os que foram nomeados em Castela fez-se outra sala; para que tudo fosse novidade com uma tão grande alteração de coisas."

Couto que situa esta armada em 1581, não cita João de Betancor de Vasconcelos, nem Manuel Soares de Melo, mas João Debita Corte-Real na nau S. Gregorio, que "foi a Cochim", e diz que D. Simão de Meneses "arribou ao Reyno."
O códice não cita D. Simão de Meneses e acrescenta que a armada "entrou em Lisboa com todas as 3 naos estando nella D. Filippe o 1º deste nome."
- 1581 Dom Francisco de Mascarenhas Vice-Rei 4 de Abril "Armada de cinco naus.Capitão-mor D. Francisco Mascarenhas Conde de Santa Cruz; este título e outras grandes mercês recebeu delRei D. Filipe, que assim o quiz obrigar para que fizesse na Índia que todos os portugueses o reconhessessem Rei, e singularemente o solicitasse com D. Luís de Ataíde para quem levava a mercê do título de Marquês de Santarém; mas como ele tinha já falecido não foi mister nada disto, porque logo aclamaram todos a Filipe. Os capitães que levava o Conde eram Diogo Pessanha na sua própria nau, Manuel de Miranda que na volta se perdeu sem se saber aonde, João de Menelao, Pêro Lopes de Sousa, e Leonel de Lima. E esta foi a primeira armada que despachou El-Rei Dom Filipe I de Portugal, e de Castela II."

O códice da BN diz de D. Francisco de Mascarenhas "Vice-Rei e Capitão-mor". Não cita Diogo Pessanha,  e acrescenta: "E para Malaca hum Galeão de que era Capitão Leonel de Lima, que voltando para este Reino invernou em Moçambique, e não pode fazer viagem.
A nao de Manoel de Miranda desapareceo á volta e elle ficou na India. Nestas naos veio o Governador Fernão Telles que succedeo ao Conde de Atouguia."
- 1582 - 4 de Abril "Armada de cinco naus. Capitão-mor Antonio de Melo de Castro que arribou; e os outros Diogo Taveira, Luís Caldeirão que se perdeu no rio de Quelimane salvando-se a gente, Gonçalo Rodrigues Caldeira, João da Fonseca para Malaca que arribou."

O códice diz que Antonio de Mello de Castro, Capitão-mor comprou a viagem a Pêro Peixoto da Silva,  que Diogo Taveira "invernou em Moçambique, e dahi voltou com a carga de Leonel de Lima"; que a gente da nau de Luís Caldeirão que se tinha perdido no Rio de Quilimane antes de chegar a Moçambique "se salvou em jangadas".  E que "só a nao de Gonçalo Rodrigues Caldeira chegou a Goa a salvamento, e voltou a este Reino o anno seguinte, em sua companhia veio D. Miguel da Gama na sua náo Nossa Senhora das Reliquias por Capitão-mor com todos os poderes e ordenados que tem os que vão deste Reino que lhos deo o Conde de Santa Cruz, que então era Vice-Rei pela falta que havia de naos, e S. Magestade confirmou o que fez o Vice-Rei a D. Miguel da Gama pela meia viagem. (vêr também ano seguinte)
- 1583 - Antonio de Melo de Castro com Frei João Vicente da Fonseca e Jan Huygen van Linschoten.
- 8 de Abril "Armada de cinco naus. Capitão-mor Antonio de Melo de Castrona nau S. Filippe, que havia arribado essoutro ano, e os outros Estevão Alvo ou Álvaresna nau Salvador, Fernão da Veiganau Sant-Iago, João Trigueirosna nau S. Francisco, Baltasar Marcosnau S. Lourenço, "que vinha para servir nella, Ruy Gonçalves da Camera,  Manuel de Medeirosno galião Sant-Iago. Ia aqui na nau Salvador de Estevão Álvares ou Alvo o Arcebispo de Goa Frei VicenteNo seu navio ia também Jan Huygen van Linschoten,mercador e explorador neerlandês, que o acompanhava na qualidade de guarda-livros, integrado desse modo na comitiva do prelado. Veio da Índia na nau Reliquias, sua própria, D. Miguel da Gama.

O códice da BN diz de Manuel de Medeiros: "que neste mesmo anno partio para Malaca"; e acrescenta o seguinte: "Vindo para este Reino Estevão Alvo lhe deo hum temporal que lhe levou a varanda e a elle e a hum sobrinho que nunca mais apparecerão, e todas as náos vierão a salvamento a este Reino."
- 1584 - 10 de Abril "Armada de seis naus. Capitão-mor D. Duarte de Meneses,Senhor da Casa de Tarouca que ia por Vice-Rei, e por Capitão-mor  em sua nau Gonçalo, ou Antonio Ribeiro Pinto, e os outros João Pais Freire, Lourenço Soares de Melo que na volta se perdeu sem saber-se aonde, Gonçalo, ou Gomes Henriques, Matias Leite, Afonso Pinheiro Teles; veio em estas naves o Vice-Rei D. Francisco Mascarenhas Conde de Santa Cruz."

O códice da BN não fala nem de Gonçalo, nem de Antonio Ribeiro Pinto, diz João Paes Leite em vez de João Pais Freire ; acrescenta que "Affonso Pinheiro Telles" ia num Galeão para Malaca; e "[ que a nau de Mathias Leite invernou em Moçambique, e veio a salvamento e as mais".

## 1585

### 1585
| Navio    | Tonelagem | Canhões | Homens | Capitão                    |
| -------- | --------- | ------- | ------ | -------------------------- |
| Santiago |           |         |        | Fernão de Mendonça Furtado |
| L        | 850       | 46      | 253    | Ch                         |
| Ch       | 450       | 20      | 134    | Fr                         |
| A        | 270       | 16      | 110    | R                          |
| Total    | 2870      | 142     | 1109   |                            |
| C: a     |           |         |        |                            |

- 1585 - 13 de Abril "Armada de cinco naus. Capitão-mor Fernão de Mendonça Furtado na nau Santiago que se perdeu nos baixos da Júdia, salvando-se pouca gente que foi sair a Sofala; e os outros Diogo Teixeira da Cunha, Miguel de Abreu que arribou, André Moreira, Fernão Cota Falcão, João Gago de Andrade que arribou."

Faz parte da "História trágico-marítima" de Bernardo Gomes de Brito, o naufrágio da nau Santiago, escrita por Manoel Godinho Cardoso.
O códice da BN cita Diogo Taveira em vez de Diogo Teixeira da Cunha, diz que João Gago de Andrade ia num Galeão para Malaca, e que ele como André Moreira "arribarão a este Reino desaparelhados, e André Moreira tornou a fazer viagem". Acrescenta que a nau "de Fernão Cota vindo por Capitão della Reimão Falcão arribou a Moçambique donde invernou, e ficou por não poder fazer viagem, e voltarão ao Reino a salvamento Diogo Taveira, e André Moreira."

## 1586

### 12 de abril
Predefinição:Citação1
"Armada de seis naus. Capitão-mor D. Jerónimo Coutinho, e os outros Antonio Gomes de Gois, Miguel de Abreu, Francisco Cavaleiro, cuja nau sobrecarregada se perdeu na barra de Cochim estando partida. João Trigueirosna nau S. Filipe, que na volta na altúra das Ilhas Açores foi tomado pelo Corsário Draque; João Andradeque o anno atras tinha arribado (códice), que encalhou na Ilha de São Tomé."
O códice da BN diz que "João Trigueiros tomou em Moçambique a carga de Reimão Falcão, e voltou para este Reino e vindo na altura das Ilhas o tomou Francisco Draguez Cossario Inglez." Que "Miguel de Abreo voltou para este Reino e arribou a Ormuz, e por não poder fazer viagem veio a carga della na nao Rosario.  Que a de Antonio Gomes de Goes se desfez na India por não poder fazer viagem."
Acrescenta que "João Gago de Andrade invernou em Moçambique e dahi veio a Angola a concertar-se por vir desaparelhada, e partindo dahi se veio perder na Ilha de São Thome, salvou-se a gente e parte da fazenda. O Capitão-mor e huma náo que se fez na India vierão a salvamento a este Reino.Carlos Alexandre de Morais indica que João Gago de Andrade comandava um galeão "com correio oficial para o vice-rei, que é atacado no Atlântico por 2 navios ingleses, que, após duro combate, são obrigados a retirar."
"Nestas naos vinha para o Reino o Arcebispo de Goa Fr. Vicente da Fonseca, que morreoem 1587 diante do Sul da África antes de chegar a Portugal.
"Neste anno veio da India D. Fernando de Castro que havia sido Capitão de Chaul, em huma nao sua que se chama Nossa Senhora de Guadalupe."
Também voltou nesse ano para o reino Jan Huygen van Linschoten.
- 1587 - 26 de Março "Armada de seis naus. Capitão-mor Francisco de Melo Francisco de Melo Canaveado, irmão do Monteiro-mor do Reino , e os outros Antonio de Barros de Sampaio, Gaspar de Araújo, Heitor Velho Barreto, Alvaro de Pavia que arribou, Francisco de Brito Lobatoem hum Galeão para Malaca (códice) , que na volta se perdeu na Ilha Terceira, salvando-se a gente e a fazenda."

O códice da BN acrescenta : "Neste anno veio da India D. Pedro de Castro na nao S. João de que era Capitão e 1º que havia sido Capitão de Sofala."
Carlos Alexandre de Morais cita como tripulante "o soldado Salvador Ribeiro de Sousa, natural de Ronfe, concelho de Guimarães, que virá a ser rei do Pegu, no Golfo de Bengala", como vem descrito no Breve discurso em que se contem a conquista do Reyno de Pegu na Índia Oriental, pelos portuguezes em tempo do Viso-Rey Ayres de Saldanha; sendo capitam Salvador Ribeiro de Souza, chamado Massinga, natural de Guimaraens, a quem os naturaes de Pegu elegerão por seu Rei no anno de 1601.
- 1588 1 de Abril "Armada de cinco naus.Capitão-mor João de Tovar Caminhaou Thoar , e os outros Estevão da Veiga na nau S. Thomé que se perdeu no Cabo de Boa Esperança, salvando-se a gente ; D. Francisco de Viveiros, Pêro Correia, e Antonio de Sousa."

O códice diz que a "nao de Estevão da Veiga vindo da India se perdeo abaixo do Cabo das Correntes [sic], salvou-se muita gente e morreo D. Paulo de Lima, e Bernardim de Carvalho, as mais naos vierão a salvamento a este Reino e hua feita na India que o Governador Manoel de Sousa comprou para El Rei."
Acrescenta: "Nestas naos forão Breves do Papa a Frei Matheus da Ordem de Christo Bispo de Cochim para ser Arcebispo de Goa, e a Fr. André de S. Maria da Ordem de S. Francisco para ser Bispo de Cochim.
"Neste anno mandou El Rei ao Vice-Rei da India que não fizesse merce da sua fazenda aos Capitães mores nem menores das naos da India."
A propósito do naufrágio que houve nesta armada, Diogo do Couto escreve em 1611, uma relação com o título seguinte : "Relação do Naufragio da nao S. Thomè Na Terra dos Fumos, no anno de 1589. E dos grandes trabalhos que passou D. Paulo de Lima Nas terras da Cafraria athé sua morte. A rogo da Senhora D. Anna de Lima irmã do dito D. Paulo de Lima no Anno de 1611". in "História trágico-marítima" de Bernardo Gomes de Brito, Lisboa 1736.

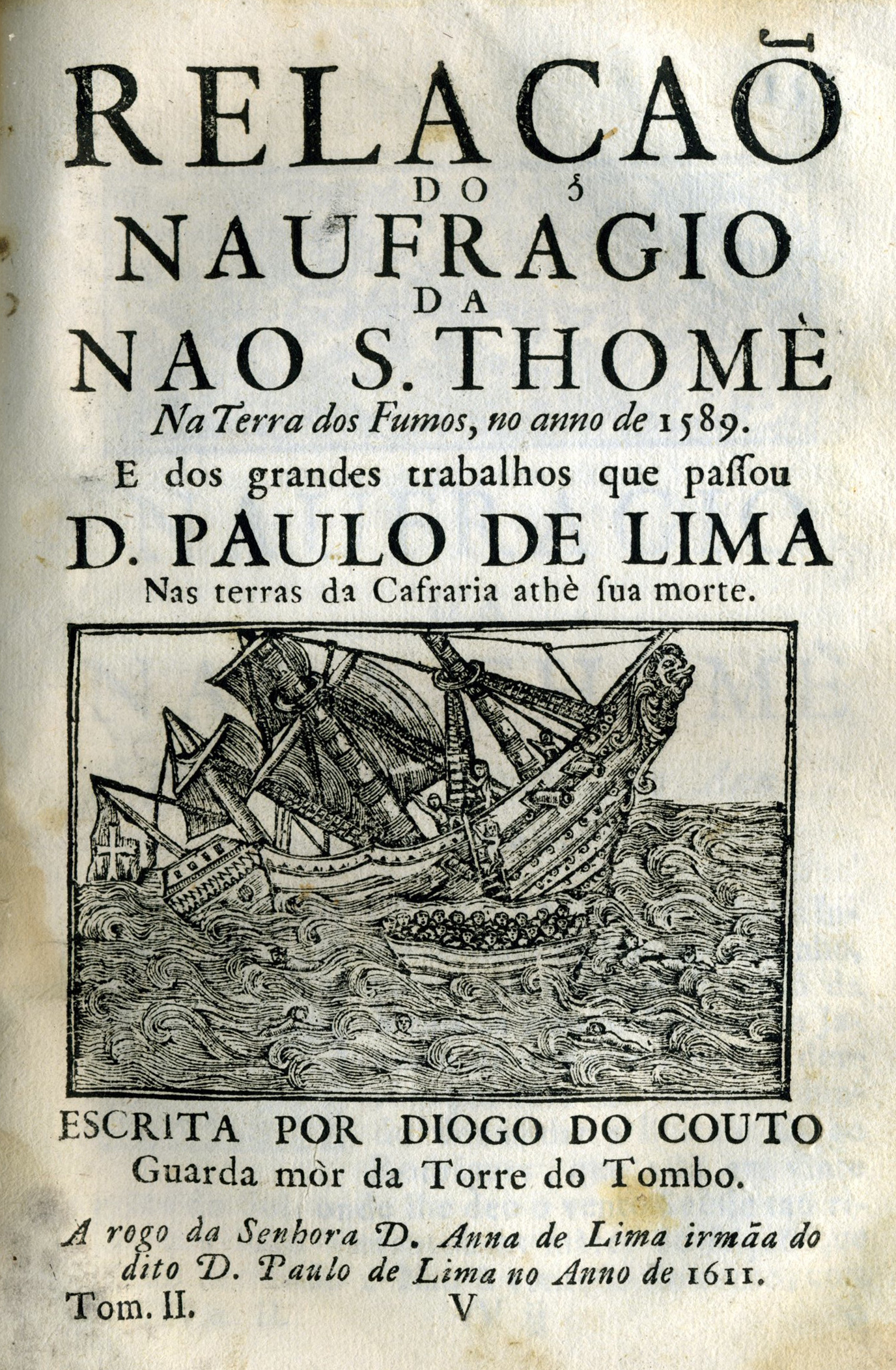
Diogo do Couto, "Naufragio da nau S. Thomé", in História trágico-maritima, de Bernardo Gomes de Brito, 1735-1736

- 1589 4 de Abril "Armada de cinco naus. Capitão-mor Bernardim Ribeiro Pacheco, e os outros D. João da Cunha, na nau S. Antonio que se perdeu sem se saber aonde, Christóvão Correia da Silva, Christóvão Falcão de Sousa, e Sebastião de Macedo de Carvalho."

O códice da BN diz que "o Capitão-mor vindo para este Reino errou S. Helena e veio fazer agoada ao Brasil.
"A nao do Capitão-mor á vinda para este Reino pelejou sete dias com 4 naos; e todas vierão a salvamento."
- 1590 8 de maio "Armada de cinco naus. Capitão-mor Matias de Albuquerque que ia por Vice-Rei, e os outros João Pêro Gonçalves, Álvaro de Paiva, João Lopes de Azevedo, Lopo de Pina. Partiram em maio e aínda que fosse já muito fora do tempo, o Matias disse que apesar de todos os elementos havia de passar e assim foi, mas também foi muitíssimo a pesar nele, porque com muitos trabalhos chegou só à Índia, porque os quatro arribaram. Nesta nau de Matias que era chamada Bom Jesus se embarcou para o reino Manuel de Sousa Coutinho que governou a Índia três anos, e vindo riquíssimo com sua mulher e sua gente se perdeu nos baixos do Garajao sem se salvar nem uma pessoa."

O códice diz ele que "o Vice-Rei passando o Cabo e cometendo a viagem por fora parecendo ao piloto que se via sinaes das Ilhas de Mamale mas por lhe levantarem levantes se foi na volta de Mascate, e por não poder entrar no Estreito arribou a Sacotora, e por lhe cassarem as amarras estando surto foi invernar a Moçambique donde chegou o 1º de Janeiro de 91 e dahi partio para a India em navios de remo donde chegou em 15 de Maio, e a sua nao foi em Setembro com as da viagem, e voltando nella para este Reino o Governador Manoel de Sousa desapareceo."
- 25 de outubro e 19 de dezembro "Armada de três naus. Partiram para a Índia em Outubro e em Dezembro Diogo Pereira Tibão na naveta Espirito Santo que tomaram ingleses à vista de Lisboa; Em 19 de Dezembro Rui Gomes de Grã,Capitão-mor em hum Galeão (códice) , Diogo de Sousa ou Gaspar Fagundesem huma Caravella (códice); se não é que foram dois ; ou estando nomeado um foi o outro."

Acrescenta o códice: "A naveta de Diogo Pereira tomarão os Inglezes ao 3º dia que partio de Lisboa. O Galeão desapareceo. A caravela foi invernar a Moçambique, e em Setembro do anno seguinte foi á India."
- 1591 - 4 de abril "Armada de seis naus.Capitão-mor Fernão de Mendoça na nau Madre de Deus, que na volta tomaram ingleses nas IlhasAçores ; e os outros João Trigueiros, Simão Vás Telo, o Castelo,  na S. Bernardo, que de volta se perdeu sem se saber aonde. Antonio Teixeira de Macedo na Santa Cruz, que na volta se queimou na Ilha do Corvo, para que não a tomassem os ingleses, Julião de Faria Cerveira ( que ficou na Índia, e veio na sua nau o Conde da Feira no ano de 1593 ) e D. Francisco MascarenhasNum galeão para Malaca; uma só memória nomeia seis naus e capitanas; nas outras não mais de quatro naus.

O códice da BN diz "A náo capitania vindo demandar a Ilha do Corvo foi tomada da armada Ingleza, e lançarão a gente em terra. A nao de Antonio Teixeira vindo demandar as Flores e achando ahi a mesma armada por verem que não se podião defender surgirão junto da terra donde se salvou a gente e poserão fogo a náo."
- 1592 - 7 de abril "Armada de quatro naus. Capitão-mor segunda vez Francisco de Melo, e os outros Sebastião Gonçalves de Arvelos, Brás Correia na Nazaré que arribou em Moçambique onde ficou por não poder navegar; Antonio, ou Rodrigues de Tavora, ou Pires de Távora,  o Vianes, Luís de Souto ou Sousa: este e Álvaro arribaram. A capitana que era Santo Alberto se perdeu de volta no Cabo de Boa Esperança não somente com sua gente senão com a da nau Chagasformosa nau que o Vice-Rei Matias de Albuquerque tinha mandado fazer em Goa, a qual deu ao  capitão Francisco de Melo Canaveado, pera nella fazer viagem [13]] que trazia por haverla queimado Ingleses na paragem das Ilhasdo Fayal, onde morreu afogado o capitão em 22 de Junho de 1593[14] ou 23 de Junho de 1594[10]]  : e de tantas pessoas somente nove escaparam." Tinha partido de Cochim no 1° de Janeiro , e seu novo capitão era Julião de Faria Cerveira, piloto Rodrigo Migueis, e mestre João Martins. Capitão-mor Nuno Velho Pereira ou Francisco de Melo Canaveado.

Faz parte da "História trágico-marítima" de Bernardo Gomes de Brito, a "Relação do naufragio da nao S. Alberto, no Penedo das Fontes no anno de 1593. E itinerario da gente, que delle se salvou, athé chegarem a Moçambique." Escrita por João Baptista Lavanha em 1597.
O Códice da BN diz que "Sebastião Gonçalves de Arvellos arribou ao Reino. (…). A nao do Capitão-morFrancisco de Melo Canaveado por se elle passar na India á nao Chagas, vinha nella por Capitão Julião de Faria, e por fazer muita agoa varou na Aguada de São Braz, e quase toda a gente se salvou, e forão dahi por terra ao Cabo das Correntes e dahi a Moçambique.
"A náo de Antonio Rodrigues de Tavora foi por fora a Cochim, e vindo da Ilha tendo visto as Ilhas arribou a Vigo e veio a esta cidade de Lisboa a 27 de Fevereiro de 94. O Capitão-mor vinha na nao Chagas feita na India e por lhe quebrar o mastro do traquete com tormenta junto ao Cabo de Boa Esperança arribou a Moçambique donde invernou, e partindo dahia veio tomar Angola, e à vista do Fayal em vespera de S. João pelejárão com ella tres navios Inglezes, que lhe pegarão fogo com que se queimou toda sem della se salvarem mais de treze homens, trazendo a maior parte da gente das naos Santo Alberto e Nazareth.
Na História trágico-marítima de Bernardo Gomes de Brito, vem o "Tratado das batalhas, e sucessos (…) da Nao Chagas com os Inglezes entre as Ilhas do Açores, etc." Escrito por Melchior Estácio do Amaral.
Comprou a viagem a D. Manoel Pereira de Murça [sic]."
- 1593 - 7 de Abril "Armada de cinco naus. Capitão-mor D. Luís Coutinho, e os outros Antonio Teixeira de Macedo, que se perdeu de volta sem se salvar coisa alguma nem a gente, João Lopes de Azevedo, Lopo de Pina de Azevedo que se perdeu sem se saber aonde, Pêro Gonçalves. A Capitana que era a S. Filipe na volta se perdeu no Brasil, e havendo-se salvado a fazenda em terra a levaram os ingleses."

O códice da BN diz que a nau de Pêro Gonçalves  "por não tomar as Ilhas de Santa Helena e Ascensão foi ao Brasil, e estando surta em Pernambuco lhe deo hum temporal com que se perdeo e deo á costa, salvou-se a mor parte da fazenda. A nao de Antonio Teixeira de Macedo arribou a Moçambique e por não estar para fazer viagem para a India em Setembro de 94 e no golfão se foi perder indo-se ao fundo, e a gente se salvou na nao São Paulo, de que era Capitão Sebastião Gonçalves de Arvelos. A nao São Francisco ficou na India e veio no anno de 95. A nao de Lopo de Pina invernou em Sacotorá e foi em Maio á India, e vindo para este Reino no anno de 95 desapareceo. Desta armada só a nao do Capitão-mor veio a este Reino a salvamento neste anno, e a de que foi por Capitão Julião de Faria no anno de 91 que por ficar elle na India veio por Capitão della D. João Pereira que depois foi Conde da Feira, e das Ilhas para a terra pelejou muitos dias com cinco navios Ingleses, e veio a salvamento.
"Comprou a viagem a D. Christovão de Noronha, o Codorno."
- 1594 - 30 de Março "Armada de dez [sic] naus. Capitão-mor Aires de Miranda Henriques ; e os outros Sebastião Gonçalves de Arvelos que se perdeu na volta, Luís de Souto, ou Sousa. Este ano se fez na Índia a nau Madre de Deus, vinha nela por Capitão Antonio Teixeira de Macedo que a um mez da viagem se perdeu no deserto."

O Códice da BN acrescenta que o Capitão Antonio Teixeira de Macedo "do dia que partio de Goa a hum mez varou no deserto por não ter vigia, salvou-se pouca gente e nenhua fazenda, a do Capitão-mor e a de Luiz de Souto vierão a salvamento."
- 1595 - 12 de Abril "Armada de cinco naus. Capitão-mor segunda vez João de Saldanha que na volta se perdeu sem se saber aonde ; e os outros capitães eram  João Rodrigues Carreiro que de volta arribando a Moçambique se perdeu,  João Pais ou Vás, Antonio Carvalho, e Gaspar Lobo. Em esta armada foi a suceder a Dom Frei Matheuspor ser morto na Arquidiocese de Goa, Dom Frei Aleixo de Jesus [sic] Aleixo de Menezes Agostino, o que se não tivesse voltada a Espanha estáva hoje ao número dos Santos."

O Códice da BN acrescenta que "João Paes Freire veio a salvamento. Antonio Carvalho indo do Reino invernou em Moçambique. Gaspar Palha passou á India, e voltando para este reino invernou em Moçambique donde se descarregou a nao por não poder fazer viagem e tornou a carga a Goa. Antonio Carvalho voltou ao Reino a salvamento no anno de 97."
- 1596 - 10 de Abril "Armada de cinco naus. Capitão-mor o Conde da Vidigueira Dom Francisco da Gama que ia por  Vice-Rei, e os outros João Gomes da Silva que na volta havia de sêr capitão-mor, Luís da Silva, Gonçalo Tavares de Távora, Vasco da Fonseca Borges ou Coutinho, que arribando ao Brasil, e volvendo ao Reino por fugir dos Ingleses encalhou na Ilha de São Miguel. A Capitana era a Nossa Senhora de Guadalupe, que estando de partida para o Reino em Cochim se queimou: havia de vir nela Matias de Albuquerque15° Vice-Rei , e el e todos quantos ali tinham sua fazenda não salvaram coisa alguma."

Faz parte da "História trágico-marítima" de Bernardo Gomes de Brito, a "Relação da  viagem E successo que teve a nao S. Francisco Em que hia por capitão Vasco da Fonseca, (…)" escrita pelo Padre Gaspar Affonso "Hum dos oito da Companhia, que nella hião. "
O códice da BN diz que a "nao do Vice-Rei chegou a Moçambique em 7 de Setembro e por lhe afirmarem os Pilotos que ainda tinha a monção em 25 de Setembro chegou a 10 graus e meio da banda do Norte, 50 legoas da barra de Goa, mas a corrente da agoa o levou a Sacotorá donde arribou a Mombaça e ahi surgio a 4 de Dezembro e dahia partio para a India em fustas de remo, e chegou a Goa a 22 de Maio: e na mesma monção foi a sua nao invernar a Bombaim e estando carregada em Cochim para vir nella Mathias de Albuquerque se lhe pegou o fogo dia de Reis de 98 e ardeo toda sem se salvar cousa alguma, pelo que veio na nao São Martinho da Armada de D. Affonso de Noronha de que era o Capitão Christovão de Siqueira de Alvarenga: A náo de Vasco da Fonseca arribou ao Brasil com o leme quebrado donde carregou de assúcares, e vindo para este reino lhe deo hum contraste com que arribou a Porto Rico, e por chegar desbaratada descarregou o que levava e tornando a fazer sua viagem achou hua armada Ingleza na Ilha de São Miguel que a obrigou a varar em terra donde se perdeo em Novembro de 98, as outras tres forão e vierão a salvamento.
- 1597 - 25 de Abril "Armada de tres naus. Capitão-mor Dom Afonso de Noronha, e os outros Jorge da Silveira ou de Oliveira Castelo Branco, Cristóvão de Siqueira de Alvarenga, ou Albuquerque, em cuja nau veio Matias de Albuquerque 15° Vice-Rei cuja nau se havia queimado em Cochim."

O Códice da BN acrescenta : "os quaes forão e vierão a salvamento.
"Comprou a viagem a Fernão de Mendoça que se perdeo duas vezes nos annos de 85 e 91."
- 1598 - 4 de Abril "Armada de cinco naus. Capitão-mor Dom D. Jerónimo Coutinho 2ª vez, vêr 1586 , e os outros João Pais Freire, Sebastião da Costa, Diogo de Sousa, e Cosme de Lafetá. Não partiu esta armada porque a estorvou à saída de Lisboa uma armada inglesa que se poz na boca do Tejo ; vingando agora nas coisas Portuguesas o ódio dos Castelhanos ; e o mesmo sucedeu com Holandeses e outras Nações que até então amavam singularemente a Portuguesa.

O códice da BN acrescenta que Cosme de Lafetá ia "em hum galeão para Malaca." E que "Estas naos se fizerão á vela a 4 de Abril e surgirão em Belem e depois em Santa Catarina, e não sahirão a barra pela ter tomada huma armada Ingleza, de que era Capitão-mor o Conde Camorlão George Clifford, 3rd Earl of Cumberland, e a 14 de Maio tornarão para sima, e desarmarão, e não forão este anno naos á India.
"Comprou a viagem a D. Christovão Manoel de Vilhena."
- 1599 6 de Fevereiro "Armada de quatro naus. Este ano partiu o próprio Capitão-mor, e capitães que não puderam partir essoutroano de 1598; menos o Cosme de Lafetá"

O Códice da BN diz que "D. Jerónimo Coutinho, Capitão-mor partio a 6 de Fevereiro, Capitães João Paes Freire, Sebastião da Costa, e Diogo de Sousa os quaes forão e vierão todos a salvamento.
- 22 de Março "Armada de tres naus. Capitão-mor Simão de Mendonça, que se perdeu salvando-se a gente, e os dois João Soares Henriques, e Gaspar Tenreiro. Estas naus levaram a notícia da morte del rei Dom Filipe I de Portugal : e este mesmo ano visitou o Arcebispo Dom Aleixo de Meneses as terras do Malabar reduzindo-as à cristandade verdadeira, e ao reconhecimento do Sumo Pontífice Vicário de Cristo Romano. Obra de Varão Apostólico insigne."

O códice da BN acrescenta que "A náo de Simão de Mendoça se perdeo na Costa da Cafraria 40 legoas antes de chegar a Moçambique donde elle morreo e a mor parte da gente. João Soares á volta da India por escorrer a Ilha de Santa Elena foi fazer aguada ao Brasil e chegou a Lisboa em Novembro havendo chegado as outras todas em Agosto.
"Neste anno visitou o Arcebispo de Goa D. Frei Aleixo por ordem do Papa a Christandade de São Thome e fez Concilio em que derão obediencia ao Sumo Pontifice Romano."
- 1600 4 de Abril "Armada de quatro naus. Capitão-mor Aires de Saldanha que ia por Vice-Rei, e os outros Fernão, ou Francisco Rodrigues de Sá que morreu antes de chegar a Goa; Gaspar Palha Lobo que se perdeu sem se saber aonde, Gonçalo Rodrigues Caldeira; na Capitana vinha por capitão D. Juliano de Noronha que foi tomado por corsários à vista de Cezimbra, perto de Lisboa. Na do Sá que morreu antes de chegar a Goa, veio o Vice-Rei Dom Francisco da Gama Conde da Vidigueira, que tardou só cinco meses, e em toda a viagem não baixou vela nem viu terra alguma: coisa raríssima."

O Códice da BN acrescenta que "voltou para este Reino o Conde da Vidigueira Vice-Rei que partio de Goa a 25 de Dezembro e chegou a Lisboa em 27 de Maio de 601 sem amainar vela. Gaspar Palha Lobo desapareceo no Val das Égoas: Gonçalo Rodrigues Caldeira chegou a Goa, e por a sua nao não estar para fazer viagem, ficou lá, e veio a gente do mar della na nao de Manoel Pinto Pereira, e a nao em que foi o Vice-Rei partio de Cochim por Capitão della D. Juliano de Noronha, e invernou em Moçambique, e continuando sua viagem o anno seguinte a tomarão os corsarios á vista de Cezimbra. Nestas naos forão Breves para Francisco Rodrigues, Religioso da Companhia ser Bispo de Angamale que hé nas serras de Cocim onde habitão os Christaos a que chamão de São Thomé."
- 1601 20 de Abril "Armada de quatro naus. Capitão-mor D. Francisco Telo de Meneses, e os outros Constantino de Menelao, Diogo Pais de Castelo Branco, e Miguel de Sousa Pimentel: que todos arribaram.
- 11 de Abril "Armada de cinco galeões. Capitão-mor D. Antonio de Melo de Castrono Galeão Santiago , que foi tomado dos Holandeses na Ilha de Santa Helena, e os quatro Francisco de Miranda Henriques, Manuel Pais da Veiga, Jorge de Mendoça,  e Lourenço Pires de Carvalho. Alguns deles arribaram. Em outra memória estão trocados os capitães destas armadas : dando-se desta à primeira, e dos dela a essoutra."

Na "História trágico-marítima" de Bernardo Gomes de Brito, vem o "Tratado das batalhas, e sucessos do Galeão Santiago com os Olandezes na Ilha de Santa Elena, etc." Escrito por Melchior Estácio do Amaral.
O códice da BN cita Jorge de Moura em vez de Jorge de Mendonça; e acrescenta falando das duas armadas, que "o Capitão-mor D. Francisco Tello, Constantino de Menelao, e Diogo Paes de Castello branco arribarão ao Reino, os mais passarão á India, e voltarão a este Reino a salvamento salvo o Capitão-mor Antonio de Mello de Castro, que o tomarão os inimigos em Santa Elena, e o Galeão de Manoel Paes da Veiga se perdeo em Sacotorá, e salvando-se a gente e fazenda se perdeo a mor parte indo para a India em Fustas."
- 160220 de Abril "Armada de seis naus. Capitão-mor D. Francisco Telo de meneses que tinha arribado essoutro ano; e os outros Constantino de Menelao, Diogo Pais de Castelo Branco, Sebastião de Macedo de Carvalho, Vicente de Sousa, Sebastião da Costa."

O códice da BN acrescenta que "a náo de Vicente de Sousa ficou na India, e a nao de Sebastião de Macedo invernou lá, e veio o anno seguinte, e as mais vierão a salvamento.
"As náos de que erão Capitães Constantino de Menelao, e Diogo Paes de Castellobranco vindo da India arribarão com tormenta a Vigo aonde descarregarão."
- 1603 9 de Abril "Armada de cinco naus. Capitão-mor Pêro Furtado de Mendonça, e os outros Vasco Fernandes Pimentel, que ia por Capitão e Vedor da fazenda de Cochim, Pêro de Almeida Cabral, Antonio Vás Salema, e Andre Moreira."

O códice da BN acrescenta : "Todos forão e voltarão a salvamento.
"Comprou a viagem a Simão de Mendoça."
- 1604 29 de Abril "Armada de cinco naus.

Capitão-mor D. Martim Afonso de Castro, que ia por Vice-Rei; e os outros Manuel Barreto Rolim, Francisco ou Martim do Vale de Moura, António de Mendonça que ia na nau S. Filipe, e se perdeu entre Sofala e Moçambique, salvando-se toda a gente e toda a fazenda."
O códice da BN não diz a mesma coisa, e também fala do capitão "Braz Telles de Menezes, que estava nomeado por Capitão-mor e por ir o Vice-Rei, foi debaixo da sua bandeira, (…) Braz Telles, Manoel Barreto, e Francisco do Valle arribarão ao Reino. O Vice-Rei invernou em Moçambique, e dali na monção de Maio foi em Fustas á India, e a sua náo na monção de Setembro. A nao de Antonio de Mendoça se foi perder na Costa da Cafraria antes de chegar a Moçambique.
- 11 de Novembro "Armada de duas caravelas. Partiram neste mesmo ano em  Novembro Sabastião da Costa, e Baltasar Barbosa da Cunha com duas caravelas : e arribando com tormenta tornaram a partir o próprio mes 19 de Novembro. Outra memória diz tres caravelas, e nomeia por capitão da outra Belchior Pais.

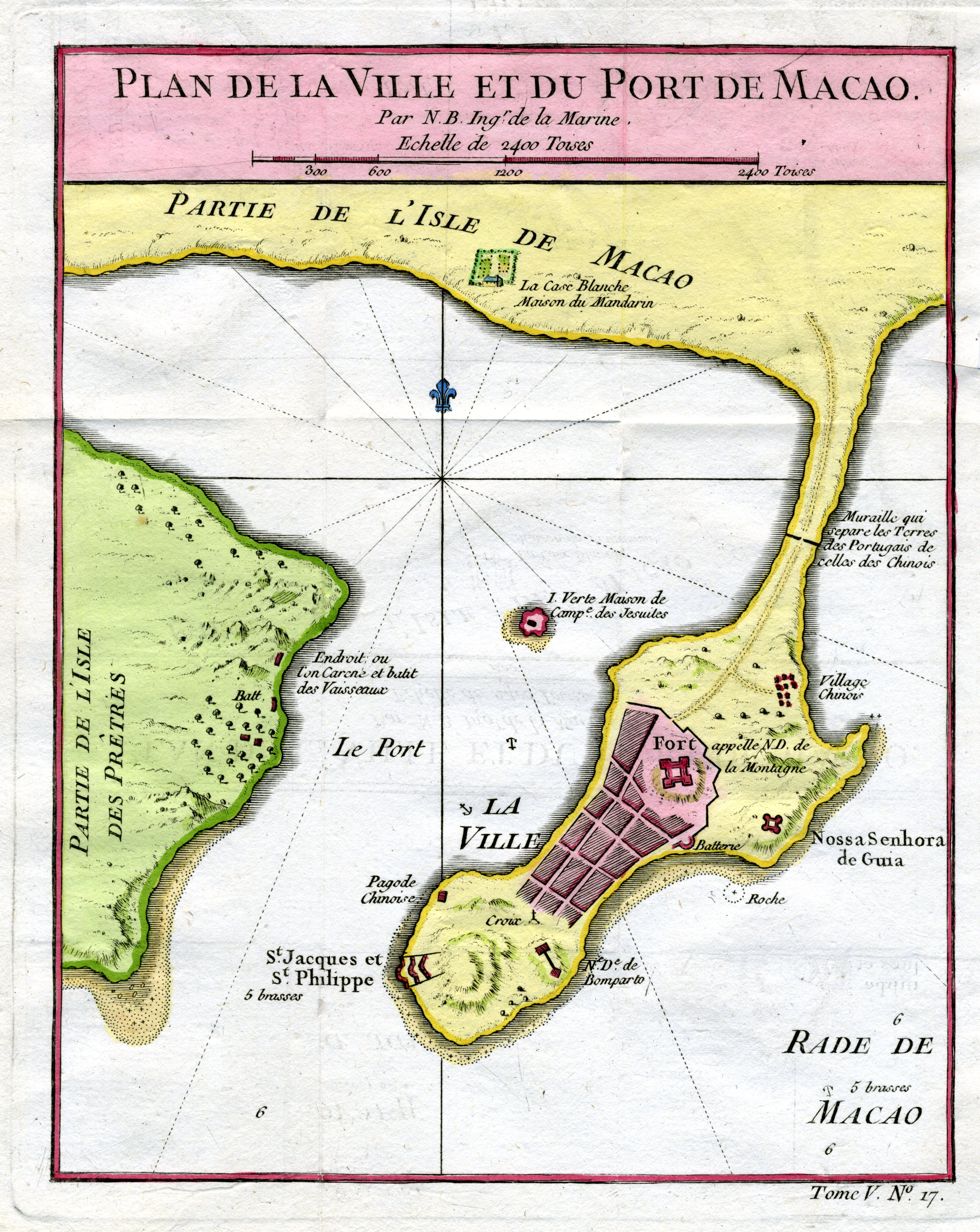
Macau, in Histoire Générale des Voyages Século XVIII

- 1605 Brás Teles de Meneses com Dom Frei Cristóvão de Sá e Lisboa, bispo de Malaca, e Dom Frei João de Abrantes da Piedade, bispo de Macau 27 de março "Armada de seis naus. Capitão-mor Brás Teles de Meneses, e os outros Vicente de Brito de Meneses, Manuel Teles de Távora, D. Francisco de Almeida, Manuel Barreto Rolim, D. João de Meneses de Soutomaior, Pêro da Silva que ia por Almirante. O Rolim que ia na nau Martyres, e o Brito que ia na Palma se perderam : um em Cascais, e o outro em S. João perto de Lisboa. Parece que alguns destes tinham arribado o ano anterior. Nestas naus foi Dom Frei Cristóvão de Sá de S. Jerónimo  para Bispo de Malaca  por morte de Dom João Ribeiro Gaio; e Dom Frei João de Abrantes da Piedade Dominicano para Bispo de Macau por morte de D. Frei Leonardo de Sá da Ordem de Cristo."

O códice da BN diz o seguinte : "As naos de Vicente de Brito, e Manoel Telles de Tavora, posto que  partirão em companhia de Álvaro de Carvalho erão da armada de Braz Telles, e a ella sujeitas, e sendo elle Capitão-mor das naos primeiro se houvera de começar o assento por elle, que por Alvaro de Carvalho, que não foi Capitão-mor mais que de 3 galeões, o seu, os de Manoel Mascarenhas, e D. Francisco de Noronha, que ião para ficar d'armada no mar de Malaca.vêr Armada 183
"A nao capitania a 7 de Fevereiro de 606 voltando para este Reino por erro do piloto varou na Ilha de São Lourenço, e esteve em seco 14 dias, e no cabo delles sahio com perda de quasi toda a gente; foi invernar a Mombaça, e dahi passou a Goa onde por a nao não poder fazer viagem se passou a outra em que Braz Telles veio o anno seguinte e chegou a Lisboa a salvamento indo primeiro a Vigo com tormenta.
"A nao de que era Capitão Pero da Silva tomou o Vice-Rei D. Martim Affonso de Castro para ir nella a Malaca, e deo-lhe a em que elle havia ido e partindo de Goa com o Capitão-mor por se apartar delle deo em seco na Ilha de São Lourenço na bahia de São Vicente onde perdeo o leme, voltou a Moçambique onde invernou e se fez outro. Partio dali para o Reino, no Cabo da B. E. perdeo o leme, e foi a Angola fazer outro com que continuou sua viagem até a Ilha 3ª onde chegou em estado que não pode passar adiante, e se descarregou e veio a fazenda em navios da armada de D. Luis Fajardo"capitán general de la Armada del mar Océano" de Castela a Lisboa.
"A nao de que era Capitão Manoel Barreto Rollim partio de Cochim embarcou-se nella o Vice-Rei Aires de Saldanha que faleceo de doença antes de chegar á Ilha 3ª a nao se perdeo nos cachopos a 15 de Setembro de 606, salvou-se pouca gente e nenhuma fazenda.
"A nao de que era Capitão D. João de Menezes Soutomaior também partio de Cochim a 16 de Janeiro varou na bahia de Cascaes, salvou-se toda a gente e a nao parte da fazenda.
"A nao de que era Capitão D. Francisco de Almeida por tocar na barra de Moçambique ficou-se concertando em Goa. Partio em Janeiro de 607, tomou Angola, e veio a este Reino a salvamento.
"Fez a viagem de seu tio Fernão Telles que foi Governador da India."
- 9 de março "Armada de tres galeões. Capitão-mor de tres galeõs Álvaro de Carvalho e os dois, Manuel de Mascarenhas Homem, e D. Francisco de Noronha, que iam para andar de armada no mar de Malaca. "

O códice cita quatro galeões, diz: "Alvaro de Carvalho, Capitão-mor de 4 galeões, que ficarão na India partio a 9 de Março, e mais hua nao que foi em sua companhia que havia de voltar para o Reino, Capitães dos galeões Manoel Mascarenhas Homem, D. Francisco de Noronha, Manoel Telles de Tavora, e da nao foi por Capitão Vicente de Brito de Menezes: todos estes galeões chegarão a salvamento a Goa, e assim a nao de Vicente de Brito que voltou ao Reino o anno seguinte.
- 6 de Abril "Armada de uma caravela. Partiu uma caravela e por seu Capitão Belchior Rodrigues, para alcançar as naus com novos avisos ; alcançando-as  na linha, e voltou-se"para Portugal e chegou a Lisboa a 18 de Junho do mesmo anno, e todos chegarão á India a salvamento[5] " ".

Esse ano também partiu para a Índia, não se sabe em que armada, Sebastião Gonçalves Tibau ou Tibão, do Tojal, que passou depois para Dianga no Arracão. Escapou ao massacre dos portugueses, em 1607, pelo rei de Arracão, que se quiz vingar de Filipe de Brito e Nicote, e apoderou-se da ilha de Sundiva, que governou vários anos.
- 1606 "Armada de tres naus. Capitão-mor D. Jerónimo Coutinho, e os dois D. João de Meneses e D. Francisco de Lima. Não partiram porque a estorvou uma armada Holandesa que se veio pôr na boca do Tejo. outras memórias estnao desconformes em o tocante a esta armada, e à do ano seguinte."

O códice da BN diz que esta armada era "em naos para haverem de voltar, e assim mais 7 galeões para ficarem na India: não partio este anno por tomar a barra hua armada Olandeza."
- 1607 5 de Fevereiro "Armada tres naus. Capitão-mor D. Jerónimo Coutinho, e os dois D. João de Meneses e D.Francisco de Lima.
- 5 de Fevereiro "Armada quatro naus. Capitão-mor de dois galeões, e duas navetas João Correa de Sousa num galeão, e em outro Luis de Brito de Melo,  Jerónimo Teles Barreto, e Diogo de Sousa nas navetas. Em outras memórias se encontram aqui nomeados capitães D. Dionis de Almeida, D. Antonio de Meneses, e D. João de Meneses. Ou foi de mais vasos esta armada, ou há engano non nomes do capitães. Este ano passou à Índia Dom Frei Sebastião de São Pedro, para Bispo de Meliapor.

O códice da BN acrescenta: "As 3 naos do Capitão-mor D. Jerónimo Coutinho chegarão a Moçambique a tempo que se havia alevantado dali hua armada Olandeza que o teve de cerco sendo Capitão da fortaleza D. Estevão de Ataíde que alcançou delles victoria ; e o Capitão-mor com a gente destas naos restaurou as ruinas que o cerco havia feito; e sahindo dahi para a India se perdeo a nao de D. Francisco de Lima de que se perdeo tudo. O Capitão-mor e D. João de Menezes chegarão a Goa a salvamento e do mesmo modo voltarão a este Reino.
"João Correa de Sousa, e Luis de Brito de Mello chegarão a salvamento a Goa, e na barra se perdeo o galeão de Luis de Brito.
"A naveta de Jeronimo Telles Barreto foi tomada dos Olandezes na costa da India, elle cativo, e morreo vindo para Olanda com outros fidalgos que também vinhão cativos.
"A naveta de Diogo de Sousa estando invernada em Moçambique a queimarão os Olandezes quando lhe poserão 2º cerco cerco [sic] no anno de 608".
- 1608 29 de Março "Armada de seis naus. Capitão-mor o Conde da Feira D. João Pereira que ia por Vice-Rei, e morreu na viagem: e os cinco Miguel Correia de Meneses Baarem ou Baharem, na nau Nossa Senhora da Ajuda que se perdeu na costa da Mina, D. Luís de Sousa na Salvação, que se perdeu em Moçambique, Pêro de Tovar, ou Távora, na Oliveira, e Cristóvão de Siqueira de Alvarenga na Palma, que se perdeu nos baixos de Mingalé, D. Pedro Mascarenhas que arribou. Falecido o Vice-Rei passou à sua nau o Almirante D. Cristóvão de Noronha, fazendo capitão de seu galeão Vicente Monteiro.
- 29 de Março "Armada de oito galeõs. Almirante D. Cristóvão de Noronha, e os outros capitães Francisco Sodré Pereira, Diogo de Sousa de Meneses, Manuel da Silva da Cunha que arribou, D. Constantino de Meneses no Espírito Santo que se perdeu na terra do Natal, D. Lopo de Almeida, Manuel de Matos de Almada, e Manuel de Frias, cujo navio voltou com o corpo do Vice-Rei defunto."

O códice da BN diz que "o Vice-Rei faleceo na viagem a 15 de Maio, e o seu corpo voltou a este Reino no navio de que era Capitão Manoel de Frias, que chegou a Lisboa a 24 de Julho do mesmo anno. O Almirante passou á nao do Conde, fez Capitão do seu galeão Vicente Monteiro esta nao invernou em Moçambique, e chegou a Goa a 27 de Maio de 609."
Também diz que "Miguel Correa de Menezes Baharem a 13 de Junho deo em Axem que he na Costa da Mina por erro do piloto, salvou-se a mor parte da gente e todo o dinheiro.
"A nao de D. Luiz de Sousa invernou em Moçambique e dali partio para a India em Abril de 609, estando surta no deserto em bom fundo, em altura de 6 graus da banda do Norte, a desemparou a gente sem haver occasião para isso, e salvou-se della muito pouca pela matarem os Cafres, e nenhua outra cousa.
"A nao de Pero de Tovar em Setembro do mesmo anno chegou á costa da India 12 legoas da barra de Goa para o norte, alli a mandou queimar o Arcebispo Governador para que a não tomasse hua armada Olandeza, que estava á vista, salvou-se toda a gente, dinheiro, e muita fazenda.
"Christovão de Siqueira de Alvarenga em Outubro do mesmo anno varou na costa da Cafraria 7 legoas antes de Moçambique, salvou-se toda a gente, dinheiro, muita fazenda, e artilheria.
"A nao de D. Pedro Mascarenhas arribou a Lisboa na altura da Ilha da Madeira.
Depois o códice acrescenta, com o título de "Successos dos galeões desta armada" os fatos seguintes:
"O de Vicente Monteiro, o de Diogo de Sousa de Menezes, e D. Lopo de Almeida invernarão em Moçambique e forão em compara da nao capitania a Goa a salvamento em 27 de Maio de 1609.
"O de Manoel de Matos de Almada, invernou em Moçambique e foi a Goa no mesmo tempo.
"O de Manoel da Cunha da Silva arribou a Angola e dahi voltou para este Reino e chegou a Lisboa a 23 de Janeiro de 1609.
"O de Francisco Sodré Pereira na altura de Moçambique o tomarão tres naos Olandezas.
"O de Constantino de Menezes arribou à Bahia de Todos os Santos a 17 de Julho, no mesmo anno partio para a India, a 4 de Fevereiro de 1609 junto do Cabo das Correntes se foi ao fundo, salvou-se no batel o Capitão-mor com pouca gente.
- 25 de Outubro "Armada de cinco naus. Capitão-mor (e partiu em outubro) Rui Lourenço de Távora que ia por Vice-rei, (do Conselho de Estado de Sua Majestade) , e os outros Estevão Teixeira de Macedo, Gregório, ou Gonçalo da Costa de Sousa, André Salema que ia numa caravela. Chegaram a Goa em Setembro de 1609. Tendo o governo da Índia o grande André Furtado de Mendonça de só tres meses, tomando-o do Arcebispo Dom Frei Aleixo de Meneses, que havia sucedido ao Vice-Rei D. Martim Afonso de Castro. Tudo deste ano está diferente nas memórias quanto à ordem dos capitães aonde iam."

Parece por lápso, visto que cita cinco naus e apenas quatro nomes, Faria e Sousa atribui a Caravela a André Salema. Segundo o códice da BN que cita os mesmos nomes e junta-lhes Manuel de Frias, é esta último o capitão da caravela, que "invernou na Ilha do Ibo com todas estas embarcações, e dali partio a tempo que chegou a barra de Goa o 1º de Setembro de 1609. Os navios ficarão todos na India, a caravella voltou para este Reino e por Capitão della o Piloto mor Gaspar Ferreira partio de Goa a 10 de Dezembro de 1609 e chegou a Lisboa a 11 de Maio de 1610."
- 1609 Dom Manuel de Meneses 24 de Março "Armada de cinco naus. Capitão-mor D. Manuel de Menesesna nau Piedade , e os outros Manuel Barreto Rolim, Luís de Bardinau Guadalupe , Antonio Barrosonau Jesus , e Ambrósio de Pinana Penha de França."

O códice da BN acrescenta : "O Capitão-mor foi e veio a salvamento, Manoel Barreto Rolim morreo na altura do Cabo, a nao arribou sem leme a Angola, e dahi voltou para este Reino.
"A nao de Luiz de Bardy ficou na India por não ter carga e veio o anno seguinte e chegou a este Reino a salvamento, e nella se embarcou o Arcebispo D. Frei Aleixo de Menezes, que havia governado aquelle Estado, e vindo das Ilhas Terceiras para terra pelejou valerosamente com 4 naos de cossairos.
"Na nao de Ambrosio de Pina se embarcou André Furtado que avia governado 3 vezes, morreo na viagem e o Capitão da nao, e ella veio a salvamento a Lisboa.
"A nao de Antonio Barroso voltando da India para este Reino foi á Bahia de Todos os Santos no Brasil, onde se perdeo, mas salvou-se toda a gente e fazenda.
"Neste mesmo anno partio de Goa para este Reino a náo em que ali chegou D. Christovão de Noronha e veio por Capitão della D. Pedro Coutinho e chegou a este Reino a salvamento.
"André Furtado avia succedido no governo ao Arcebispo Frei Aleixo de Menezes."
O piloto de D. Manuel era Simão Castanho, de quem existe o diário de bordo da nau Piedade.
Frazão de vasconcelos diz que a armada partiu o 22 de Março.
- 1610 23 de Março "Armada de três naus.

Capitão-mor Luís Mendes de Vasconcelos, e os outros João Travassos da Costa, Manuel Teles de Távora, na nau "Libramiento" que se perdeu na cabeça seca do Tejo. João Travassos morreu em Goa, e veio com sua nau ao Reino Jácome de Morais Sarmento. Com estas naus foi ao Arcebispo de Goa Dom Frei Aleixo de Meneses sua nomeação para Braga, que tanto melhor fora não têr sido, e a Dom Frei Cristóvão Bispo de Malaca o de Goa, e ao Doutor Gonçalo da Silva Inquisidor de Goa a de Malaca.
O códice da BN diz que "o Capitão-mor chegou a salvamento partio de Cochim, e voltando para este Reino tomou Angola. João Travassos da Costa foi carregar a Cochim, e partindo dali para este Reino arribou a Goa, onde invernou, e alli morreo. E o Vice-Rei fez Capitão da nao Jacome de Moraes Sarmento que partio em principio de Janeiro de 612 e por lhe quebrar o mastro grande arribou a Moçambique donde partio a 17 de Outubro do mesmo anno, chegou a Lisboa a 7 de Abril de 613 com muita gente morta."
- 1611 20 de Março "Armada de três naus. Capitão-mor D. Antonio de Ataíde, depois Conde de Castro, e de Castanheira ; e os outros António de Mendonça, Francisco Correia da Costa, que ficou na Índia, e com sua nau voltou Manuel Garro que morreu na viagem."

O códice acrescenta que a Portugal "as naos chegarão todas juntas a 21 de Agosto de 612 e todas tomarão Santa Elena."
- 13 de Outubro "Armada de duas caravelas. Partiram em Outubro duas caravelas que levavam por Capitães André Coelho, e Antonio de Abreu, ambos para a Índia."

O códice acrescenta : "chegarão em Maio a Goa: Antonio de Abreo despachou o Vice-Rei na mesma caravella  com aviso a Malaca, Manilha, e á China, e tudo fez com muita presteza, e satisfação."
- 18 de Novembro "Armada de um galeão. Partiu em Novembro Capitão de um galeão Antonio Pinto da Fonseca que ia por Visitador, e Provedor das Fortalezas da Índia, como se lá não houvesse Vice-Reis; ou este houvesse de sêr melhor que eles : ao que deu boa conta de si, e soube negociar, pois veio a sêr Capitão de Malaca."
- 10 de Dezembro "Armada de um galeão.

Partiu em Dezembro Capitão de um galeão João Cortes de Mendonça despachado a D. Jerónimo de Azevedo que servia de General da conquista de Ceilão havia 18 anos, a qeum enviava El-Rei o governo da Índia para que fosse suceder a  Rui Lourenço de Távora com título de Vice-Rei ; parecendo que ele havia de sêr o remédioda Índia contra a peste da Holanda que já por alí laborava muito ; e ele também havia oferecido que seria Vice-Rei sem salário por sêr muito rico ; e ao fim nnao fez mais que os outros; e morreu em prisão miseravelmente. Para isso se despachou este galeão com grande pressa tão fora do tempo. Em tudo sobre estas expediçãos estão as memórias pouco ajustadas."
- 1612 31 de Março "Armada de três naus. Capitão-mor D. Jerónimo de Almeida, e os dois D. Luís da Gama, e Cristóvão de Alvarenga Cristóvão de Sequeira Alvarenga . Na nau do Gama voltou ao Reino Rui Lourenço que havia deixado o governo a D. Jerónimo de Azevedo.

O códice da BN acrescenta : "o Capitão-mor e Christovão de Siqueira chegarão em Outubro a Goa, dali partirão juntos para este reino onde chegarão a salvamento. Em S. Elena peleijarão com 4 Olandezas de que tiverão vitória.
"D. Luiz da Gama invernou em Sacotorá, chegou a Goa em 10 de Abril de 613, e por elle ir entrar em Ormuz se embarcou na nao o Vice-Rei Ruy Lourenço de Tavora que chegou a Lisboa a salvamento a 15 de Setembro de 614. Na altura de Cabo de Boa Esperança peleijou com 2 naos Olandezas, e tomou Angola, entregou o governo ao Vice-Rei D. Jeronimo de Azevedo por ordem del Rei.
- 1613 4 de Abril "Armada de quatro naus.

Capitão-mor D. Manuel de Menesesna nau Nossa Senhora da Luz que já o tinha sido no ano de 1609 ; e os outros Paulo Rangel de Castelo Branco, Manuel de Vasconcelos, Luís Furtado de Mendonça : e todos arribaram em fins de Agosto"arribarão a Lisboa em 23 de Agosto do mesmo anno". Enviou-se em Junho um navio com aviso, de que foi capitão Belchior Rodrigues, que chegou a Goa, e de volta morreu na viagem."
O códice da BN não dá a mesma data. Diz ele que foi em 28 de Janeiro que "partio hum navio para a India com aviso, de que foi por Capitão e piloto Belchior Rodrigues".
Acrescenta ; "Mandou Sua Magestade que comprasse a viagem de Pero de Sá."
- 1614 8 de Abril "Armada de cinco naus.

Capitão-mor D. Manuel Coutinho, e os outros os mesmos três que haviam arribado essoutro anoPaulo Rangel de Castelo Branco, Manuel de Vasconcelos, Luís Furtado de Mendonça, e de novo João Soares Henriques, que se perdeu na costa de Melinde. A Capitana na volta se perdeu no Faial, o Rangel que ia na Remédios se perdeu na barra de Goa; a S. Boaventura em que ia Luís Furtado de Mendonça se perdeu. Rui de Melo de Sampaio, Francisco de Sousa Pereira : estes dois se nomeam este ano noutras memórias, mas não se encontra quem foram nas naus."
O códice diz ele o seguinte : "na monção de Setembro do mesmo anno chegarão a Goa o Capitão-mor e Manoel de Vasconcelos e a nao de Luis Furtado porque elle morreo na viagem.
"A nao do Capitão-mor por vir aberta varou na Ilha do Faial onde morreo alguma gente, e se perdeo a mor parte da fazenda.
"Na nao de que era Capitão Luis Furtado por morrer vinha por Capitão Manoel de Almada Freire e por fazer muita agoa vindo em sua compara o Capitão-mor e a náo de Manoel de Vasconcelos recolherão a gente e a largarão a . . . em altura de . . .  graus da banda do Norte, e se apartarão della sem a verem ir ao fundo dois dias que estiverão á sua vista.
"A nao de João Soares Henriques por erro do piloto varou em huma restinga defronte de Melinde onde se perdeo, mas salvou-se toda a gente, fazenda, e artilheria.
"A nao de que era Capitão Paulo Rangel de Castellobranco invernou em Mombaça e foi a Goa a . . .  de Maio de 615 estando carregada para vir para este Reino no anno seguinte se perdeo na barra de Goa, e não se salvou a fazenda.
A nao São Filippe veio a salvamento a este Reino, mas muito aberta, com frande damno nas fazendas, e morreo-lhe o Capitão-mor na viagem."
- 1615 5 de Abril "Armada de quatro naus.

Capitão-mor D. Jerónimo Manuelna nau Nossa Senhora da Boa Nova , e os outros Francisco Lopes Carrasco, João Pereira Cortereal, e D. Antonio Telo. Este último indo de Madrid a Lisboa, e achando que tinham partido procurou alcança-las com uma caravela em que navegou até a Ilha da Madeira, e não encontrando-as voltou ao Reino, e caminhou por etrra até a Índia acompanhado do capitão Manuel do Prado, e chegaram a tempo que D.Antonio se embarcou na sua nau e voltou ao Reino. E o mesmo sucedeu ao Carrasco desde a Índia, de donde veio por terra a alcançar sua nau em Portugal. E a verdade é que de ambos puderam elas fugir com muita razão, pois se descuidavam delas ao tempo da partida. O João Pereira Cortereal na volta fez enforcar doishomens e matou outro de estocadas, porque se levantaram na nau contra ele. E aínda que tinha bom modo para obrigar a isso, não o podiam eles "tener para disculpar-se", e assim contando isso por façanha lhe fizeram mercêno Reino . Com esta armada foram recados Apostólicos para que Dom Frei Sebastião Bispo de Meliapor fosse a se-lo de Cochim por ter renunciado a esta Mitra Dom Frei Andres: e para que Frei Luís de Brito Agustino o fosse de Meliapor.
Votando o Capitão-mor D. Jerónimo Manuel no ano de 1616, pelejou na altura da Ilha das Flores com quatro naus de Cosários, e foi surgir na Ilha Terceira no meio de Julho de 1617, e ao fim veio ao Reino.
Este mesmo ano de 1615 vinha da Índia uma nau de que era capitão Francisco de Brito que se perdeu à frente da Ilha Querimba, salvando-se a gente, que com os duros trabalhos que resultam de semelhantes fortunas, foram saíndo a Moçambique e outras partes."
O códice da BN  diz que  "a nao de Francisco Lopes Carrasco que por ficar na India veio por Capitão della Francisco de Magalhães, o torto".
"A nao do Capitão-mor estando carregada para partir para este Reino em 27 de Janeiro e 616 lhe deo hum temporal que a obrigou a varar na barra de Goa, mas porque foi em vaza não recebeo mais damno que cortar os mastros: partio o anno seguinte e na altura da Ilha das Flores peleijou com 4 navios de Cossairos, e foi surgir na 3ª em 18 de Julho de 617 onde esperou pela nao de que era Capitão Lançarote da França Pita da armada de D. Manuel de Meneses e ambas vierão a salvamento."
- 1616 25 de Março "Armada de três naus.

Capitão-mor D. Manuel de Menesesna nau S. Julião, e os outros Lançarote da França Mendonçanau Nossa Senhora do Cabo , que arribou desde a linha eseu primo Lançarote da França Pitana Vencimento. Entre as Ilhas Comores pelejou D. Manuel com ingleses, e varando com sua nau a uma delas, e perdendo fazenda e alguma gente, passou com a outra a Mombassa, e a Goa, e voltou ao Reino num patacho que vinha de aviso. De maneira que não lhe sendo favorável esta navegação em baixeles grandes, foi-lhe num tão pequeno."
O códice da BN diz que foi com "4 naos Inglezas com que peleijou alguns dias, (…) e elle voltou a este Reino em hum patacho que veio com aviso em 21 de Junho de 617"; e acrescenta: " Por arribar o anno de 613 mandou Sua Magestade que tornasse a fazer a viagem de Pero de Sá."
- 1617 21 de Abril "Armada de quatro naus.

Capitão-mor D. João Coutinho Conde de Redondo, que ia por Vice-Rei; e os três Nuno Álvares Botelho que ia por Almirante, Lançarote da França Mendonça, e João Pereira Cortereal."
O códice acrescenta : "João Pereira Cortereal, que o anno passado veio da India por Capitão de outra náo."
- 21 de Abril "Armada de dois navios. Com esta armada iam dois galeões de que eram capitães D. Nuno de Soutomaior que arribou, D. João, ou Lourenço de Almeida;  ou eram dois se os galeõs eram três [sic]."

O códice acrescenta: "D. Nuno Souto maior da linha arribou a este Reino.
"Todos chegarão a Goa a salvamento na monção ordinaria.
"D. João de Almeida deixou em Moçambique as munições que levava para a fortaleza, e passou a Goa onde ficou o navio.
"As 4 naos voltarão a salvamento  a este Reino e na em que foi o Conde de Redondo veio D. Jerónimo de Azevedo que acabou de ser Vice-Rei e da nao o levarão preso á Cova do castello."
- 1618 16 de Abril "Armada de cinco naus.

Capitão-mor D. Cristóvão de Noronha, e os outros o Almirante João Rodrigues Roxo, João Soares Henriques"que já avia ido por Capitão de outra nao no anno de 614 e se perdeo em Melinde" (códice),
D. João ou D. Luis de Meneses, e Manuel Ribeiro. Nesta ArmadaNa nao almirante, foi o Padre Diogo Valente para Bispo do Japão por morte do Bispo Luís Serqueira. O capitão-mor comprou a muito dinheiro o não pelejar com umas naus inglesas no Cabo de Boa Esperança, e por isso veio preso ao Reino."
O códice da BN fala de 3 naus e duas fustas de que eram capitães D. Luís de Meneses e Manuel Ribeiro. Acrescenta que "as 3 naos chegarão a Goa a salvamento. O Capitão-mor teve hum encontro com . . . naos Inglezas avante do Cabo de Boa Esperança: tomou Cochim e dahi passou a Goa onde o Vice-Rei o mandou prender e desapossar da Capitania e veio preso para este Reino. Diogo de Mendoça Furtado proveo o Vice-Rei na Capitania mor, e veio na nao de João Soares Henriques que faleceo antes de chegar a Goa.
"D. Luis de Menezes faleceo antes de chegar a Goa, e a urca em que elle hia chegou a salvamento.
"A urca em que hia Manoel Ribeiro tomarão os Inglezes que peleijarão com o Capitão-mor e depois de a roubarem a largárão foi tomar Moçambique, onde morreo o Capitão e ella com a mais gente se passou a Goa.
"Mandou Sua Magestade que comprasse a viagem de Luis Lobo da Veiga."
Esse ano, em 17 de Maio houve a "mais extraordinaria admiravel, e lastimosa tormenta de vento, que entre as memoraueis do mundo socedeo na India Oriental, na Cidade portuguesa de Baçaim, & seu destricto".
- 1619 4 de Abril "Armada de quatro naus". Capitão-mor D. Francisco de Lima, e os três Roque Frois, que arribou, Francisco Ribeiro e Jerónimo Correia Peixoto."

O códice da BN diz que a viagem era  de "Pero de Sá de Menezes, que Sua Magestade lhe mandou comprasse". Acrescenta que  Jeronimo Correa Peixoto tinha partido "a 29 de Março"; e que  "a nao de Roque Froes arribou a esta cidade a 16 de Abril com o mastro grande quebrado. A nao de que era Capitão Jeronimo Correa Peixoto invernou em Moçambique na monção de Maio de 620 partio dali para Goa.
"O Capitão-mor e Francisco Ribeiro voltárão o anno seguinte a este Reino a salvamento."
- 4 de Abril ? "Armada de cinco galeões. Capitão-mor de cinco galeões Rui Freire de Andrade, e os outros o Almirante D. João de Almeida, Francisco de Melo, Pêro de Mesquita Pimentel, Baltasar de Chaves; iam para andar no estreito de Ormuz.

"A nau Conceição que partiu este ano da Índia onde foi feita, pelejou com 16 navios Turcos junto à Ericeira foi queimada por eles em Outubro de 620 andando a Armada de Portugal por ali, de que era general Dom Antonio de Ataíde. Por isto foi acusado, e resultou da acusação fazê-lo Conde de Castro Daire, e outras mercês, que nunca teria alcançado em não haverse perdido aquela nave."
O códice da BN diz que a armada de Rui Freire de Andrade era de três galeões et duas urcas ; que "Ruy Freire com os seus 5 navios invernou em Moçambique. Partio dali para Ormuz na monção de Maio, na restinga de Melinde se perdeo o navio de que era Capitão Francisco de Mello, salvou-se a gente e a artilheria, e o mais que levava, tirado o casco.
"D. João de Almeida morreo na viagem, Ruy Freire chegou a Ormuz a salvamento com os 4 navios em 15 de Julho de 1620".
- 1620 31 de Março "Armada de quatro naus. Capitão-mor Nuno Álvares Botelho, e os três Capitães D. Francisco Lobo que arribou, Pêro de Morais Sarmento que se perdeu em Mombaça: e estes dois iam em viagens compradas. Diogo de Melo de Castro."

O códice da BN diz que o capitão-mor comprou a viagem  a Pêro César d'Eça e que  ia "Diogo de Mello de Castro em viagem propria." Acrescenta que "a nao de D. Francisco Lobo arribou a este Reino de 4 graus da banda do Norte e chegou a 17 de Setembro.
"O Capitão-mor invernou em Mombaça, e a nao de que era Capitão Pero de Moraes á entrada da barra de Mombaça tocou e se perdeo, salvando-se a gente, fazenda, e artilheria.
"A nao de que era Capitão-mor Diogo de Mello chegou a Cochim em fim de Novembro e passou logo a Goa onde chegou a 14 de Dezembro. Voltou para este Reino e chegou a salvamento a Santo Amaro."
- 22 de Fevereiro "Armada de dois navios. Capitão-mor Jácome de Morais Sarmento, e o outro José Pinto Pereira; ia o Sarmento  a ser Capitão de guerra na Fortaleza de Moçambique  enquanto durasse a guerra sobre a conquista das Ilhas de Monomotapa."

O códice da BN diz que "Jacome de Moraes Sarmento foi por Capitão-mor de seis navios" ; fala de "Minas" de Monomotapa e acrescenta que "estes navios tanto que poserem a gente em Moçambique hão de passar á India para ficarem lá."
- Data desconhecida, e 22 de Fevereiro "Armada de dois navios. Partiram também este ano dois navios apesar de não irem juntos, de um era Capitãode um patacho Diogo Barradas, que ia com avisos a Moçambique e a Goa; e o outroem  22 de Fevereiro Filipe da Cruz da Silveiraem outro patacho , de avisos a Malaca."
- 1621 Dom Afonso de Noronha (segunda vez) por Vice-rei, com Jerônimo Lobo "Vieram este ano da Índia duas naus que lá se fizeram : uma a Conceição de que era capitão..............que na paragem de.................pelejou com 15 naus dos Turcos três dias ; já se iam desesperados de rendela, quando incendiendo-se ela eles voltaram e aínda apanharam muita riqueza e gente. Outra a S. João de que era capitão.............. que na altura do Cabo pelejou com três naus holandesas alguns dias ; e apertando-os o tempo ela se foi perder na Baía da Lagoa, e a gente com muita riqueza foi caminhando até Sofala e Moçambique aonde chegaram algumas pessoas sobre muitos meses e trabalhos ; e as mais vencidas deles deixaram a vida por aquelas terras."
- 29 de Abril "Armada de quatro naus. Capitão-mor D. Afonso de Noronha"do Conselho de Estado d'El Rei Nosso Senhor" (códice), que ia por Vice-Rei e havia ido por por Capitão-mor da armada do ano de 1597. Ia por capitão da sua nau D. Francisco Lobo que havia arribado nela o ano antes ; e os outros eram D. Francisco Henriques, por Almirante, D. Rodrigo Lobo na nau S. Carlos, viagem comprada, na qual nau ia também o novo missionário  jesuíta Jerônimo Lobo], Nuno Pereira Freireviagem própria . Obrigada duma tormenta arribou esta armada : e este foi o primeiro Vice-rei e Governador da Índia que saíndo deste reino arribou a ele."

O códice não diz que o Vice-rei arribou  [e arribou verdadeiramente] , mas que "o Vice-Rei se embarcou na nao em que tinha arribado o anno atrás D. Francisco Lobo, que foi por Capitão da mesma nao para voltar nella." E acrescenta: "D. Francisco Henriques, Capitão de outra nao á ida ha de fazer o officio de Almirante, e á vinda de Capitão-mor."
Outros missionários jesuitas iam também nessa armada : o castelhano Pedro Marejon e Diogo Lopes.
O padre M. Gonçalves da Costa,  às razões do  insucesso dessa armada devido ao mau tempo que arrastou os navios "para o recôncavo da Guiné, como era de temer pelo adiantamento da estação", acrescenta o facto que as provisões apodreceram muito depressa, a carne de porco saíndo  "já podre e ardida, o mesmo sucedendo ao vinho e ao arroz que parecia cal".
- 11 de Março "Armada de seis galeões. Dobaixo da capitanía-mor de D. Afonso de Noronha foram seis galeões de que eram capitães Antonio Teles, Almirante deles, Domingos da Camara, Francisco Sodré Pereira, Luis de Moura Rolim, Gonçalo de Sequeira, João Gonçalves Rodrigues da Cunha ; De todos eles um só passou à Índia, e os outros arribaram também como as naus."

O códice da BN diz que "Estes galeões sahirão desta barra a 11 de Março, e porque ao dia seguinte tiverão huma grande tormenta tornarão a entrar pela barra os cinco delles mui destroçados, o de Luis de Moura esteve perdido na costa e recolheo-se no porto de Setúbal sem mastros, ali se concertou e partio para a India em 8 de Abril.
"A 24 de Abril mandou Sua Magestade que 4 galeões destes ficassem para a armada da Costa, e se passasse a gente e mantimentos delles ás náos, e o galeão mais pequeno fosse em compara dellas para levar a Moçambique o mineiro e mais coisas para o lavor das minas. Não chegou mais que a 5 graus da banda do Norte: esteve sobre os baixos de Santa Anna, arribou a este reino onde chegou com as 4 náos, e galeão de que era Capitão João Rodrigues da Cunha a 6 de Outubro de 621.
- 1622 - 18 de Março "Armada de quatro naus.Capitão-mor o Conde da Vidigueira D. Francisco da Gama, que segunda vez ia para ser Vice-Rei da Índia ; e os outros, D. Francisco Mascarenhas que ia por Almirante e que pelejou com holandeses na entrada de Moçambique aonde se perdeu. Nuno Pereira Freire,que o ano passado tinha arribado em companhia de D. Afonso, D. Francisco Lobo, que em 6 de Junho na terra de Natal viu caír na sua nau que era a de S. Carlos um raio que fazendo algum dano no grande mastro não fez algum em alguma pessoa. A Capitánia que era Santa Teresa também se perdeu em Moçambique."

Ia nessa armada o missonário jesuita Jerônimo Lobo que tinha arribado na armada do ano passado. Iam com ele quatro companheiros : o castelhano Pedro Marejon, o italiano Juliano Baldinote e o português Jerónimo de Paiva.
- 20 de Março "Armada de quatro galeões. Capitão-mor dos quatro galeões Sancho de Tovar da Silva, e os outros Gonçalo de Sequeira, Francisco Sodré Pereira, e Francisco de Almeida cardoso."

O códice da BN diz ele : "Todosda armada de D. Francisco da Gama forão em conserva até passarem a linha o 1º de Maio, e no mesmo dia tiverão vista e falla de Sancho de Thobar da Silva, Capitão-mor de 2 galeões, e 2 patachos que partio de Lisboa a 20 de Março do mesmo anno, e com o galeão de que era Capitão Gonçalo de Siqueira se encontrou com as naos e forão seguindo sua viagem todos em conserva.
"Nos dois patachos erão Capitães Francisco Sodré Pereira que se foi concertar a Cabo Verde de huma agoa que fazia, e continuou sua viage, chegou a Goa, voltou para este Reino o anno seguinte e chegou a salvamento a Peniche, onde descarregou por haver muitos cossairos na Costa. Do outro patacho era Capitão Francisco de Almeida Cardozo que arribou da altura da Ilha da Madeira a este Reino.
"Na volta do Cabo de Santo Agostinho a 9 de Maio se apartou a náo São Thomé sem occasião de tempo por já la ventear muito sem acudir ao sinal que se lhe fez com peça.
"As 3 naos e 2 galeões forão continuando sua derrota e quasi na altura do Cabo a 20 de Junho tiverão vista de 3 naos de inimigos a que derão caça, mas por estarem longe e se fazerem na volta do mar desaparecerão.
"Em 6 de Julho na Terra do Natal deo hum raio no mastareo grande da nao capitánia que queimou parte da bandeira e levou algumas falcas do mastro sem matar, nem ferir nenhuma pessoa passou.
"A 20 de Julho se apartou o galeão de Sancho de Thobar sem occasião nenhuma. A 22 de noite se teve vista de 5 velas de inimigosnaus holandesas e inglesas , e a 23 pelejarão com as 3 náos, e pela náo almirante ficar muito atras e ser á vista de terra onde há grandes correntes e muitos baixos, e a briga durou até o sol posto, e passado ella mandou o Vice-Rei dizer ao Almirante pelo Capitão do galeão que se viesse chegando para elle pois o vento era favorável para o prover do necessário ao que respondeo que os seus Officiaes dizião que não podião ir e que determinava ir varar na Costa, como o fez naquella noite sem obedecer ao segundo recado, que lhe mandou o Vice-Rei que o não fizesse.

"A 4 de Outubro tiverão vista da Ilha de Callipene que he huma das de Mamalle, e forão continuando sua viagem. A 6 de manhã houverão vista de terra na altura de Porqua. O dia d'antes se tinha apartado o patacho de D. Francisco Mascarenhas que foi tomar Coulão e dahi a poucos dias veio a Cochim.
"O Vice-Rei com os outros dois patachos surgiu em Porqua a 6 do mez e por ser o vento contrario não entrou em Cochim senão a 11 onde soube da perda de Ormuz.
"Esta viagem que fez o Vice-Rei de Moçambique para Cochim foi nova e tem-se achado ser de muita importancia porque a todo o tempo se pode fazer.
"O Vice-Rei despachou logo hum patamar avisando o Governador da sua chegada, e que mandasse huma armada de remo como o fez e a 27 de Novembro chegou D. Manoel de Castro Pereira Capitão-mor de 15 sanguiceis, e muitos fidalgos em navios armados á sua custa, e muita quantidade de navios de cafila.
"O Vice-Rei comprou huma naveta a el Rei de Cochim que logo mandou concertar, e a deixou com carga de pimenta, drogas e roupas para vir para o Reino onde chegou a salvamento e por Capitão della Diogo Vaz de Siqueira.
"Em Cochim proveo o Vice-Rei em todas as coisas necessarias e partio para Goa em 6 de Dezembro, veio visitando as fortalezas de Cananor, Mangalor e Barçallor, e Onor, e as proveo do que lhes era necessário. Tanto ávante como o Cabo de Rama chegou Nuno da Cunha em navio da armada e avisou ao Vice-Rei que na barra de Goa estavão surtas 6 naos inimigas, que com as lanchas havião queimado hum patacho dos que havião ido de Cochim.
"O Vice-Rei chamou a conselho as principais pessoas da armada e posto que houve votos que desembarcasse no Rio do Sal, o Vice-Rei resolveo em o não fazer e ir pela barra á vista dos inimigos como o fez a 17 pela manhã ás 9 horas levando descoberto o farol e desenrolada a bandeira passou a tiro de peça das naos dos inimigos. O Vice-Rei foi desembarcar no forte da Aguada e o visitou, e a nao São Thomé que estava surta junto a elle que não partio aquelle anno pelos inimigos estarem na barra até o fim de Março, mas partio o anno seguinte de 624 e veio a salvamento ao Reino.
"O galeão de Sancho de Thobar da Silva estava já em Goa  quando chegou o Vice-Rei e a 19 lhe entregou o Governador o governo."
Jerônimo Lobo ia no patacho do vice-rei.
- 1623 - 24 de Março "Armada de três naus. Capitão-mor D. António Telo de Meneses, e os outros D.Diogo de Castelo Branco que ia por Almirante; Francisco Correia da Costa cuja nau abriu com tormenta no Cabo de Boa Esperança, perdendo muita fazenda. A capitánia que era a São Francisco Xavier, na volta se perdeu nos Cachopos perto de Lisboa, salvou-se alguma fazenda, e perderam 40 homens."

O códice diz que "D. Diogo de Castello-branco faleceo antes de chegar a Moçambique onde se perdeo a nao com huma tormenta.
"Francisco Correa de Castello branco [sic] falleceo antes de chegar a Moçambique onde a sua nao invernou com a mais armada, e foi em Maio a Goa, voltando para este reino por Capitão D. Francisco de sá e por abrir no Cabo de Boa Esperança a levou o Capitão-mor com a mais armada a Santa Helena onde se descarregou toda da fazenda e artelharia, e se repartio pelas outras naos, e a outra forão buscar urcas do Brasil, e só o casco da nao se perdeo."
- 24 de Março "Armada de cinco galeões. Partiram com esta armada cinco galeões de que era Capitão-mor D. Filipe de Mascarenhas [no galeão Santo André , e os outros Francisco Borges de Castelo Brancono galeão Mesiricordia  que ia por Almirante, e Bento de Freitas Mascarenhasno galeão São Simão , e Manuel Pessoa de CarvalhoCapitão do patacho Nossa Senhora da Guia, e Cosme Cação de Britono patacho São Braz . O galeão de Freitas se perdeu com tormenta em Moçambique e também ali se perdeu o do Cação : E o do Borges se perdeu na Arábia."

O códice diz que  "D. Antonio Tello" era Capitão-mor destas duas armadas: 3 naos, 3 galeões, e 2 patachos, e acrescenta o seguinte: "D. Filippe Mascarenhas passou a Goa em Novembro. Á entrada de Moçambique encalhou a nao capitania na mesma restinga em que o anno dantes havia encalhado a nao do Vice-Rei mas por ser mais na ponta do baixo com lhe cortarem o mastro sahio e se concertou em Moçambique onde invernou, e foi em Maio a Goa, voltou para este Reino, e perdeo-se na barra de Lisboa donde se não salvou mais que a gente.
"O Galeão de Francisco Borges invernou em Moçambique e dali com ordem do Vice-Rei passou a Mascate, e veio depois a Goa.
"O Galeão de Bento de Freitas Mascarenhas se perdeo com tormenta em Moçambique.
"O patacho de Manoel Pessoa tomou-o hua náo inimiga antes de dobrar o Cabo de Boa Esperança e o largou: foi a Moçambique onde invernou, e dali o mandou o Vice-Rei a Mascate em companhia de Francisco Borges indo por Capitão delle Manoel do Prado de Magalhães e por erro do piloto se perdeo na Arabia. O patacho de Cosmo Cação chegou a Moçambique e ali se perdeo antes da tormenta."

## 1624

### 25 de março
dd".

| Navio | Homens | Capitão |
| ----- | ------ | ------- |
| a     |        | Ps      |
|       | _      | Mo      |
|       | _      | B       |
| A     | _      | Mo      |
|       |        | Fa      |
|       |        | Fra     |
| Total |        |         |
| C: a  |        |         |

- 1624 - 25 de Março "Armada de duas naus. Capitão-mor Nuno Álvares Botelho, que ia para ficar servindo na Índia com os galeões que também partiram este ano ; o Capitão da outra nau foi João de Sequeira Varejão"
- 25 de Março - "Armada de seis galeões. Partiram também seis galeões de que eram Capitães Sebastião da Costa Valente, João Pereira Corte Realno galeão São Francisco" que ia por Almirante, Francisco de Tovar da Cunha, ou  Caminhano galeão Conceição" , D. Sebastião de Menesesno galeão Santo Antonio", "falleceo em Moçambique" (códice), Simão de Quental de Carvalhono São Thiago" , Fernão da Costa Lemosno São Pedro" . O primeiro havia de voltar com carga ; os cinco ficaram servindo na Índia à ordem de Nuno Álvares Botelho, que com eles fez grandes coisas."

O códice como para o ano anterior fala duma só armada em que ia Nuno Álvares Botelho como "Capitão-mor de 2 naos, 1 galeão de carga e 5 de guerra";  Diz que Estas "3 embarcações chegarão a Goa, e voltarão para o reino, onde chegarão salvamento." E acrescenta :
"Esta armada foi sempre junta, tomou Moçambique, e chegou a Goa a 2 de Setembro do mesmo anno, e estes 5 galeões ficarão na India."

## 1625
- 1625 - 6 de Abril "Armada de duas naus. Capitão-mor Vicente de Brito de Meneses ; e da outra nau João Henrique de Ayala. Estes voltando ao Reino foram dar à costa de França ; e saíndo a poderosa e luzida armada do Reino de que era general D. Manuel de Meneses, para recuperar auquelas duas naus, ela e a armada se perderam inteiramente naquela costa com uma tormenta; e esta foi a maior perda que padeceu Portugal antes e depois da de El Rei D. Sebastião."

O códice da BN acrescenta: "forão sempre juntas até Goa, onde chegarão a 5 de Setembro. Não tomarão Moçambique (…)
"Voltando para este Reino tomarão a Ilha 3ª e vindo para Lisboa as encontrou hua caravella com ordem dos Governadores para hirem á Corunha, como forão, por se temerem de huma armada que não sahio de Inglaterra. Estando na Corunha estas naos foi-as lá buscar a armada da Costa, de que era General D. Manoel de Menezes, fizerão-se á vela para Lisboa deo-lhes huma tormenta com que se perderão as naos e toda a armada, e se salvou só hum galeão e muito pouca gente."

## 1626
- 1626 - 14 de Abril "Armada de três naus. Capitão-mor D. Manuel Pereira Coutinho, e os dois Francisco Ribeiro Francisco Ribeiro Alcoforado, e Lourenço Peixoto Cirne. Este último na volta junto a Baía, e depois da Ilha Terceira pelejou valentissimamente com três naus holandesas, e veio ao Reino."

O códice fala de "2 naos e 1 galeão de carga"; diz que Lourenço Peixoto Cirne era Capitão do galeão e Almirante, que "todos chegárão a Goa a salvamento e voltarão para este Reino onde 2 náos chegarão a salvamento"; e que "O galeão se apartou dellas, e foi ao Brasil á Bahia de Todos os Santos onde se deteve até Janeiro de 629 em que chegou a salvamento mas deixou a pimenta e fazenda de partes na Ilha 3ª."
- 1627 - 5 de Abril "Armada de uma nau, e um patacho. Este ano não foi mais de uma nau, e um patacho, dela era Capitão João de Sequeira Varejão, e dele Lourenço Mouzinho da Barbaou Lourenço Mouzinho Barbosa. Este de volta pelejou no mar de Pernambuco com navios holandes que lhe tomaram depois de o têrem quasi todo queimado : ele e a gente foram levados a Holanda. Na nau voltou ao Reino o Vice-Rei D. Francisco da Gama Conde da Vidigueira, deixando o governo da Índia a D. Frei Luís de Brito, Bispo de Cochim, porque não estava lá D. Francisco Mascarenhas a quem El Rei mandava que o desse."

O códice diz : "Chegárão a Goa a salvamento e voltarão para o Reino, e partirão de Goa a 16 de Marçode 1628 . Nesta nao se embarcou o Conde da Vidigueira Vice-Rei onde lhe foi ordem para entregar o governo ao Bispo de Meliapor.
"O patacho se apartou da náo sem occasião em 5 de Maio e foi tomar Pernambuco no Brasil, donde partio para este Reino e foi tomado pelos inimigos, matarão o Capitam e outras pessoas.
"A náo teve 3 meses e meio de tormentas no Cabo de Boa Esperança e o passou a 20 de Setembro, e por haver falta de agoa forão a Angola onde surgirão a 13 de Outubro e dali partirão a 16 de Dezembro e entrarão em Lisboa o derradeiro de Marçode 1629 .
"João de Siqueira Varejão comprou esta viagem a D. Rodrigo Lobo.
- 5 de Novembro "Armada de quatro navios. Partiram em Novembro quatro navios, capitão-mor Domingos da Câmara, e os três D. Gil Eanes de Noronha, Julião Pais de Alter, e Duarte Pessanha de Abrantes."

Outra memória diz que Duarte Pessanha de Abrantes partiu em Outubro.
- 1628 - 20 de Abril "Armada de três naus.

Capitão-mor D. Francisco Mascarenhas que ia por Vice-Rei ;  e por capitão da sua nau Lançarote de França de Mendonça, e os das outras D. João de Meneses, Alferes mor do Reino, eAlmirante Antonio Coelho de Sampaioou António Pinheiro de Sampaio. Arribaram o Vice-Rei, e Lançarote ; o Alferes mor morreu na altura da Terceira de volta da Índia. Havendo o Vice-Rei averiguado que um cavaleiro usava de um crime sujo o condenou a morrer no fogo de uma bombarda ; e porque isto se fez na arribada foi acusado de que o havia feito não tendo poder para fazê-lo : e todavia foi julgado que tinha bem feito, e se lhe fez mercê do lugar de Conselheiro de Estado no Conselho que reside em Madrid."
O códice diz ele que : "Levou o Vice-Rei hua caravella para se passar a ella sendo necessario o que não fez e arribou ao Reino com elle Antonio Pinheiro"; que "a nao do Alferes mor passou á India, e chegou a Goa a 29 de Novembro", e que essa mesma nau foi a única a passar á Índia, e "chegou a Goa em Novembro do mesmo anno, partio de lá em Março de 629 e chegou a Lisboa em Outubro do mesmo anno. Das Ilhas para a terra falleceo o Alferes mor, e o Inquisidor Francisco Borges de Sousa."
- 1629 - 3 de Abril "Armada de três naus. Capitão-mor o  conde de Linhares Miguel de Noronha que ia por Vice-Rei; e os dois D. Francisco de Melo de Castro que ia para voltar capitão-mor das naus; e António Pinheiro de Sampaio"que tinha arribado o anno passado, falleceo antes de chegar a Goa" (códice)  Destas naus se perdeu uma. O Vice-Rei voltou o ano...... e das naus que trouxe perdeu-se uma perto de Lisboa: e ele foi aportar em Málaga com a sua que ali se perdeu depois depois de haverse ali desembarcado a fazenda. Ele de sua vontade quiz vir aquele porto: veio a Madrid e deu preciosas joias ao Rei e à Rainha : foi uns dias bem visto, e bem despachado logo; e depois preso."
- 3 de Abril "Armada de seis galeões. Partiram com essa armada de naus, seis galeões de que eram capitães Luís Martins de Sousa Chichorrono galeão Santo António, Pedro Rodrigues Botelhono São Francisco, Francisco de Sousa de Castrogaleão São Thiago, André Velhono São Bartolomeu, Vicente de Leitão de Quadros no galeão Santo Estevão que estando ao ponto de perder-se no mesmo porto de Lisboa se perdeu na viagem sem se saber aonde, André Vasconcelos de Menesesno galeão Nossa Senhora da Conceição. Estava para partir um patacho de que era capitão Roque Borges, mas no tempo da partida queimou-se em frente de Belem, entendendo-se que o fogo havia sido posto maliciosamente. Em todo o apreste destas naus e galeões tiveram todo o trabalho de pluma Diogo Soares Escrivão da fazenda, e '''Manuel de Faria e Sousa''', a quem tocou a maior parte."

O códice da BN acrescenta : "Os galeões de Luis Martim de Sousa, Andre Velho, Andre de Vasconcellos, Pedro Rodrigues Botelho chegarão a Goa com o Vice-Rei.
"O galeão de Francisco de Sousa de Castro se foi perder no baixo de João da Nova, e dali se salvou a mor parte da gente, e foi a Moçambique donde mandarão buscar a artilheria, e toda se salvou.
"O galeão de Vicente Leitão de Quadros 60 leguas antes do Cabo veio pedir ao Vice-Rei lhe mandasse salvar a gente e artilheria que se hia o galeão ao fundo. O Vice-Rei lhe não pode acodir, e o galeão não appareceo mais.
"Na monção de Outubro chegárão a salvamento as 3 naos e 4 galeões.
"As 3 naos partirão para este Reino em Março do anno seguinte e a nao em que havia ido o Vice-Rei chegou a Lisboa a 27 de Setembro de 630.
"A nao do Capitão-mor Francisco de Mello tomou Angola e chegou a Lisboa o 1º de Junho de 631.
"A nao São Gonçalo, Capitão Antonio Pinheiro de Sampaio morreo antes de chegar a Goa e voltou nella por Capitão Fernão Lobo de Menezes que com tormenta arribou a Bahia Formosa e estando nella surta e já concertada para fazer jornada deo á costa com hua tormenta, e da madeira da terra se fizerão 2 patachos em que se meteo a gente e parte da fazenda em hum delles se embarcou o piloto que era da nao, e foi para a India, no outro o Capitão e encontrando a nao Santo Ignacio se passou a ella, e a mais gente e parte da fazenda e largárão o patacho, o que se soube por hum grumete da nao São Gonçalo que da de Santo Ignacio se passou á nao Bom Jesu do Monte Calvario.
"O Capitão Fernão Lobo Falleceo na nao Santo Ignacio antes de chegar a Angola, e disse que na Bahia formosa se alevantára contra elle Roque Borges, casado em Goa, e recolhera a si o piloto, e escrivão da nao com outras pessoas que trazião a mor parte da pedraria, e se não sabe com que intento, nem para onde determinavaão fazer viagem.""
- 1630 Respetivamente 19 e 17 de Abril "Armada de duas naus.

Capitão-mor D. Jorge de Almeida, e da outra Cristóvão Borges Corte Real. O Almeida ficou na Índia por General de Ceilão, e voltou na sua nau, que era Santo Ignácio de Loyala, António de Sousa de Carvalho que se perdeu na barra de Lisboa."
O códice da BN acrescenta: " A nao de Christovão Borges de volta da India chegou a Lisboa a 19 de Outubro de 631 veio com bandeira de Capitão-mor por ficar na India D. Jorge de Almeida, e na sua náo veio por Capitão Antonio de Sousa de Carvalho e tomou Angola em 8 de Agosto de 631 donde partio para este Reino a 9 de Dezembro do mesmo anno: encalhou a nao entre Paço de Arcos no 1º de Abrilde 1632 , salvou-se a gente, artilheria, e alguma fazenda."
- 1631 Respetivamente 18 e 19 de Abril "Armada de duas naus.

Capitão-mor António de Saldanha, e da outra  José Cabreiraou João Cabreira, ou José Cabral (códice): que arribaram com muita gente morta de infirmidades."
O códice acrescenta que Antonio de Saldanha, era "filho de João de Saldanha, o Abbade, a quem Sua Magestade fez mercê desta viagem e que a fosse logo servir, sem embargo de haver outros providos mais antigos: capitão da outra nao Joze Cabral que a comprou.
"Ambas as naos arribarão e entrarão em Lisboa a 19 de Setembro do mesmo anno. Chegarão á vista de Pernambuco, e dahi voltarão para este Reino e morreo em ambas muita gente."
- 23 de Novembro "Armada de duas naus. Partiram em Novembro dois navios de aviso do sucedido ; seus capitães Francisco Vaz de Almada, e Cosme LuísEstrangeiro Mestre e Piloto de seu navio."

O códice diz que eram dois patachos, e acrescenta que "o 1º ficou na India. O 2º veio e por Capitão delle Francisco Ribeiro que servio em Goa de Patrão mor, e chegou a esta barra em 30 de Outubro de 1632.
- 1632 15 de Março "Armada de três naus. Capitão-mor António de Saldanha que havia arribado, e os dois Gonçalo Rodrigues da Cunha, e o Almirante José de Cabreira da Guarda. Não puderam partir por ser sempre contrário o tempo."
- 4 de Junho "Armada de três navios. Partiram em Junho três navios de que foi por Cabo José Pinto Pereira que ia por Vedor da fazenda, Manuel de Mascarenhas Homem, e António da Cruz: o Pinto desde Lisboa até a Índia não viu terra alguma : o mesmo sucedeu ao Mascarenhas."

O códice diz: "Capitão-mor Antonio de Saldanha, e Joze Cabreira, que ambos tinhão arribado o anno antes" de onde se deduz que o capitão a quem este mesmo códice dava o nome de José Cabral, é o mesmo que este Cabreira, mas as diferentes memórias nunca dão exatamente o mesmo nome… Acrescenta: "Estando para partir não tiverão tempo para sahir da barra até 13 de Maio, em que se assentou em Conselho de Estado que não partissem por ser tarde, e o tempo estar do mar, e ainda esperarão ate 20 do mez.
"A 4 de Junho do mesmo anno partirão 3 patachos com aviso e socorro para a India, Capitães Manoel Martins Homem, Joze Pinto Pereira, Antonio da Cruz. Joze Pinto Pereira chegou em 11 de Julho de 633."
- 1633 6 de Março "Armada de três naus e duas caravelas.

Capitão-mor António de Saldanhana nao Saude que havia arribado e que não tinha partido essoutro ano : e os outros, o Almirante José de Cabreira da Guardana nao Belem , e Gonçalo Rodrigues ou Nunes da Cunhana nao Sacramento. das duas caravelas eram capitães Amador Lousado, e João da Costa."
O códice diz que "Antonio de Saldanha chegou com Gonçalo Rodrigues da Cunha a esta barra de Lisboa em 21 de Junho de 635. E nas Caravelas Santo Antonio, Capitão João da Costa foi tomada dos Peckilingues em 15 de Maio de 1634, e a caravela Nossa Senhora da Nazareth, Capitão Amador Lourenço para os Rios de Cuama partio em o dia asima e veio em 19 de Abril de 1636, e a nao Belem se perdeo na terra do Natal em 21 de Junho de 1635."
- 1634 20 de Março "Armada de três naus.

Capitão-morJerónimo de Saldanha, e os dois Tomás Borralho, e  Jerónimo de Castanheda de Vasconcelos."
O códice diz que eram uma nau, uma naveta e um galeão : "João de Saldanha na náo Nossa Senhora da Oliveira Capitão-mor morreo na India, veio em seu lugar Thomaz Borralho em 25 de Setembro de 635" ; "naveta São Filippe Capitão Thomaz Borralho, Galeão São Francisco de Borja Capitão Luis de Castanheda de Vasconcelose não Jerónimo estas embarcações ficarão na India."
- 1635 12 de Abril "Armada de duas naus. Partiu por Vice-Rei da Índia Pêro da Silva o Mole, e foi na nauN. Senhora da Saúde de que era Capitão-mor António Teles da Silva, e na outra ia o Almirante Luís de Castanheda de Vasconcelosna nau Santa Catharina. Neste ano pôs-se numa memória  João da Costa por capitão, o qual foi no passado. O Castanheda ia na nau Santa Catarina de Ribamar que na volta se perdeu perto de Lisboa no penhasco do Guincho. O Vice-Rei Dom Miguel de Noronha Conde de Linhares veio na Capitánia de António Teles da Silva, e foi aportar a Málaga do modo que já se disse, aonde se perdeu esta nau."

O códice diz que a nau de Antonio Teles da Silva, com o Vice-Rei "Pedro da Silva", "foi a Malaca onde descarregou, chegou a 14 de Dezembro de 636". Que Luis de Castanheda de Vasconcellos "se perdeo na Roqua junto ao Guincho em 2 de Novembro de 636, e o patacho Nossa Senhora da Conceição foi queimado pelos Mouros no Rio das Maçãs em 17 de Dezembro de 637. A nao Saúde ficou em Malaca."
- 1636 Gonçalo de Barros da Silva com Dom Frei Francisco dos Mártires Arcebispo de Goa

233. 4 de Abril "Armada de duas naus.
Capitão-mor Gonçalo de Barros da Silvana nau São João de Deos , e na outra o Almirante António Araújo de Mogueimesnau Nossa Senhora da Oliveira de Guimarães, que arribou. Na Capitánia foi para Arcebispo de Goa Dom Frei Francisco dos Mártires de S. Francisco."
O códice diz que Gonçalo de Barros da Silva, "queimou-se desastradamente dando crena na barra de Goa" e  "Antonio de Araujo Moguemez arribou em 21 de Maio".
- 1637 - 6 de Abril "Armada de duas naus. Capitão-mor João de Melona nau Nossa Senhora da Oliveira de Guimarães; e na outrao patacho Nossa Senhora dos Remédios Aires da Silva de Sousa."

O códice diz: "João de Mello (…)veio em 5 de Maio de 639 e em seu lugar Gonçalo de Barros da Silva: e no Patacho Nossa Senhora dos Remédios que estava para ir aos Rios de Cuama Capitão Aires de Sousa da Silva.
"Neste anno veio de Cochim a naveta Santa Maria Madre de Deus em 3 de Maio e por Capitão della Luís de Freitas de Macedo."
- 1638 11 de Abril "Armada de duas naus. Capitão-mor João Soares Vivasno galeão São Bento que comprou esta viagem a ............ e na outra Nossa Senhora da Conceição  ia o Almirante João Cardoso de Almeida."

Outra relação dá o nome de João Soares de Bivar por capitão-mor.
- 1639 Falta aqui esse ano em Manuel de Faria e Sousa.

11 de Abril Armada de um galeão e uma  nau. Capitão-mor do galeão Santo António Diogo de Mendonça Furtado, que "arribou em 15 de Outubro e na nau Nossa Senhora do Rosário Manuel Rangel de Castelo Branco arribou a Setúbal em 24 de Outubro do dito ano." (Códice)
- 1640 João de Sequeira Varejão com João da Silva Telo de Meneses Vice-Rei, e Jerônimo Lobo

236. 26 de Março "Armada de quatro naus. Capitão-mor João de Sequeira Varejão em cuja nauAtalaia ia por Vice-rei da Índia João da Silva Telo de Meneses : e os outros capitães eram......................" Frutuoso Barbosa Jordão, Pedro de Almeida Cabral em Nossa Senhora da Rosa e Almas, Luís Ribeiro Pereira na naveta S. Maria Madre de Deus, e António Cabra ou Francisco Cabral na caravela Nossa Senhora da Oliveira e Santo António. (Ficou encompleta esta Armada por Faria e Sousa) .
O códice da BN diz ele que o Vice-rei "João da Silva Tello de Menezes, Conde de Aveiras "ia no galeão Santo António",e  "João de Siqueira Varejão na nao Atalaia". Acrescenta que "as naos chegarão a Goa em 24 de Agosto", e que chegou a Lisboa "a Oliveira e Santo Antonio em 7 de Julho de 641."
Ía nessa armada o padre jesuíta Jerônimo Lobo para reitor de  Baçaím, que tinham partido pela primeira vez em 1521, e tinha voltado a Lisboa em 8 de Dezembro de 1636.
- 1 de Fevereiro "Armada de.......naus. Capitão-mor......................." Assim acaba a cronologia de Manuel de Faria e Sousa. Será que se trata do capitão (e não capitão-mor) João da Costa na caravela Nossa Senhora da Nazareth que tinha partido em Fevereiro e que o códice considera da armada de João de Sequeira Varejão ? Diz esse códice que "a caravela Nazareth chegou aqui a Lisboa em 15 de Maio de 641." Carlos Alexandre de Morais  indica que esse João da Costa também era piloto, e fez "a viagem Lisboa-Goa em 3 meses e 28 dias, facto assinalado na história da navegação dado o curto espaço de tempo em que se ralizou."

Conclui Manuel de Faria : Estas são as Armadas de que se tem notícia, e que saíram de Lisboa aos descubrimentos dos mares Africanos e Asiáticos desde o fundamento deles que foi pelos anos de 1412. dándo-lhes princípio o Infante D. Henrique filho quinto de El-Rei D. João o I e correm até este ano de 1640. E são 228. anos."
Conclui também o códice da BN : "Nenhuma cousa descobre mais para quanto hé huma pessoa, que Cargo de superioridade, e independencia. Vida debaixo de obediencia, hé luz encuberta, de que pouco se sabe. Prelacia hé luz sobre castiçal, de que todos julgão. Frei Luiz de Sousa, História de São Domingos, tomo 2º pagina 318.
Jozé Roberto Vidal da Gama, Ministro adjunto ao Conselho de Justiça do Conselho de Guerra, Conselheiro da Fazenda."
- 1641 30 de Março Armada de dois navios.

Capitão-mor Bartolomeu de Gonçalves, com Manuel de Lisboa. Levam o "Fidalgo Sancho Faria da Silva, portador da notícia oficial da Independência de Portugal. Na carta, o novo rei D. João IV pede sua rápida aclamação e promete enviar socorros no mês de Setembro.
"Quando os navios chegam à barra de Goa esta está bloqueada pelos holandeses. Só no dia 11 de Setembro se realiza, na Sé de Goa, o juramento de fidelidade. "
- 1642 - 10 de Abril Armada de 1 navio.

Capitão-mor D. João da Gama, na nau S. Bento. Dirigindo-se à Ilha de Moçambique, com a intenção de reabastecer-se de alimentos e água, no dia 27 de Dezembro, quando a embarcação estava a entrar na barra de Moçambique, foi surpreendida por um furacão, os mastros partiram-se e foi empurrada para o recife, onde se partiu em dois.
Em 6 de Janeiro tinha partido o capitão António Cabral, e em 24 de Dezembro partiram os capitães João da Costa e Pedro de Oliveira.
- 1643 - 20 de Março Armada de dois navios. Capitão-mor João Rodrigues de Sá e Meneses, com o capitão Pedro de Araújo de Azevedo.
- 1644 - 29 de Janeiro Armada de dois navios. Capitães: António Fialho Ferreira e Gonçalo Ferraz de Lima.

12 de Abril Armada de cinco navios. Capitães: Pêro de Lemos,  António Cabral, Amador Lousado, Luís Velho e António Rodrigues Chamissa.
- 1645 6 de Abril Armada de cinco navios. Capitães: João da Costa Valente, Manuel Luís Frolunário, Manuel da Costa, Gonçalves Corvo e António Salvador. Em 17 de Junho parte Francisco Gomes de Alfama.
- 1646 4 de Abril Armada de três navios. Capitão-mor Luís de Miranda Henriques com Domingos Magalhães de Lima e António da Câmara de Noronha.
- 1647 17 de Abril Armada de cinco navios. Capitães: Domingos Antunes, Baltasar de Almeida, Matias Figueira, Miguel Jorge Grego e António Fonseca de Meneses.
- 1648

8 de Abril Armada de dois navios de capitães : António da Costa Lemose Pedro Gonçalves Pereira.
- 1649

16 de Janeiro – Armada de um navio:
Capitão António Dias.
15 de Abril Armada de dois navios.
Capitães: Vasco de Azevedo Coutinho, no Galeão novo Nossa Senhora do Bom Sucesso do Povo, que se perdeu a 8 de Setembro, "perto das ilhas de Angoxa, no quarto da modorra, com vento em popa, amarras telingadas e vigias na sobrecevadeira"  e Diogo Leite Pereira na nau S. Lourenço, "construída na ribeira de Goa, a qual se perdeu logo a 3 de Setembro nos baixos de Moxincale, como mui lastimosamente conta o jesuíta António Francisco Cardim, que era seu capelão".

### 13 de maio
| Navio      | Tonelagem | Canhões | Homens | Capitão           | Mestre           | Contramestre  |
| ---------- | --------- | ------- | ------ | ----------------- | ---------------- | ------------- |
| Enxobregas |           |         |        | Bastião de Morais | Duarte Fernandes | Panteleão Vaz |
| L          | 850       | 46      | 253    | Ch                |                  |               |
| C: a       |           |         |        |                   |                  |               |

13 de maio Parte o Galeão Enxobregas, que não tinha partido com a segunda armada por causa de grossas avarias.
Era uma das maiores naus do seu tempo, e "por ser veleiro e seguro esperavam chegasse a Goa adiante daqueles que lhe tomaram a dianteira". Capitão Bastião de Morais, o dos óculos, piloto Pêro Dourado, velho navegador da Índia, mestre Duarte Fernandes, e contramestre Panteleão Vaz, o Cheira-Dinheiro. Passageiras a esposa e a filha de Rui da Cunha, provido com a fortaleza de Cananor.

## 1650

### 21 de abril
| Navio | Tonelagem | Canhões | Homens | Capitão | Mestre | Contramestre |
| ----- | --------- | ------- | ------ | ------- | ------ | ------------ |
| s     |           |         |        | B       | D      | Luís Velho   |
| L     | 850       | 46      | 253    | Ch      |        |              |
| C: a  |           |         |        |         |        |              |

21 de Abril Armada de cinco navios. Capitães: João da Silva Telo, Luís Velho, António Barreto Pereira, Luís de Utra Corte Real e Manuel da Fonseca Costa.
Em 8 de Fevereiro tinha partido o capitão António da Costa Le
- 1651 - 3 de Abril Armada de três navios. Capitães : Luís de Mendonça Furtado e Albuquerque, João Salazar de Vasconcelos e João Vicente Caiado.
- 1652 - D. Vasco de Mascarenhas Vice-Rei. 26 de Março Armada de quatro navios. Capitão-mor D. Vasco de Mascarenhas, Vice-rei, com  Amaro de Novais de Azevedo, António de Abreu de Freitas e Pedro Botelho.
- 1653 - 26 de Abril Armada de dois navios. Capitão-mor Luís de Mendonça Furtado com Francisco Machado de Sá. Em 15 de Novembro parte o capitão Pedro Botelho.
- 1654 - 24 de Abril Armada de três navios. Capitães D. Fernando Manuel, Manuel de Pina da Cunha e Carlos de Araújo de Vasconcelos.
- 1655 - 23 de Março Armada de seis navios. Capitães António de Sousa de Meneses, Jerónimo de Carvalho, Baltasar da Paiva Brandão, Manuel de Castro Favela, Manuel Velho de Brito e Manuel Fonseca da Costa.
- 1656 - 30 de Março Armada de dois navios. Capitães: Bartolomeu de Vasconcelos e Cunha e António Pereira.
- 1657 - 4 de Abril Armada de 4 navios : uma nau, dois galeões e uma caravela de particulares. Capitão-mor : Luís de Mendonça Furtado e Albuquerque.

"Para fazer frente à ofensiva holandesa contra o Estado Português da Índia, decidiram a Regente e os seus ministros tomar a medida que se impunha: a reconstituição da nossa armada de alto bordo da Índia. Para o cargo de Vice-Rei foi nomeado António Teles de Meneses (que já tinha sido governador), um dos raros chefes de mar que havia em Portugal (...). Durante a viagem faleceu António Teles de Meneses. A armada toda junta, o que era caso raro, chegou a salvamento a Mormugão a 5 de Setembro e à barra do Mandovi dois dias mais tarde."